# Schraden (Landschaft)
Der Schraden ist eine Landschaft an der sächsisch-brandenburgischen Grenze etwa 50 Kilometer nördlich der sächsischen Landeshauptstadt Dresden. Sie umfasst die ehemals vollständig bewaldeten Niederungen der Schwarzen Elster und der Pulsnitz im Grenzland zwischen der einstigen Mark Meißen, der Oberlausitz und der Niederlausitz, welches einst weitgehend dem Spreewald ähnelte und als eine ungeheure Holz- und Wildbretkammer galt. Am südlichen Rand befindet sich im Bereich der Schradenberge Brandenburgs höchster topographischer Punkt, die 201,4 Meter hohe Heidehöhe. Nach Flussregulierungen, Meliorationen und Rodungen wird die Niederung des Schradens heute von Acker- und Grünlandflächen dominiert.
Die wichtigsten Schradengemeinden sind die Städte Elsterwerda, Lauchhammer und Ortrand. Die Amtsgemeinde Schraden und das Amt Schradenland wurden nach dieser Landschaft benannt.

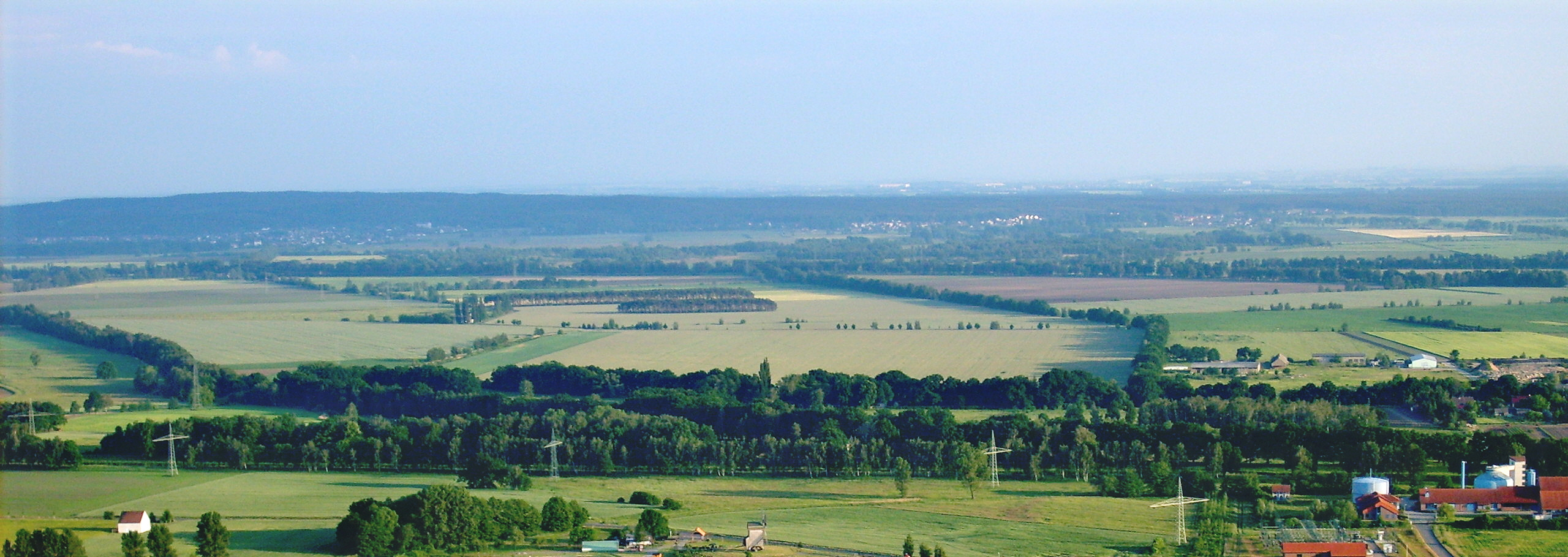
Luftbild vom westlichen Schraden, im Hintergrund die Heidehöhe

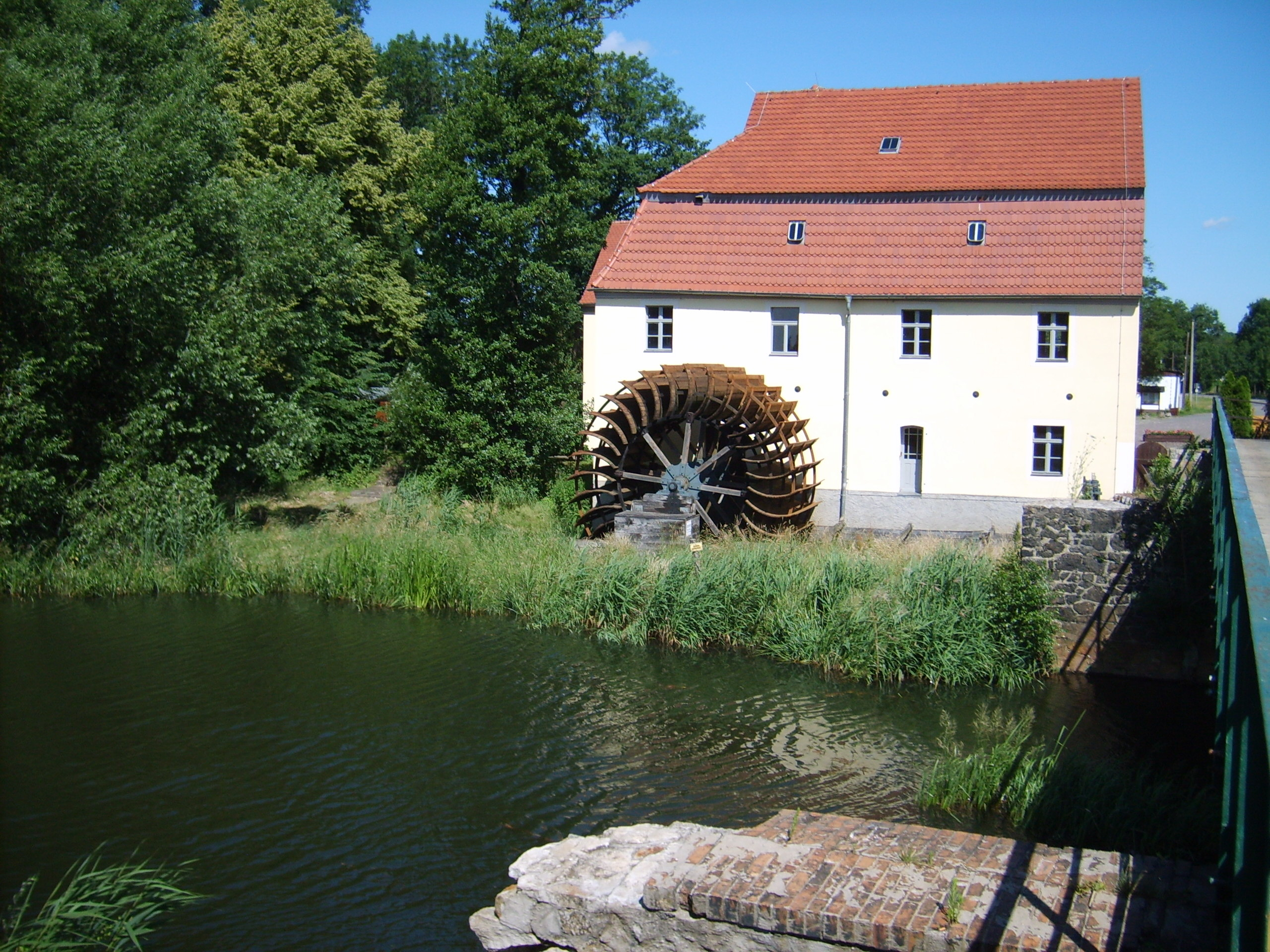
Elstermühle in Plessa

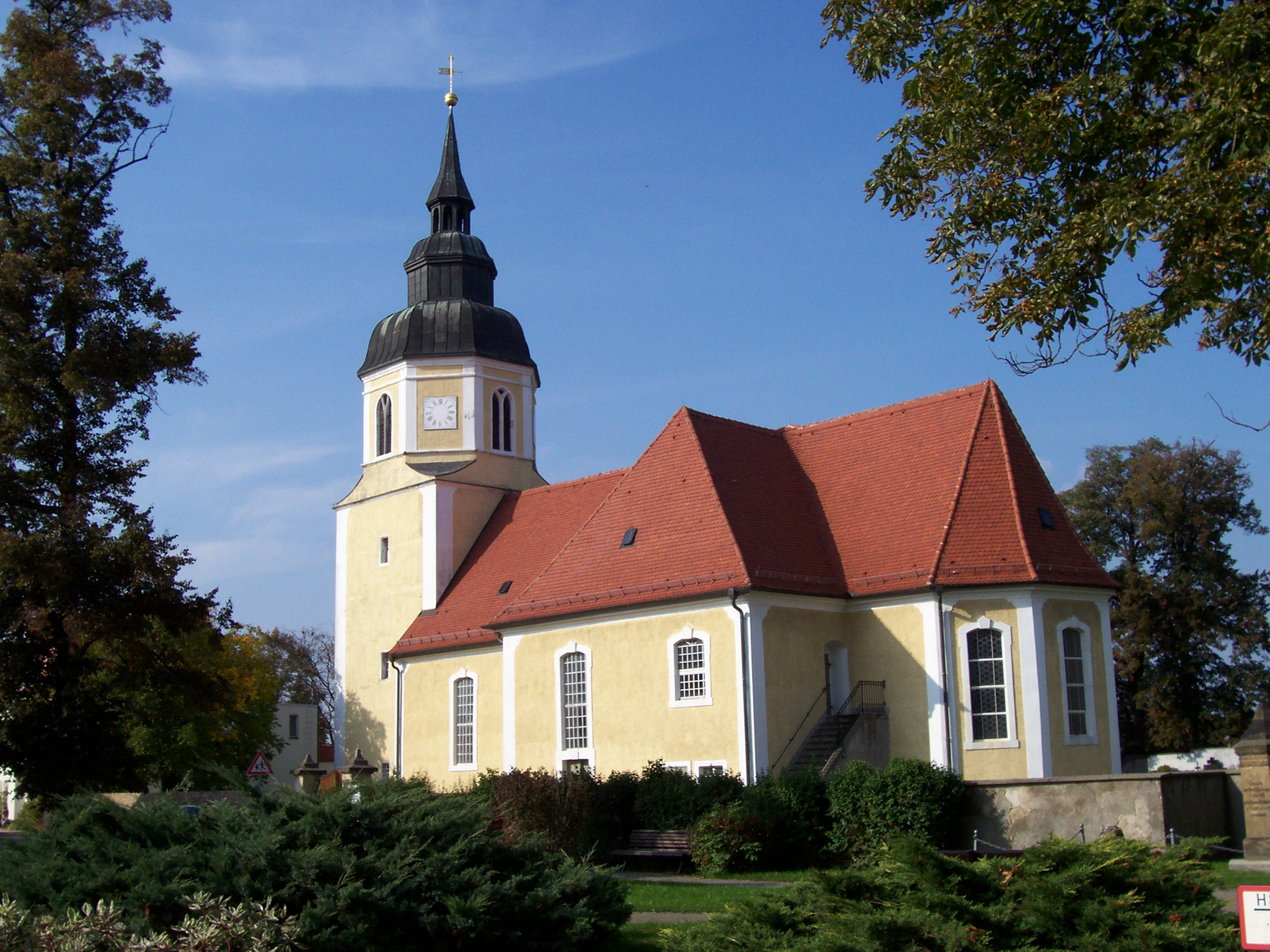
Kirche Großkmehlen

## Geographie

### Geographische Lage

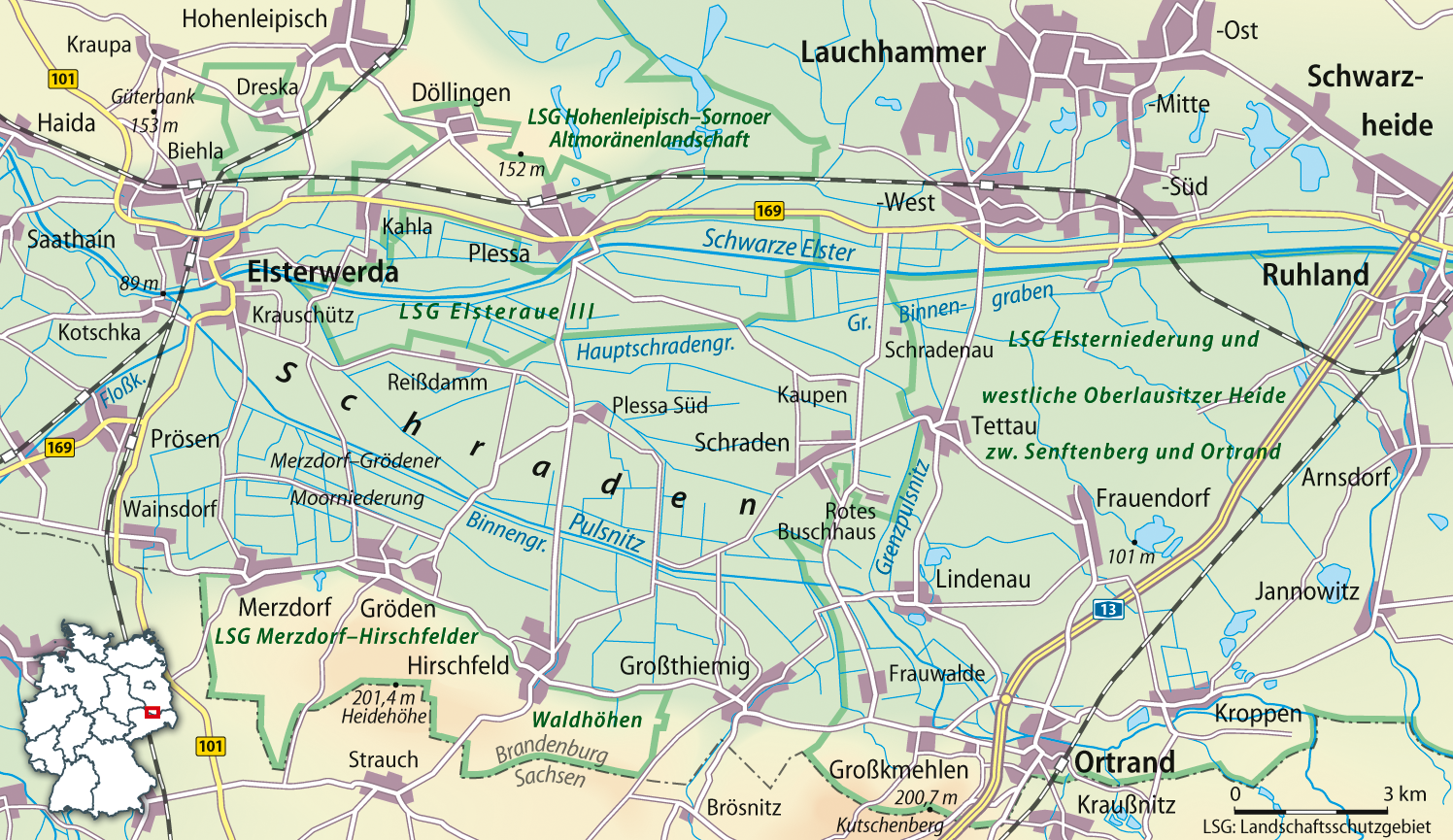
Karte des Schraden im südlichen Brandenburg

Das etwa 15.000 Hektar große Niederungsgebiet befindet sich im Grenzgebiet der Bundesländer Brandenburg und Sachsen rund 50 Kilometer nördlich von Dresden und 120 Kilometer südlich von Berlin im Breslau-Magdeburger Urstromtal. Es hat in Nord-Süd-Richtung eine Ausdehnung von ungefähr sechs Kilometern im Westen und neun Kilometern im Osten. Die Länge des Schradens beträgt etwa 15 Kilometer.
Die historische Flur Schraden wurde ursprünglich im Westen von den Feldmarken Elsterwerda und Krauschütz und im Osten von der Grenzpulsnitz begrenzt. Im Norden grenzte sie an die Feldmarken der Dörfer Plessa und Kahla, im Süden an die Feldmarken der nördlich der Gröden-Hirschfelder Endmoräne gelegenen Schradendörfer Merzdorf, Gröden, Hirschfeld sowie weiter östlich an Großthiemig, Frauwalde und Großkmehlen. Nachdem 1727 der kursächsische König August der Starke und somit der sächsische Staat in den Besitz der Herrschaft Elsterwerda kam, zählten auch einige Flächen nördlich der Schwarzen Elster zum Schraden.
Das Gebiet des Schradens wird von der Schwarzen Elster und der Pulsnitz durchflossen. In Elsterwerda mündet der Elsterwerda-Grödel-Floßkanal unweit ihrer eigenen Mündung in die Pulsnitz.

### Geologie

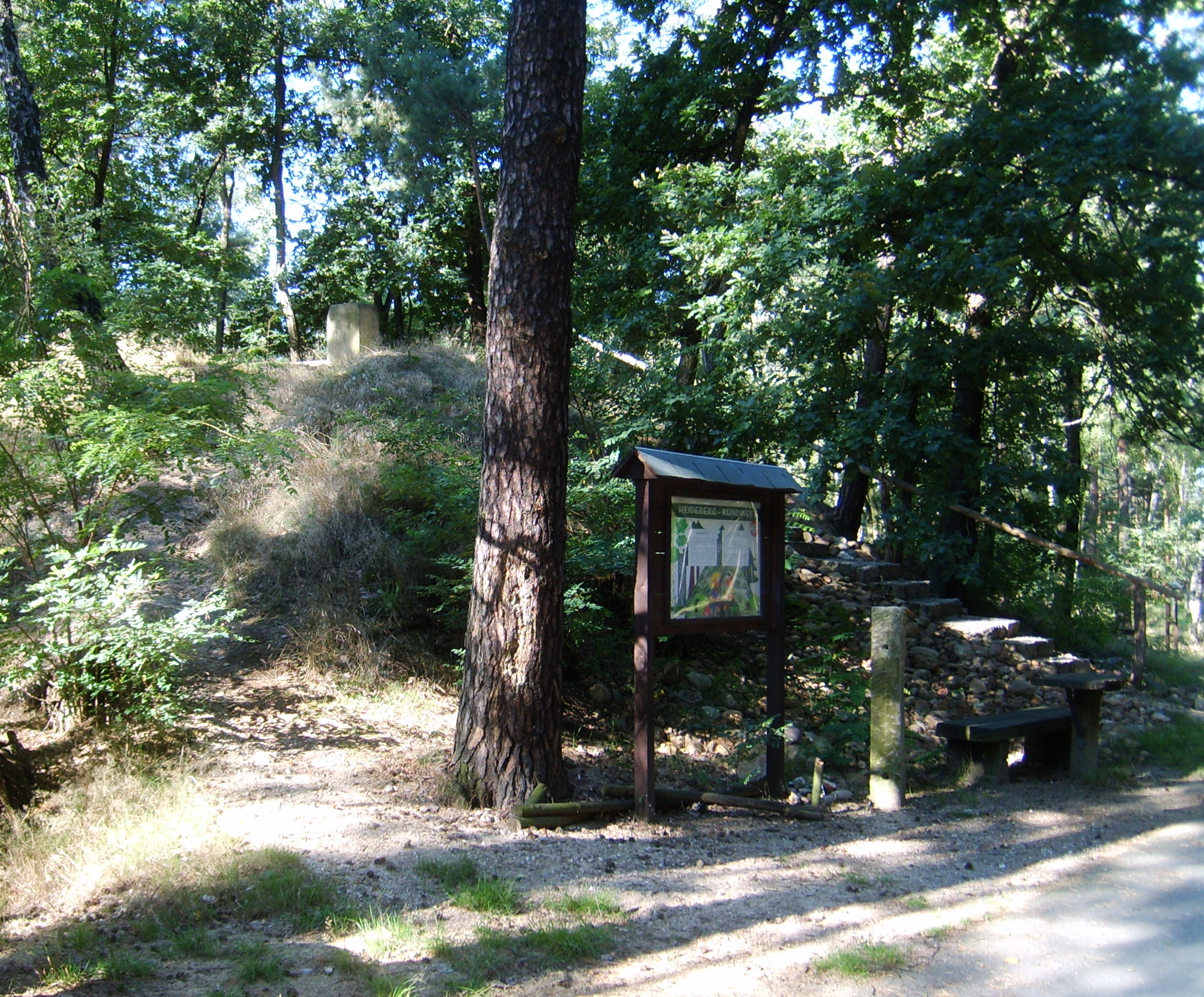
Gipfel der Heidehöhe, mit 201,4 Metern die höchste Erhebung in Brandenburg

Aussichtsturm auf der Heidehöhe bei Gröden

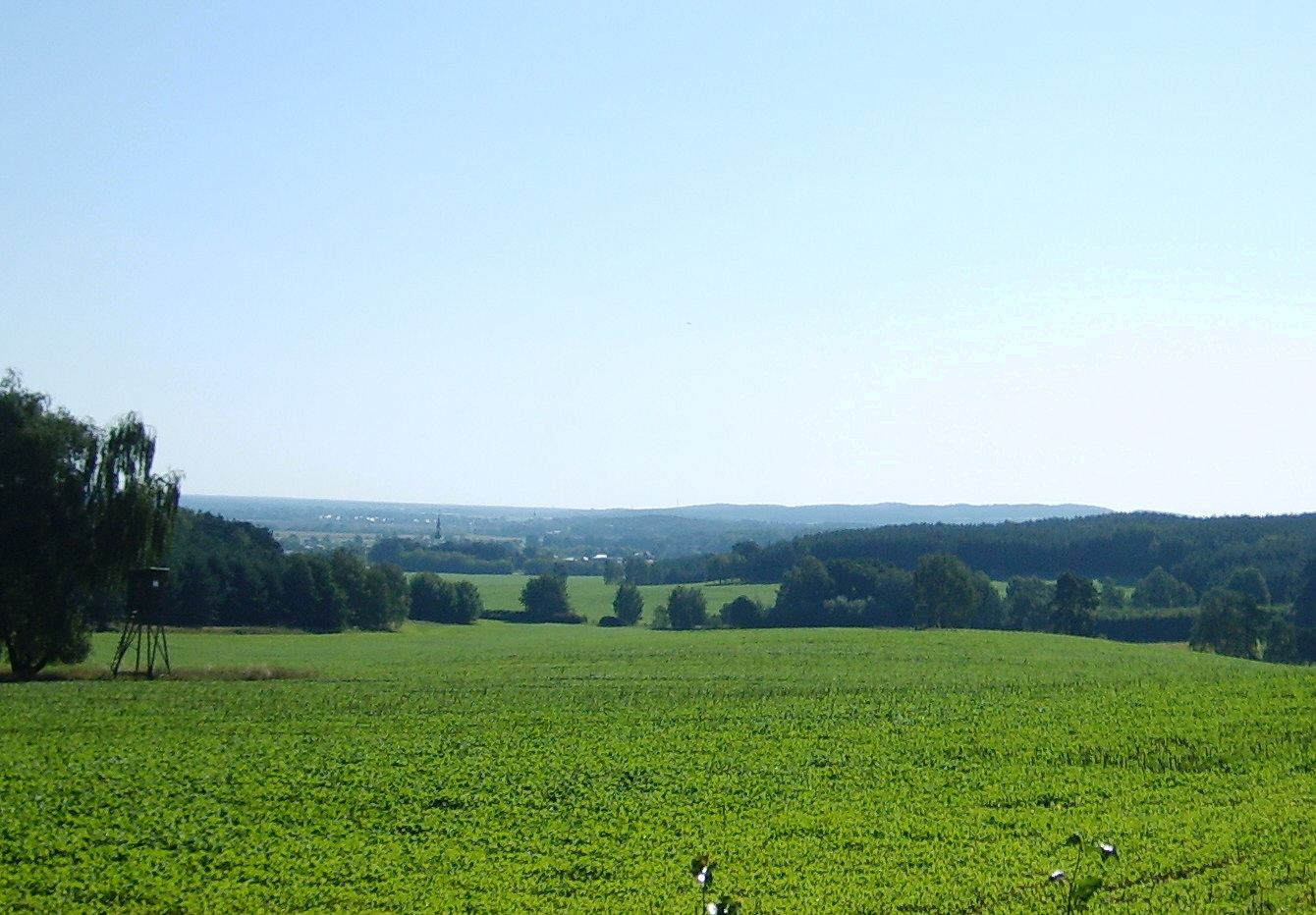
Endmoränen-Landschaft bei Hirschfeld

Die Niederung des Schradens ist im Wesentlichen von holozänen Ablagerungen ausgekleidet. Während die Geländesohle des Gebietes im Osten und Süden 94–95 m über NN erreicht, beträgt sie im Süden des westlich gelegenen Elsterwerdas etwa 89 m ü. NN.
Die landschaftsprägenden Oberflächenformen dieses Gebietes entstanden vor allem in der Saalekaltzeit vor 230.000 bis 130.000 Jahren. Während dieser Zeit bildeten sich die den Schraden landschaftlich prägenden Endmoränen Hohenleipisch-Plessa im Norden und Gröden-Ortrand im Süden, zu denen mit 201,4 Metern auch Brandenburgs höchster topographischer Punkt, die Heidehöhe, sowie der Kutschenberg gehören. Sie bilden gemeinsam die sieben Kilometer breite sogenannte Elsterwerdaer Pforte, welche damit die engste Stelle des Breslau-Magdeburger Urstromtals ist. Im Umfeld der Gröden-Ortrander Endmoräne treten Grauwacken unter wenigen Metern pleistozäner Ablagerungen zu Tage. Diese entstammen dem alten präkambrischen Untergrund, dessen tektonischer Bau dort auch die Herausbildung der eiszeitlichen Formen beeinflusste.
Saalekaltzeitliche Sande, kiesige Sande und Kiese finden sich vor allem im südlich vorgelagerten Sander der Hohenleipisch-Plessaer Endmoräne. Im Osten reicht ein geschlossenes Talsandgebiet halbkreisförmig bis an die Ortschaften Tettau, Lindenau und Ortrand heran. Sandige Ablagerungen, welche die Umgebung bis zu einem Meter überragen, haben im inneren Schraden vor allem südöstlich der Stadt Elsterwerda und westlich von Tettau die weiteste Verbreitung. Diese und kleinere dort auftretende Sandinseln wurden meist während oder nach den im Schraden erfolgten Separationen planiert und sind kaum noch zu erahnen. Flugsandflächen und Dünen kommen bis auf eine kleine Düne südwestlich der Gemeinde Kahla nicht vor oder sie befinden sich im Bereich der angrenzenden Endmoränen. Tonige Ablagerungen, die eine Mächtigkeit von über zwei Metern erreichen können, erstrecken sich mit größeren Ausdehnungen in der Elsterniederung zwischen Lauchhammer und Plessa. Außerdem gibt es weitere größere Vorkommen westlich von Kahla und westlich des in der östlichen Niederung gelegenen Lindenau.
In den Niederungsbereichen der Schwarzen Elster gibt es Vorkommen von Raseneisenstein mit einem Eisengehalt von 34 bis 50 %, deren größere Lagerstätten dort allerdings bereits in früherer Zeit vor allem für den Betrieb der 1725 errichteten Eisenhütte Lauchhammer ausgebeutet wurden. Umfangreiche Braunkohlelagerstätten des zweiten Lausitzer Flözhorizonts befanden sich mit einer Ost-West-Ausdehnung von ungefähr 16 Kilometern und einer Nord-Süd-Ausdehnung von ungefähr 17 Kilometern nördlich von Lauchhammer. Das Hauptflöz hatte ursprünglich eine Mächtigkeit von zehn und mehr Metern. Weitere Braunkohlelagerstätten gibt es im Bereich der Hohenleipisch-Plessaer Endmoräne, die vor allem im Raum Plessa bis in die Mitte des zwanzigsten Jahrhunderts im Tagebau ausgebeutet wurden. Stellenweise liegen südlich von Großkmehlen nahe der Oberfläche tertiäre Sedimente, welche ebenfalls zu den Ausläufern des Niederlausitzer Braunkohlegebietes gehören.
Großflächige Niedermoore befinden sich zwischen Kahla und Plessa sowie jeweils nördlich der Gemeinden Gröden, Hirschfeld, Tettau und bei Großthiemig. Quellmoore sind in den Bereichen der Niederungsränder bei Elsterwerda, Plessa und Großthiemig sowie bei Wainsdorf zu finden.

### Böden
Vor den umfangreichen Entwässerungsmaßnahmen im Gebiet beherrschten Niedermoorböden die Niederung. Sie kommen in der Gegenwart nur noch mit etwa 700 Hektar im südwestlichen Schraden bei Merzdorf und Gröden sowie vereinzelt nördlich der Gemeinde Hirschfeld und bei Plessa vor. Fruchtbare Anmoorböden befinden sich am Rand dieser Niedermoorbereiche.
Auelehmböden sind in den einstigen Überflutungsbereichen von Schwarzer Elster und Pulsnitz zu finden. Ansonsten dominieren im Gebiet des Schradens grundwasserbestimmte Sandböden. Die der Niederung angrenzenden Talsandbereiche sind vorwiegend von wenig fruchtbaren Sand-Rosterden und die Endmoränen von Sand-Rosterden, Sand-Braunerden und Sand-Podsolen beherrscht. Im Bereich der Gröden-Ortrander Endmoräne treten vereinzelt Decksandlöss-Braunerden auf.

### Hydrographie

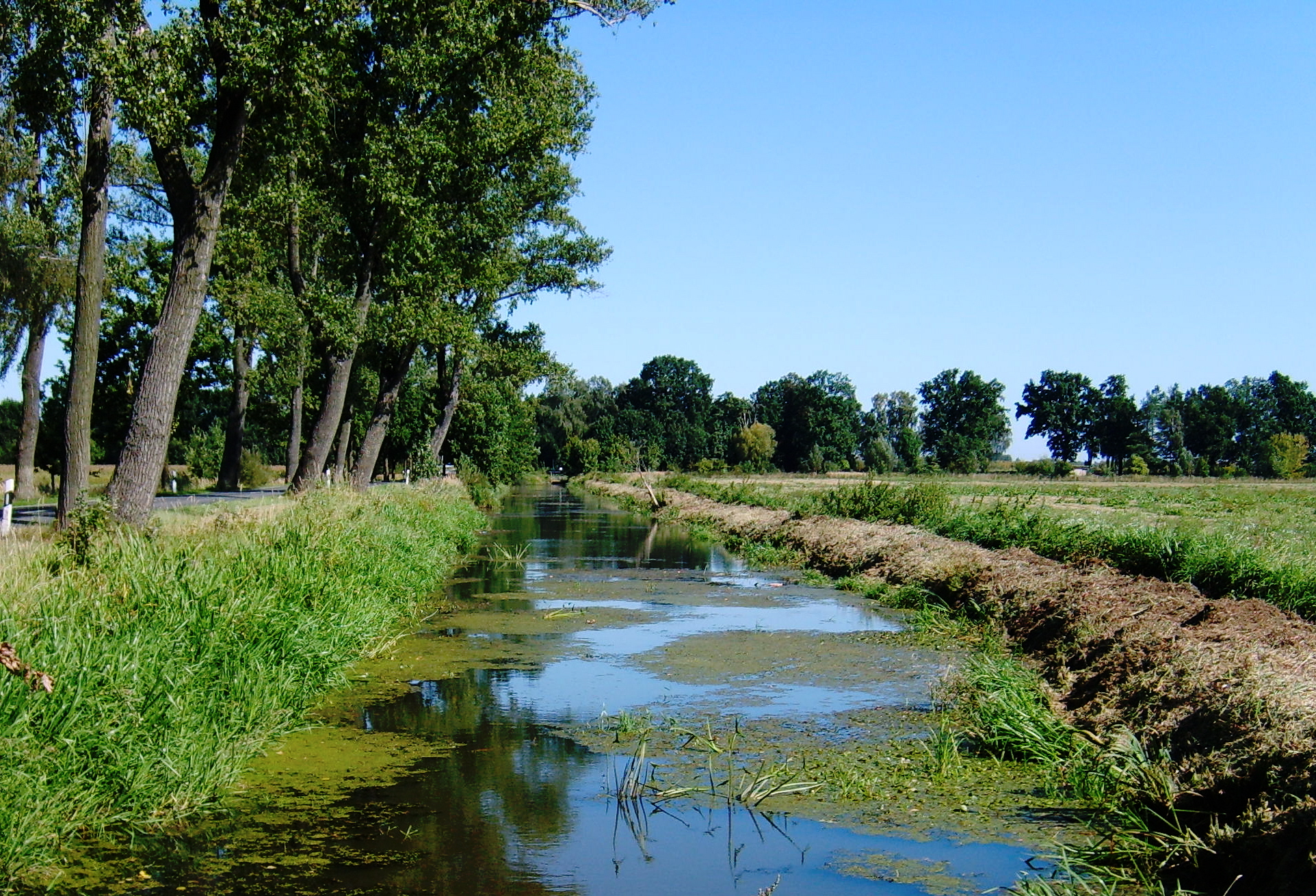
Graben nördlich von Hirschfeld

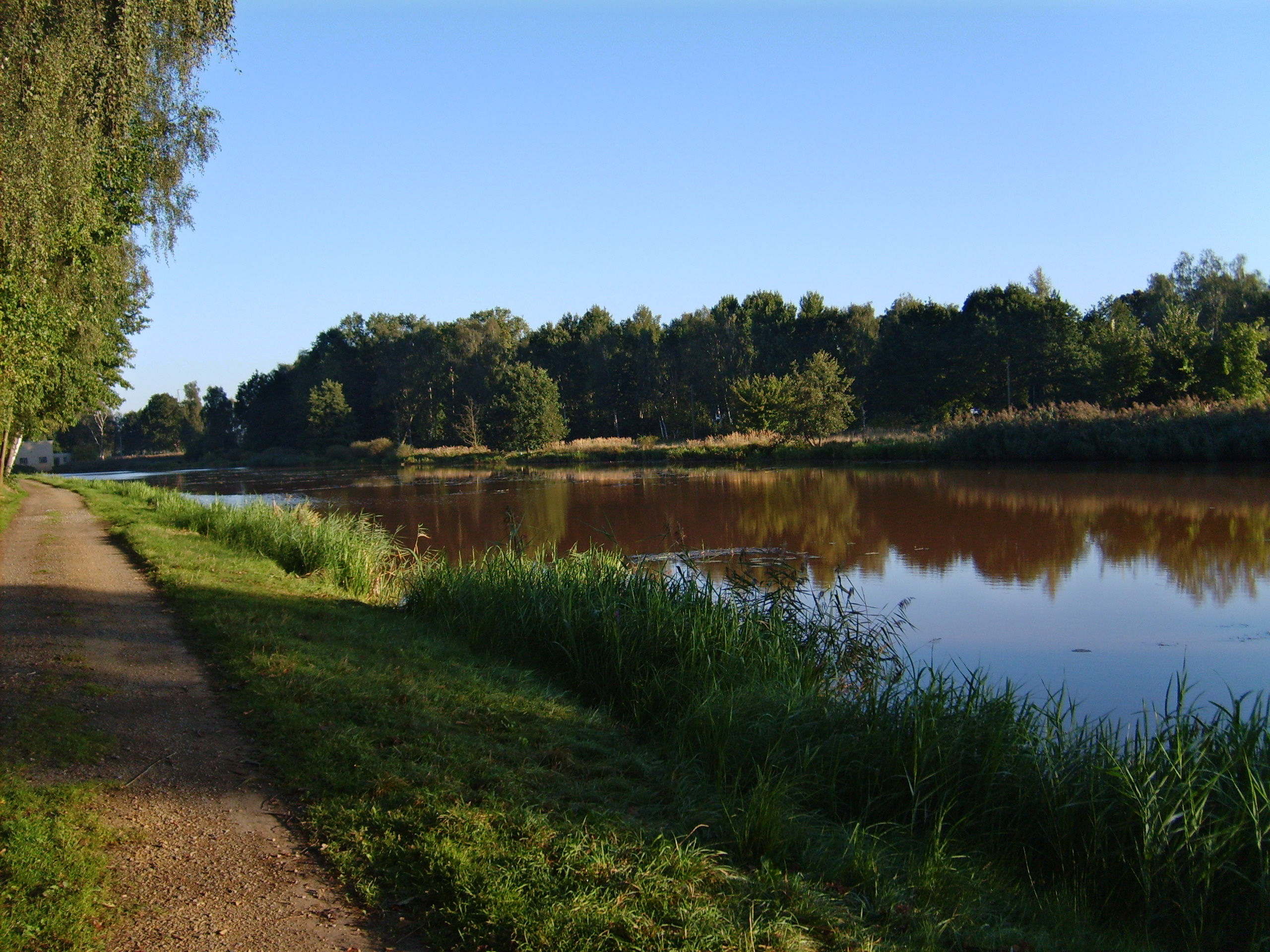
Zusammenfluss von Hauptschradengraben und Großthiemig-Grödener Binnengraben am Schöpfwerk in Elsterwerda

Der Niederung des Schradens wird Wasser von den beiden Flüssen Schwarze Elster und Pulsnitz sowie durch mehrere von den Endmoränen abfließende Bäche zugeführt. Da diese Bäche vor den im 19. Jahrhundert beginnenden Regulierungsmaßnahmen nur schwer Abfluss in diesem Gebiet fanden, förderten sie dessen Versumpfung und das vor allem am Niederungsrand austretende Quell- und Sickerwasser. Alljährlich auftretendes Hochwasser, das nahezu den gesamten Schraden überflutete, fand nur schlechten Abfluss, was wiederum eine schnelle Abtrocknung dieses Gebietes verhinderte. Besonders die Talverengung bei Elsterwerda, zu der das Breslau-Magdeburger-Urstromtal nach Nordwesten schwenkt, sowie zahlreiche Krümmungen, Einengungen und Sandbänke im Flusslauf der Schwarzen Elster verursachten eine spürbare Abflussverzögerung. Dies hatte auch zur Folge, dass das Gebiet des Schradens in strengen Wintern nahezu vollständig mit Eis bedeckt war. Der Fluss durchfloss das Tal vor den Regulierungsmaßnahmen im 19. Jahrhundert besonders oberhalb von Kahla mit zahlreichen Nebenarmen, die durch Querverbindungen miteinander verbunden waren sowie durch Hochwasser und Verlandungsprozesse ständig ihre Lage veränderten. Die Pulsnitz, deren Mündung in die Schwarze Elster früher bei der östlich gelegenen Gemeinde Tettau erfolgte, spaltete sich ursprünglich erst unterhalb des Dorfes in mehrere kleine Nebenarme. Die Landschaft des Schradens ähnelte so dem heutigen Spreewald.
Das Niederungsgebiet wird hauptsächlich über die Schwarze Elster und ihren Nebenfluss Pulsnitz entwässert, der ein etwas stärkeres Gefälle aufweist als der Hauptfluss. Diesen beiden Flüssen wird über ein System von etwa 350 Gräben Wasser zugeführt. Die Hauptgräben, wie z. B. der Hauptschradengraben oder der Lachnitzgraben, folgen hauptsächlich der Fließrichtung von Schwarzer Elster und der Neuen Pulsnitz in die sie über Schöpfwerke oder Freiausläufe münden. Eine Vielzahl von wasserbaulichen Anlagen reguliert den Wasserstand im Grabensystem und in der Pulsnitz. Das Einzugsgebiet der Schwarzen Elster beträgt bei Elsterwerda 1854 Quadratkilometer. Ihre durchschnittliche Abflussmenge beträgt 10,6 m³/s. Die Neue Pulsnitz besitzt bei Elsterwerda ein Einzugsgebiet von 253,8 Quadratkilometer. Die durchschnittliche Abflussmenge wird mit 2,0 m³/s angegeben, ihre höchste mit 68 m³/s.
Der im 18. Jahrhundert erbaute Elsterwerda-Grödel-Floßkanal stellt eine Verbindung zur Elbe her und mündet bei Elsterwerda in die Neue Pulsnitz, kurz bevor diese auf 88,6 m ü. NN am Flusskilometer 71,09 in die Schwarze Elster eintritt.

### Klima

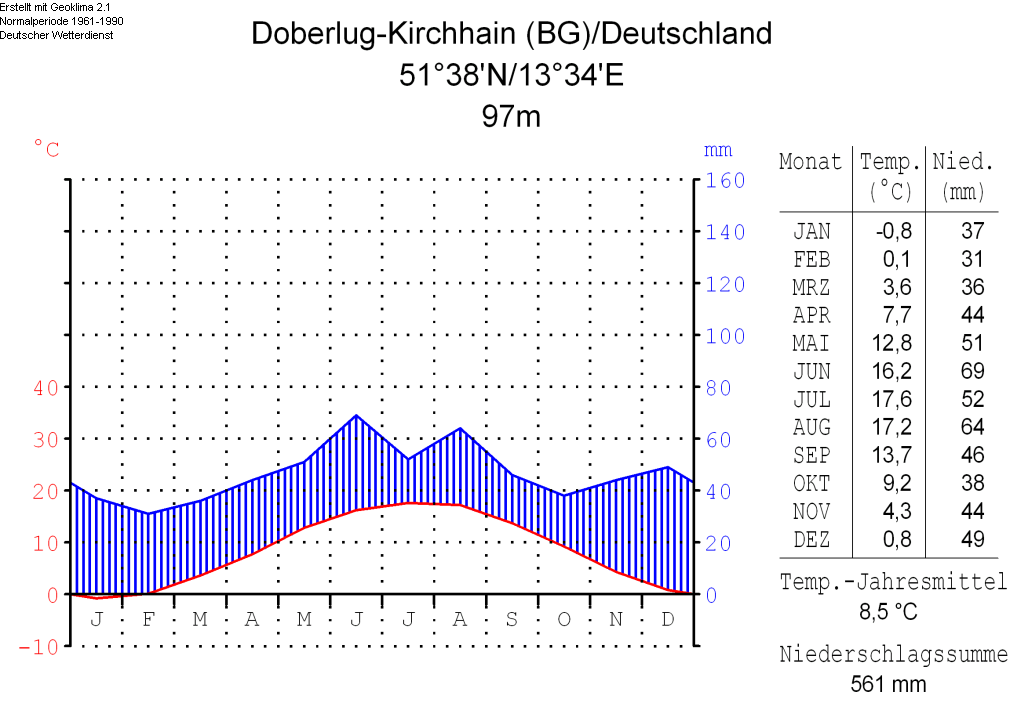
Klimadiagramm von Doberlug-Kirchhain ca. 20 km nördlich des Schradens

Klimadiagramm von Zabeltitz

Der Schraden liegt im sogenannten Schwarze-Elster-Bezirk des Binnenlandklimas, jedoch ist ein Übergang zum Kontinentalklima spürbar. Die spezifische Ausprägung der regionalen Klimaelemente ist gering entwickelt und wird im Wesentlichen durch die Besonderheiten des nach Ost-West orientierten Reliefs des Breslau-Magdeburger Urstromtals sowie die dieses im Norden und Süden begrenzenden Höhenzüge der Endmoränen bestimmt. Dabei übt die Hohenleipisch-Plessaer Endmoräne eine gewisse Regenschattenwirkung auf die Niederungsbereiche aus.
Der Schraden zählt mit einem Gebietsabfluss von unter 150 mm im Jahr zu den abflussärmsten Gebieten innerhalb Deutschlands. In den saisonal dürregefährdeten Bereichen treten Trockenperioden vor allem im Frühjahr, Herbst und Winter auf. Der Monat mit den wenigsten Niederschlägen ist der Februar, der niederschlagsreichste der Juli. Die mittlere jährliche Lufttemperatur beträgt an der 20 Kilometer nördlich gelegenen Wetterstation Doberlug-Kirchhain 8,5 °C. Dabei beträgt die Jahresschwankung zwischen dem kältesten Monat Januar und dem wärmsten Monat Juli 18,4 °C.
|                   | Jan | Feb | Mär | Apr | Mai | Jun | Jul | Aug | Sep | Okt | Nov | Dez |   |     |
|                   |     |     |     |     |     |     |     |     |     |     |     |     |   |     |
| Niederschlag (mm) | 37  | 33  | 34  | 45  | 54  | 70  | 72  | 66  | 48  | 49  | 41  | 48  | Σ | 597 |

|  |

|  |

|  |

|  |

|  |

|  |

|  |

|  |

|  |

|  |

|  |

|  |

|  |

|  |

|  |

|  |

|  |

|  |

|  |

|  |

|  |

|  |

|  |

|  |

|                   | Jan | Feb | Mär | Apr | Mai | Jun | Jul | Aug | Sep | Okt | Nov | Dez |   |     |
|                   |     |     |     |     |     |     |     |     |     |     |     |     |   |     |
| Niederschlag (mm) | 36  | 31  | 35  | 41  | 54  | 65  | 70  | 62  | 47  | 45  | 40  | 47  | Σ | 573 |

|  |

|  |

|  |

|  |

|  |

|  |

|  |

|  |

|  |

|  |

|  |

|  |

|  |

|  |

|  |

|  |

|  |

|  |

|  |

|  |

|  |

|  |

|  |

|  |

## Naturraum

### Flora
Eine ursprüngliche Vegetation ist im Schraden, der einst von nur noch in Resten vorkommenden Erlenbruchwäldern dominiert wurde, praktisch nicht mehr vorhanden. Die naturnahen Wälder des Niederungsgebietes wurden vorrangig durch Kiefern- und Stieleichenforste ersetzt. Stieleichen-Hainbuchenwald befindet sich am Niederungsrand wie im Tettauer Oberwald sowie in den Parks von Elsterwerda, Lindenau, Großkmehlen und Lauchhammer-West. An nährstoffärmeren Standorten des Niederungsrandes gibt es Vorkommen von Birken-Stieleichenwald. Reste von Kiefern-Traubeneichenwald treten an den Endmoränenkuppen, am Grödener Eichberg und im Gebiet um Kraupa, Hohenleipisch und Plessa auf.

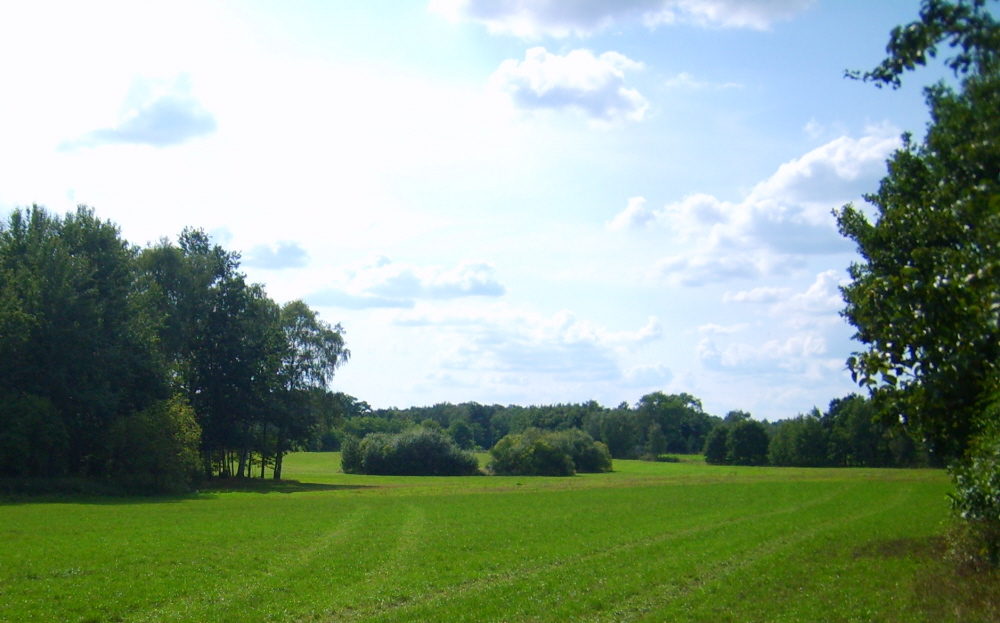
Naturschutzgebiet Kleine Wiesen

Einen hohen Anteil in der heutigen Flora des Schradens nehmen Arten ein, die eigentlich vorrangig im atlantischen und subantlantischen Raum vorkommen. Zu ihnen zählen unter anderen das Froschkraut und das Wechselblütige Tausendblatt. Pflanzen der kontinentalen Stromauen, wie die Brenndolde, der Langblättrige Blauweiderich oder der Steife Schöterich treten dort vereinzelt in Erscheinung.
Im Naturschutzgebiet Kleine Wiesen, das am Übergang der Elster-Niederung zur nördlich angrenzenden Hochfläche Hohenleipisch-Plessaer Endmoräne liegt, kommen Zittergras, der Kleine Klappertopf, der Teufelsabbiss, die Kuckucks-Lichtnelke, die Sumpf-Schafgarbe, der Lungen-Enzian, das Gefleckte Knabenkraut und die Kümmel-Silge vor.
Die grundfeuchten Wälder des Niederungsgebietes wurden durch weite Wiesenflächen ersetzt, vorrangig Wiesen-Fuchsschwanz- oder Glatthaferwiesen. Die Waldbinse nimmt quellige Bereiche ein. Das Breitblättrige Knabenkraut, das in diesen Bereichen ursprünglich vorkam, ist nur noch vereinzelt zu finden.

### Fauna

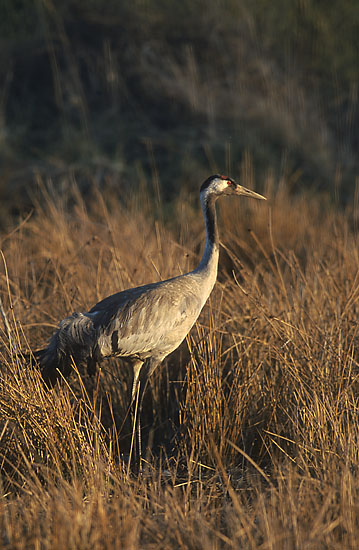
Kranich

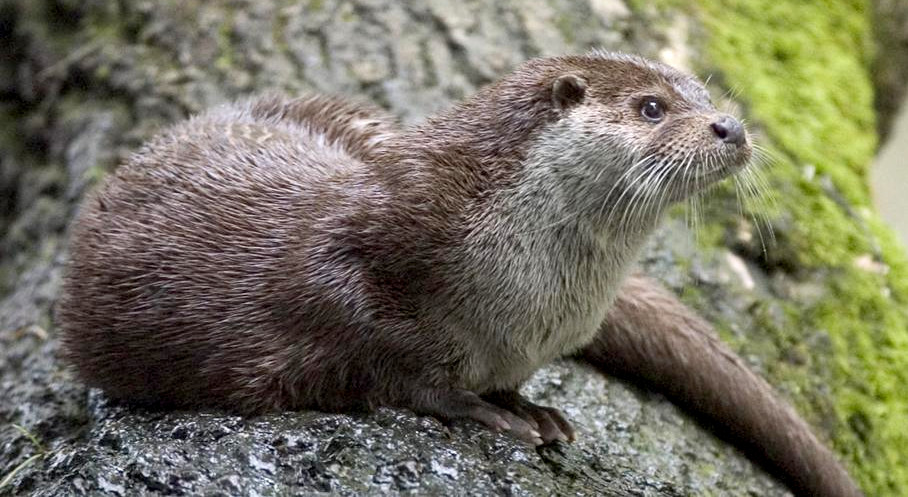
Fischotter

Der Schraden galt einst als riesige Wildbretkammer. So soll eine Jagd im September 1615 folgende Strecke ergeben haben: 64 Hirsche, 70 Hirschkühe, 24 Hirschkälber, 17 Rehe, 1 Wildschwein, 2 Hasen sowie 14 Füchse. Nach der weitgehenden Trockenlegung und Abholzung des Gebietes nahm der Bestand an Rotwild allerdings stetig ab und im Jahr 1815 wurde es nur noch vereinzelt gesichtet. 1861 wurde es sogar als ausgestorben gemeldet.
Ähnlich verhielt es sich hier mit dem Birkwild, das im Schraden letztmals in den 1930er Jahren geschossen und 1945 beobachtet wurde. Aktuelle Nachweise von Rebhühnern gibt es an den Randgebieten der Niederung. Auch der Große Brachvogel ist hier akut vom Aussterben bedroht und der örtliche Bestand von Kiebitzen ist stark gefährdet.
Seit jeher waren die Flussläufe von Schwarzer Elster und Pulsnitz im Schraden Lebensraum für den Elbebiber und Fischotter. Obwohl diese Tiere in den 1960er Jahren in der Niederung als fast ausgestorben galten, nimmt ihr Bestand seit den 1970er Jahren wieder zu und es gibt inzwischen wieder ein dichtes Reviernetz. Auch in den benachbarten Regionen sind sie wieder heimisch geworden.
Für durchziehende Kraniche stellt der Schraden mit etwa 180 bis 250 Tieren im September sowie 600 bis 800 Exemplaren im Oktober einen bedeutenden Rast- und Äsungsplatz dar. Brutnachweise der Vögel gibt es für das Linzer Wasser südlich von Ortrand sowie für das nördlich gelegene Gebiet zwischen Plessa und Lauchhammer, wo sich Tagebaurandlagen und Heidemoore befinden. Außerdem stellt diese Landschaft ein Rückzugsgebiet für verschiedene vom Aussterben bedrohte Tierarten dar, wie unter anderen Flussregenpfeifer, Heidelerche, Uferschwalbe oder Knoblauchkröte und Glattnatter. Im Naturschutzgebiet Kleine Wiesen gibt es größere Vorkommen des Neuntöters, der sich auf der Roten Liste gefährdeter Tier- und Pflanzenarten befindet. Zudem befindet sich dort eine artenreiche Heuschrecken-, Käfer- und Tagfalterfauna mit stark gefährdeten Arten wie der Kleinen Heuschrecke, dem Hirschkäfer, dem Gemeinen Scheckenfalter und dem Grünwidderchen. Im gesamten Gebiet des Schradens gibt es Horste von Weißstörchen.
In den Gräben und Flussläufen der Niederung haben sich mit Schlammpeitzger, Bachneunauge und Bitterling auch stark gefährdete Arten der Fischfauna erhalten können. Außerdem konnten in Pulsnitz und Schwarzer Elster in den letzten Jahren auch wieder Lachse angesiedelt werden, die bis Anfang des zwanzigsten Jahrhunderts in diesem Gebiet noch reichlich vorhanden waren.

### Schutzgebiete

#### Naturpark Niederlausitzer Heidelandschaft
Im Nordwesten des Schradens sind einige Flächen des Gebietes in den 484 Quadratkilometer umfassenden Naturpark Niederlausitzer Heidelandschaft integriert. Der Naturpark, der sich zu etwa 95 % im Landkreis Elbe-Elster erstreckt und Teile des angrenzenden Landkreises Oberspreewald-Lausitz erfasst, wurde im Mai 1996 eingeweiht. Das Kernstück des Naturparks, dessen Wappentier ein Auerhuhn ist, bildet der ehemalige Truppenübungsplatz bei Hohenleipisch, der von Traubeneichen-Beständen, weiträumigen Heideflächen und Silbergras geprägt ist. Sein Zweck ist unter anderem die einheitliche Pflege und Erhaltung der naturnahen Landschaftsräume sowie der historisch gewachsenen Kulturlandschaft in diesem Gebiet, in dem auch Bergbaufolgelandschaften nördlich des Schradens für den Naturschutz und die Erholungsnutzung zurückgewonnen werden sollen. Er umfasst sieben Landschaftsschutzgebiete mit einer Fläche von insgesamt 212,65 Quadratkilometern und 13 Naturschutzgebiete, die eine Fläche von insgesamt 93,78 Quadratkilometer besitzen.

#### Landschaftsschutzgebiete im Bereich des Schradens

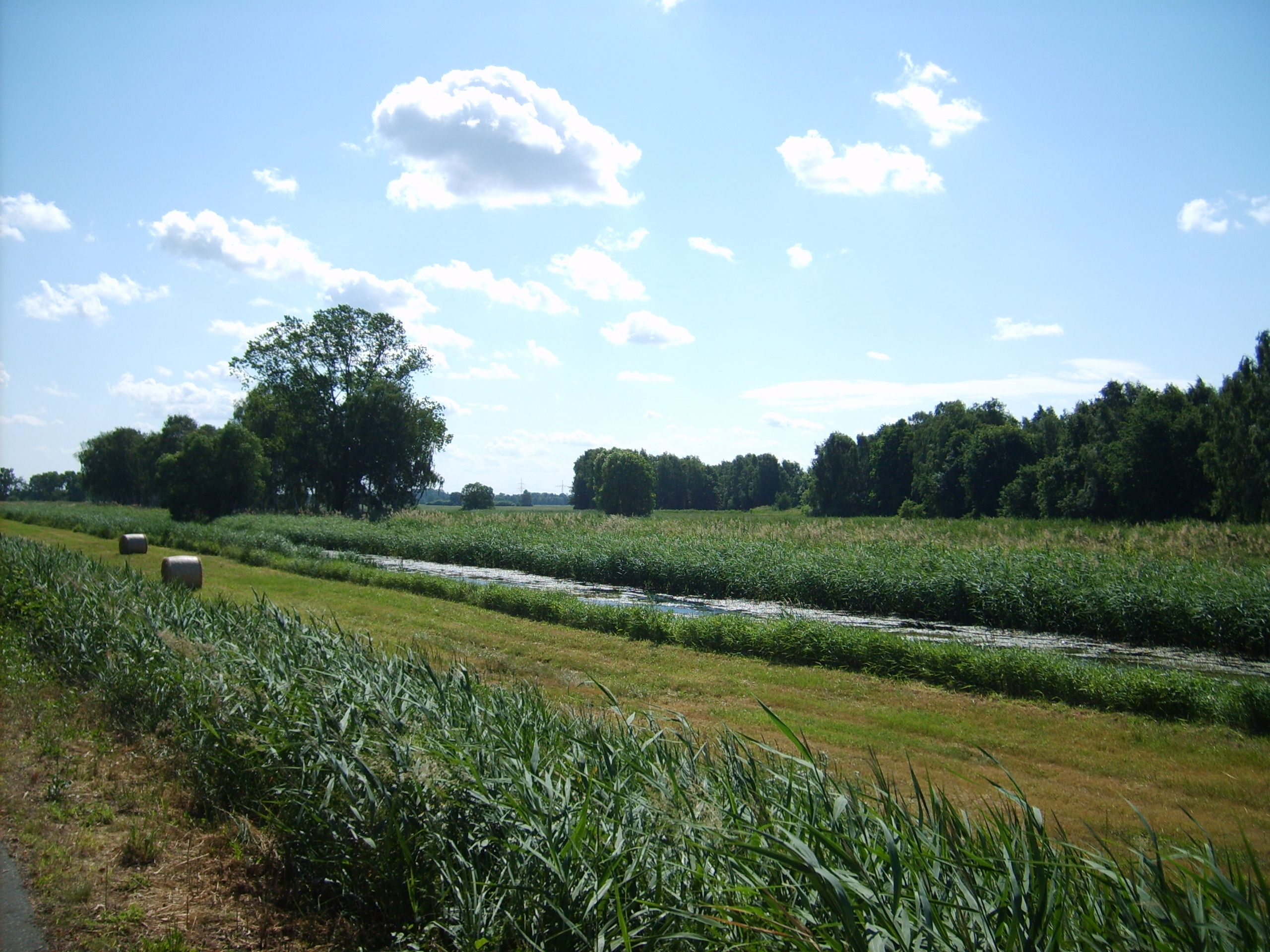
Landschaftsschutzgebiet Elsteraue III

Das etwa 6011 Hektar große Landschaftsschutzgebiet Elsteraue ist in drei ökologische Raumeinheiten aufgeteilt, wobei das Teilgebiet Elsteraue III in den Bereich des Schraden fällt. Die Begrenzung bilden im Norden die Bundesstraße 169, im Osten die Gemarkungsgrenze Lauchhammer, im Süden der Hauptschradengraben und der Reissdamm sowie im Westen die Grenze zur Stadt Elsterwerda. Der Schutzzweck des Landschaftsschutzgebietes ist mit folgenden drei Punkten angegeben:
1. Die Bewahrung und Wiederherstellung der Vielfalt, Eigenart und Schönheit des Landschaftsbildes
2. Die Erhaltung und Wiederherstellung der Leistungsfähigkeit des Naturhaushaltes
3. Die Erhaltung des Gebietes wegen seiner besonderen Bedeutung für die naturnahe Erholung im Bereich des Kurortes Bad Liebenwerda.[13]

Bereits seit 1968 besteht das Landschaftsschutzgebiet Merzdorf – Hirschfelder Waldhöhen. Es dient dem Schutz und der Erhaltung des Endmoränenzuges zwischen den Orten Merzdorf und Hirschfeld, in dem sich Brandenburgs höchste Erhebung, die 201,4 Meter hohe Heidehöhe befindet.
Das etwa 26.219 Hektar große Landschaftsschutzgebiet Elsterniederung und westliche Oberlausitzer Heide zwischen Senftenberg und Ortrand schließt Teilflächen im Osten der Schradenniederung mit ein. Es besteht seit 1987 und dient dem Schutz und der Erhaltung der Elster- und Pulsnitzniederungen, der Kiefernforste, der Teichgebiete und des Endmoränenzuges bei Ortrand.

#### Naturschutzgebiete im Schraden

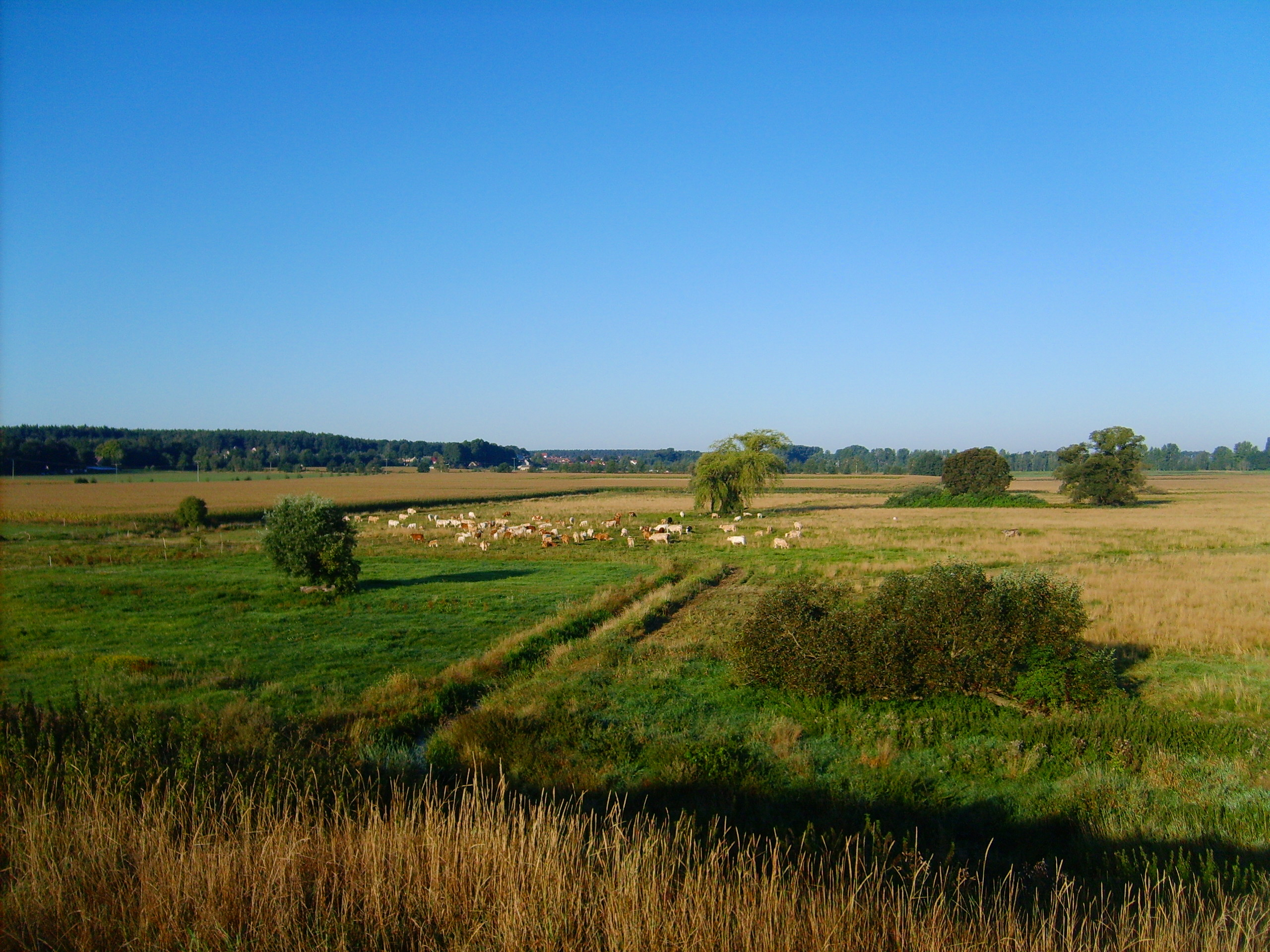
Naturschutzgebiet Untere Pulsnitzniederung

Neben den bestehenden Landschaftsschutzgebieten gibt es im Schraden auch einige Naturschutzgebiete. Nördlich von Gröden und Merzdorf befindet sich das etwa sechs Hektar große Naturschutzgebiet Untere Pulsnitzniederung. Hier soll die landwirtschaftliche Nutzung zum Teil ganz aufgegeben und ein vielfältiges Landschaftsmosaik aus Grünland, Brachflächen und Landschaftselementen geschaffen werden. Die hier vorhandenen Grünlandflächen sollen durch extensive Pflege zu artenreichen Feuchtwiesen und -weiden mit deren typischen Pflanzengesellschaften entwickelt werden.
Das Naturschutzgebiet Lauschika ist östlich von Großthiemig zu finden. Dieses durch den Wechsel von verschiedenen Grünlandbereichen, Erlenbruchwaldbereichen, Weidengebüschen, Gehölzen und zahlreichen Gräben geprägte Schutzgebiet umfasst die letzten Flächen der ursprünglichen Vegetation des Schradens.
Nordwestlich der Gemeinde Kahla befindet sich das 21 Hektar große Naturschutzgebiet Kleine Wiesen. Es ist das erste vom Landkreis Elbe-Elster selbst ausgewiesene Schutzgebiet und beinhaltet unter anderem einen in dieser Ausprägung selten gewordenen Feuchtwiesenkomplex mit Quellbereichen und Orchideenvorkommen.
Das vorwiegend von kleinen Baumgruppen und Altbäumen bestimmte Naturschutzgebiet Pulsnitz befindet sich östlich von Ortrand.

## Geschichte

### Siedlungs- und Territorialgeschichte

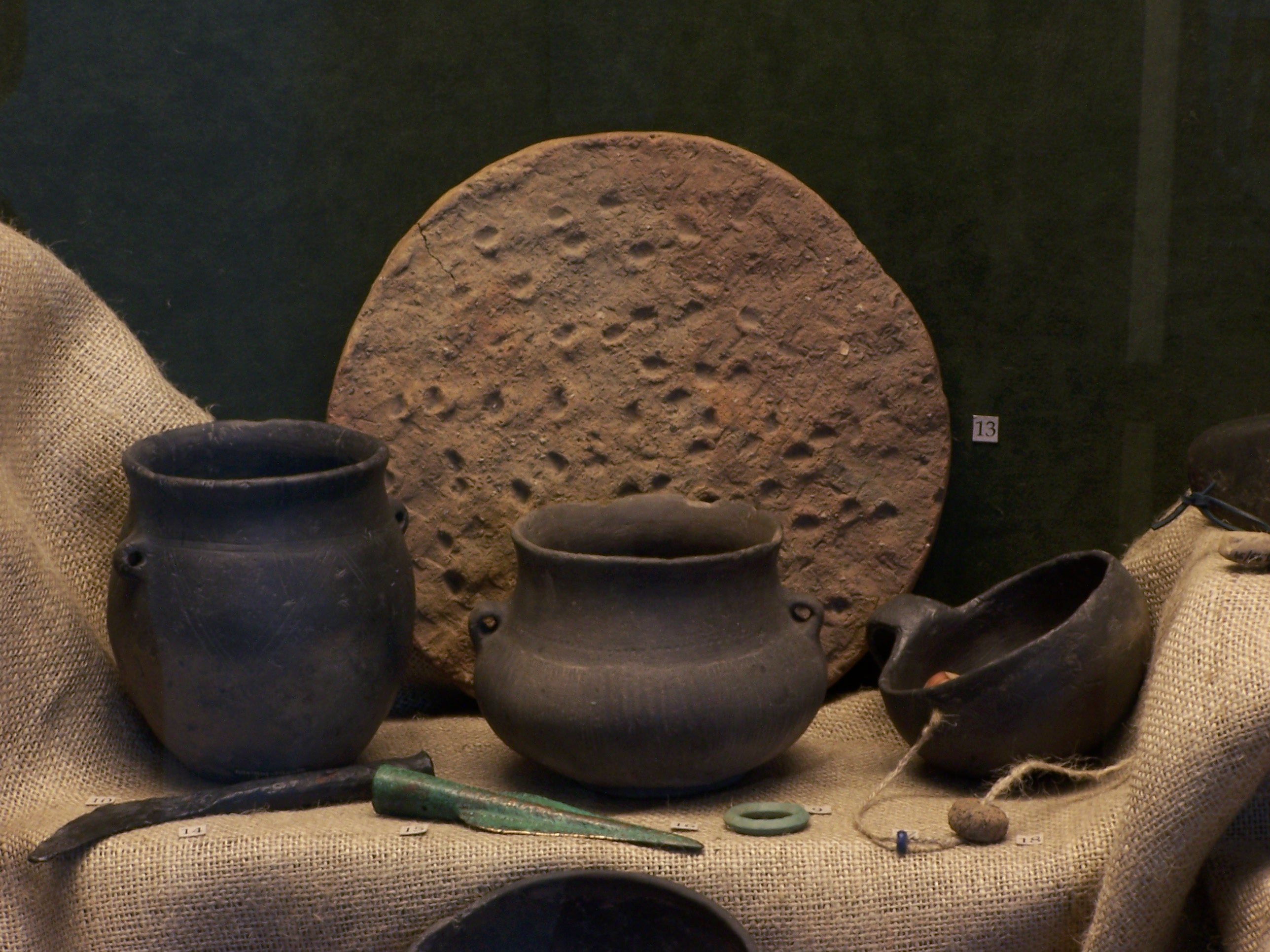
Funde der Lausitzer Kultur

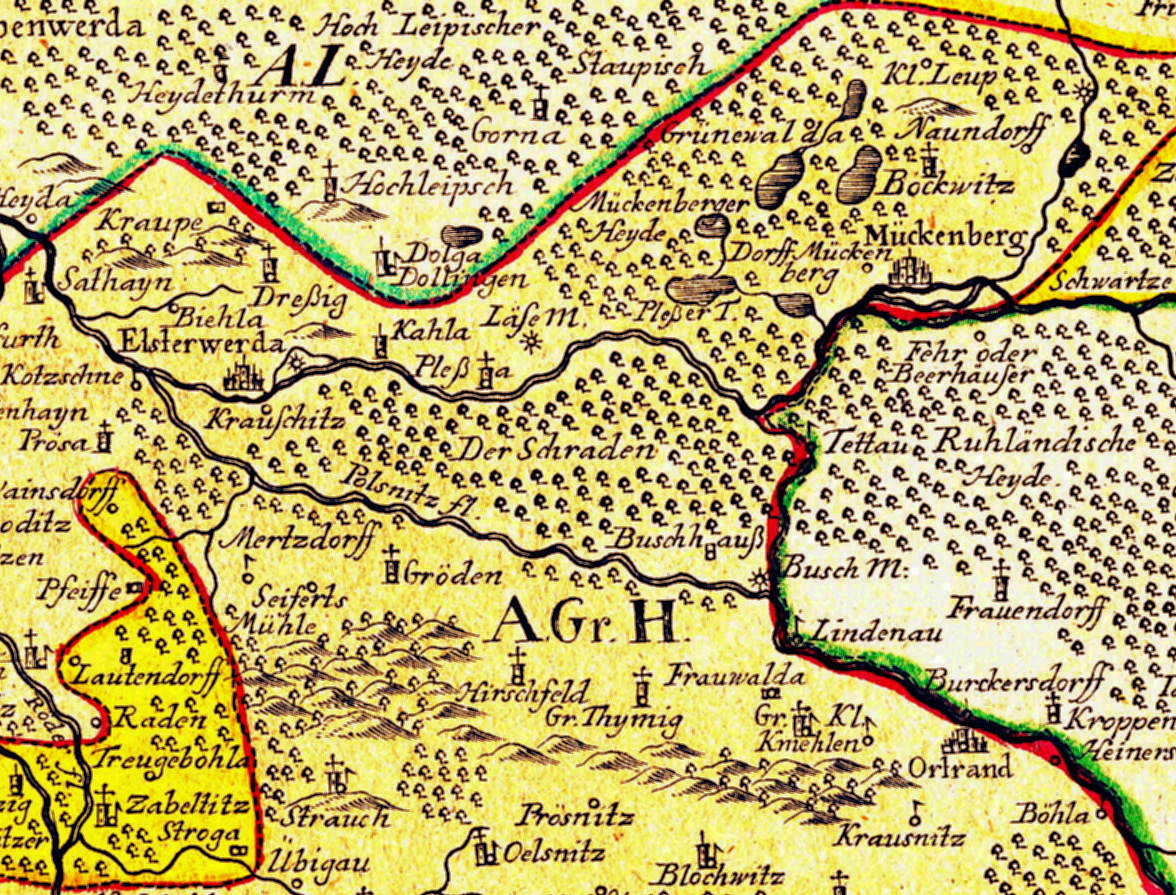
Lage des Schradens im einstigen Amt Hayn

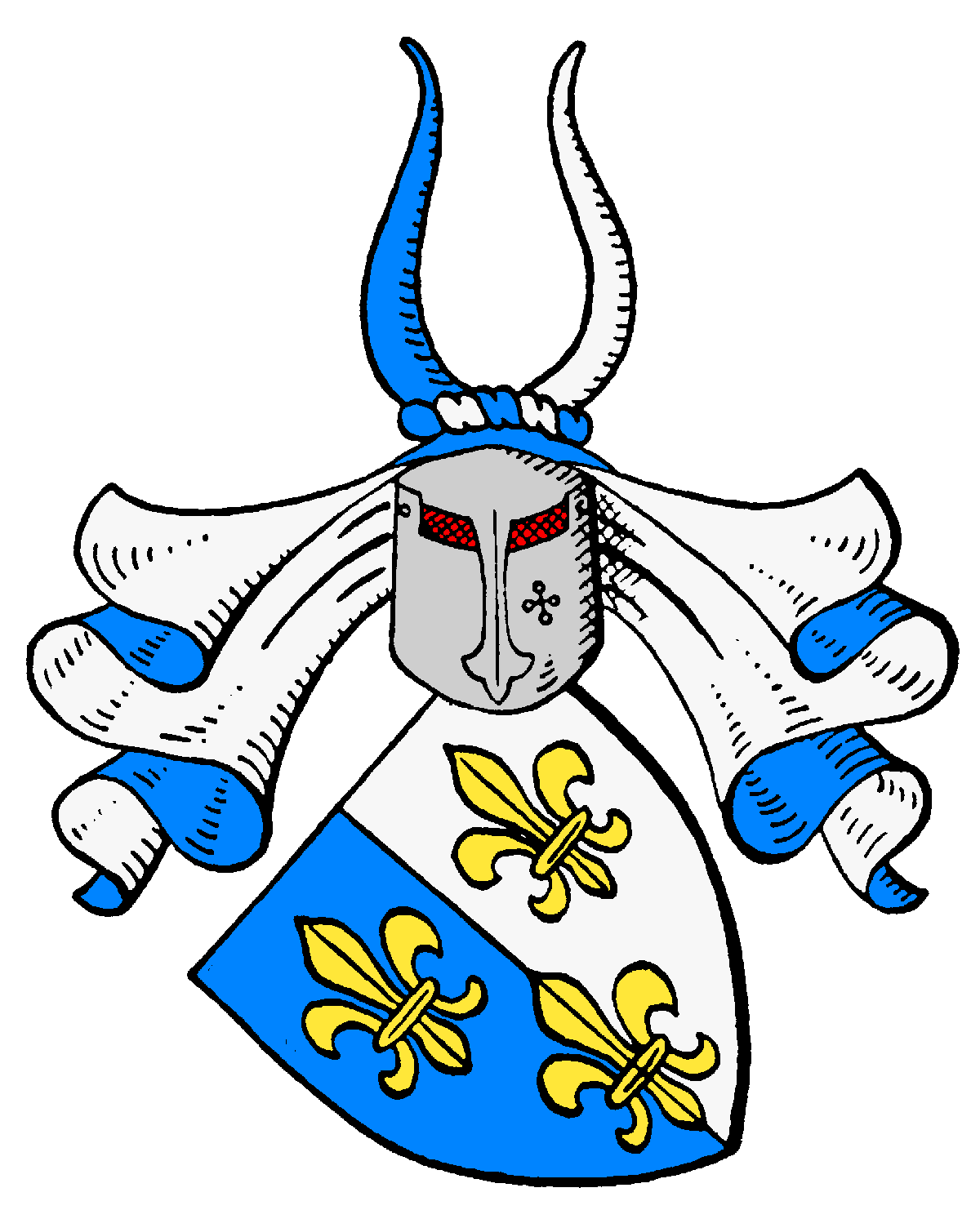
Stammwappen derer von Köckritz

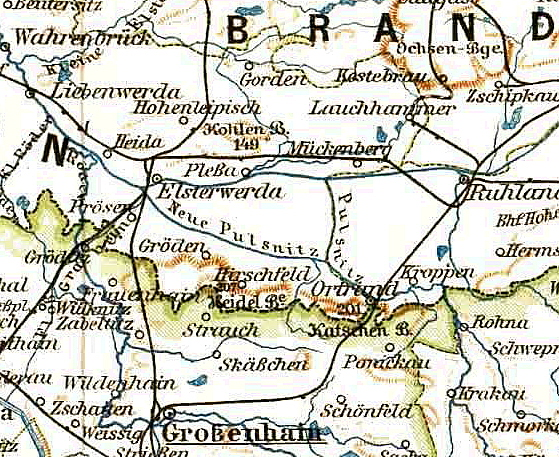
Grenzlinie zwischen Sachsen und Preußen im Bereich des Schradens nach 1815

Erste Spuren von Menschen im Gebiet des Schradens, die als zeitweise Rast- und Werkplätze am Rande der Niederung gedeutet werden können, sind aus der späten Altsteinzeit sowie aus der Mittelsteinzeit bekannt. Für die Jungsteinzeit gibt es dort bisher nur wenige Hinweise der Besiedlung. Es liegen jedoch Funde von frühneolithischer Stichbandkeramik und der mittelneolithischen Trichterbecherkultur sowie der spätneolithischen Kultur mit Schnurkeramik vor.
Mit mindestens einem Fundplatz in jeder der Gemarkungen des Schradens konnte die Lausitzer Kultur aus der Bronzezeit nachgewiesen werden mit Siedlungsstellen und Gräberfeldern (Flachgräber) vor allem im hochwasserfreien Randgebiet. Auch wenn einige dieser Siedlungen offenbar bis in die frühe Eisenzeit (Billendorfer Kultur) bestanden, ist auf Grund bisher fehlender Bodenfunde davon auszugehen, dass die Siedlungsaktivitäten nach dieser Zeit zurückgingen. Erst für das 3. bis 5. Jahrhundert n. Chr. sind hier wieder Siedlungsspuren vorrangig in der westlichen Niederung nachweisbar, die auf germanische Bevölkerungsgruppen hinweisen. Bei Ausgrabungen auf einem circa 3,8 Hektar großen Gelände in Elsterwerda sind in der Zeit von 1991 bis 1994 Siedlungsüberreste entdeckt worden, die auf den germanischen Stamm der Semnonen schließen lassen. Zu den Funden gehören ein Langhaus, nach Norden ausgerichtete Pfostenhäuser und nach Westen ausgerichtete Grubenhäuser. Die Germanen waren auf die Eisenverhüttung spezialisiert und verarbeiteten den in der Gegend vorkommenden Raseneisenstein. Belegt wurde dies durch die Ausgrabung eines Verhüttungsfeldes mit fast 200 Eisenschmelzöfen, den sogenannten Rennfeueröfen, sowie Kohlemeilern und Arbeitsgruben.
Spuren slawischer Besiedlung fanden sich erst für das 10. Jahrhundert mit einigen wenigen Keramikfunden. Der sumpfige Schraden bildete offenbar einen natürlichen Grenzraum zwischen den in der Umgebung ansässigen slawischen Gruppierungen. Im Zuge des deutschen Landesausbaus wurde der Schradenwald 1210 in einer Urkunde des Naumburger Bischofs Engelhard erstmals erwähnt, als dieser die Hälfte an den Meißener Markgrafen Dietrich abtrat. Während dieser Zeit erfolgte auch die erstmalige Erwähnung weiterer Orte der Niederung wie Elsterwerda (1211), Großkmehlen (1205) oder Hohenleipisch (1210) am nordwestlichen Rand. Die Meißner Landgrafen, denen es gelang, in diesem Gebiet eine eigene Landesherrschaft aufzubauen, trieben hier den Landesausbau voran und es begann die planmäßige Anlage von Dörfern durch angeworbene deutsche und slawische Siedler. Es entstanden die Städte Ortrand, Mückenberg (heute zu Lauchhammer) und Elsterwerda. Anfang des 14. Jahrhunderts kam es zu Streitigkeiten zwischen dem meißnischen Markgrafen Friedrich I. und dem brandenburgischen Markgrafen Waldemar, in deren Folge Friedrich gefangen genommen wurde und er für seine Freiheit im Frieden zu Tangermünde 1312 die Mark Lausitz und auch die Herrschaften im Schraden an Brandenburg abgeben musste.
Nachdem das Gebiet 1370 zwischenzeitlich an die böhmische Krone gefallen war, kamen die Herrschaften Ortrand und Elsterwerda 1372 wieder zu Meißen. Dabei gelang es dem dort ansässigen Geschlecht der Köckritze in diesem Übergangsland zwischen der Mark Meißen und der Lausitz ein vom Amt weitgehend unabhängiges Herrschaftsgebiet aufzubauen, das später als Elsterwerdaer Pflege bezeichnet wurde. Zu dieser Herrschaft gehörten die Dörfer Krauschütz, Biehla, Kotschka, Plessa, Dreska, Kraupa, Kahla, Frauendorf, Hirschfeld, Frankenhain (vermutlich die Wüstung Franken bei Hirschfeld), Strauch, Merzdorf und ein Teil von Großthiemig. Nachdem die Köckritze auf die Stufe von Raubrittern sanken, erschien 1509 Herzog Georg von Sachsen mit seinem Gefolge in Elsterwerda und nahm die Burg und die Stadt ein. 1512 zwang er die Köckritze, ihren Besitz in Elsterwerda an ihn zu verkaufen und ließ die Herrschaft bis 1528 durch einen Amtmann verwalten, um sie dann dem Hayner Amt anzugliedern. Hohenleipisch und Döllingen im Norden gehörten zum Amt Liebenwerda. Die Orte östlich der sogenannten Grenzpulsnitz waren der Herrschaft Ruhland untertan, welche jedoch bereits im 14. Jahrhundert in mehrere selbstständige Güter zerfiel.
Der Dreißigjährige Krieg brachte für die Gegend viel Elend und Plünderungen durch durchziehende Truppen. Auch wenn das sumpfige Gelände einen gewissen Schutz bot, fanden kriegerische Söldner dort Zutritt. So soll dem Elsterwerdaer Bürgermeister Nagel, der sich mit den Elsterwerdaer Bürgern im Schradenwald zu verbergen suchte, durch schwedische Truppen ein ähnliches Schicksal bereitet worden sein wie dem Bürgermeister Borßdorff aus Liebenwerda, welcher 1634 ergriffen und an Pferde gebunden bei Zeischa zu Tode geschleift wurde. In Mückenberg zerstörten 1631 Truppen Tillys einen Damm, der mit mehreren Brücken durch die Niederung über die Schwarze Elster führte und den Ort mit dem südlich gelegenen Ortrand verband.
Während der Befreiungskriege 1813 erlebten die Orte des Schradens gewaltige Truppenbewegungen französischer und preußischer Kriegsverbände. Kurz vor der Völkerschlacht bei Leipzig zog das 30.000 Mann zählende Korps des preußischen Generals Gebhard Leberecht von Blücher durch den Schraden. In Merzdorf gab er Befehl, den Dorflehrer Pätz gefangen zu nehmen, und zwang ihn, ihm den Weg durch das sumpfige Gebiet zu zeigen. Anschließend lagerte das Korps vom 28. bis 30. September 1813 in Elsterwerda und Kotschka. Infolge der Bestimmungen des Wiener Kongresses 1815 gelangte das Gebiet des Schradens vom Königreich Sachsen an den Regierungsbezirk Merseburg der preußischen Provinz Sachsen und es entstand 1816 der Kreis Liebenwerda, in dem auch die an Preußen gefallenen nördlichen Teile des Amtes Hayn aufgingen. Die Orte rechts der Grenzpulsnitz, die ursprünglich zum Markgrafentum Oberlausitz gehörten, kamen zum neugebildeten Kreis Spremberg-Hoyerswerda und ab 1825 zum Landkreis Hoyerswerda.
Nach der Auflösung von Preußen durch das Kontrollratsgesetz Nr. 46 1947 kam der weiterhin bestehende Landkreis Liebenwerda zum Land Sachsen-Anhalt. Dieses wurde allerdings 1952 aufgelöst und der neugebildete Kreis Bad Liebenwerda, der zweiundzwanzig Städte und Dörfer an Nachbarkreise abtreten musste, wurde Teil des neugebildeten Bezirks Cottbus. Das Mückenberger Ländchen und damit auch Lauchhammer sowie die Orte des heutigen Amtes Ortrand Frauendorf, Tettau, Kroppen, Burkersdorf und Lindenau, die bis 1952 zum Kreis Hoyerswerda gehörten, kamen ebenso wie Ortrand, Großkmehlen, Kleinkmehlen und Frauwalde zum Kreis Senftenberg. Nach der Kreisreform vom 6. Dezember 1993 in Brandenburg gingen diese Kreise in den Landkreisen Elbe-Elster und Oberspreewald-Lausitz auf.

### Der Schradenwald
Bis zu den großen Regulierungs- und Meliorationsmaßnahmen in der Niederung war der Schraden oder auch Schradenwald, der urkundlich 1210 erstmals als nemus Ztradim erwähnt wurde, eine eigenständige große Flur. Nach dem Abschluss des mittelalterlichen Landesausbaus in diesem Gebiet und der Anlage von Siedlungen an den Niederungsrändern im Inneren des Niederungsgebietes verblieb ein ausgedehnter Niederungswald. Im 14. Jahrhundert wurden mehrere Herrschaften, unter ihnen die Grundherren von Elsterwerda und Großkmehlen, von den Meißner Markgrafen mit Teilen des Schradenwaldes belehnt. Zahlreiche Städte und Dörfer der Region besaßen dort Waldnutzungsrechte, für die ein Waldzins zu entrichten war.

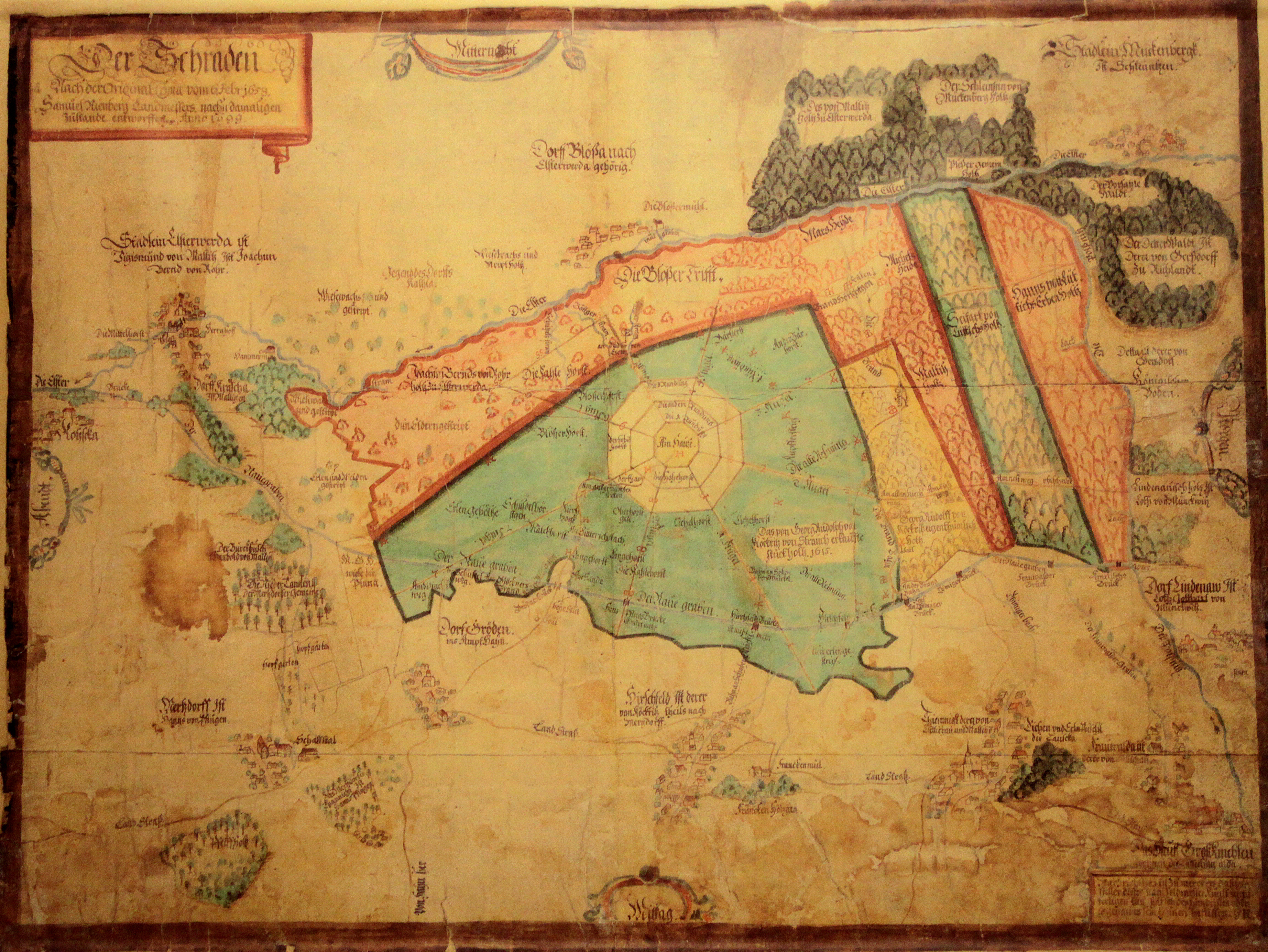
Der Schraden um 1658

Mit Beginn der Neuzeit im 15. Jahrhundert erfuhr das Jagdwesen im Schraden, der als eine ungeheure Holz- und Wildbretkammer galt, eine Blütezeit, die mit dem Bau von Jagdhäusern, dem Ausbau von Jagdschlössern und der Anlage eines sogenannten Jagdgartens im Schradenwald einherging. Außerdem wurde 1650 vom Westen her ein Dammweg angelegt, um den Zugang zum Jagdgarten zu erleichtern. Dabei handelte es sich vermutlich um den in Elsterwerda beginnenden sagenumwobenen Reißdamm.
Bereits Ende des 16. Jahrhunderts erließ Kurfürst August von Sachsen die Schradenordnung, um die bisherige ungeregelte und übermäßige Holzentnahme zu unterbinden. Der aus den Jahren 1566 bzw. 1582 stammende Teil I regelte in 19 Punkten die Holz- und Forstnutzung. Nach einer Vermessung durch den kursächsischen Landvermesser Matthias Oeder 1583 wurde der Schradenwald mit Teil II der Schradenordnung 1584 aufgeteilt. Die Teilung bestand aus einem Sternschneisensystem, in dessen Zentrum sich ein Forsthaus befand. Die Schradenordnung wurde in allen Schradendörfern alljährlich am Martinstag öffentlich verlesen. Waldbeschreibungen und Verkaufsurkunden jener Zeit belegen, dass zu dieser Zeit im Schraden noch der Erlenbruchwald dominierte.
Mit Beginn der ersten Meliorationsmaßnahmen durch das Anlegen von Gräben und den Bau des Grabens der Neuen Pulsnitz 1584 wandelte sich auch allmählich die Vegetation der Niederung. So nahmen die Bestände von Baumarten wie der Eberesche oder der Stieleiche zu. Nachdem Ende des 17. Jahrhunderts die belehnten Herrschaften aus Elsterwerda und Großkmehlen die ersten Vorwerke im Schraden angelegt hatten, wurde durch deren Aktivitäten die Waldfläche verkleinert und ausgelichtet. Der Bau des Grabens der Neuen Pulsnitz ermöglichte durch das Trockenfallen angrenzender Flächen die Nutzung von Wiesen. So umfasste der Anteil von Pachtwiesen 1797 allein im zum Amt Hayn gehörenden Teil des Schradens bereits 400 Acker und 29 Quadratruten.

Blockhaus aus dem 19. Jahrhundert

Tiefgreifende Landschaftsveränderungen begannen mit den Separationsmaßnahmen im 19. Jahrhundert mit einer Neuaufteilung des Gebietes und umfangreichen Rodungsmaßnahmen. Durch die Anlage eines völlig anderen Wegesystems in dieser Zeit wurden alle Teile des Schradens zugänglich. Die Regulierungsmaßnahmen an der Schwarzen Elster und der Pulsnitz sowie die Anlage des umfangreichen Grabensystems ließen weite Flächen der Niederung trockenfallen. Acker- und Grünlandflächen wurden erweitert. Nur südöstlich von Plessa verblieben größere Waldflächen.
1970 begannen weitere Meliorationsmaßnahmen beiderseits des Neuen Pulsnitzgrabens, wodurch weiteres Ackerland entstand. Nur einige grundfeuchte Stellen wie das Merzdorf-Grödener Moorgebiet blieben erhalten. Die Niederungslandschaft des Schradens wird jetzt von weiten Acker- und Grünlandflächen dominiert.
Nach der Gründung der Siedlungen Schraden 1929 und Plessa-Süd 1947 wurden die verbliebenen Waldflächen im Schraden auf etwa 200 Hektar zurückgedrängt. Das nördlich der Ortslage Schraden gelegene Revier Niederer Schraden besitzt eine Größe von 239 Hektar.

### Froschland

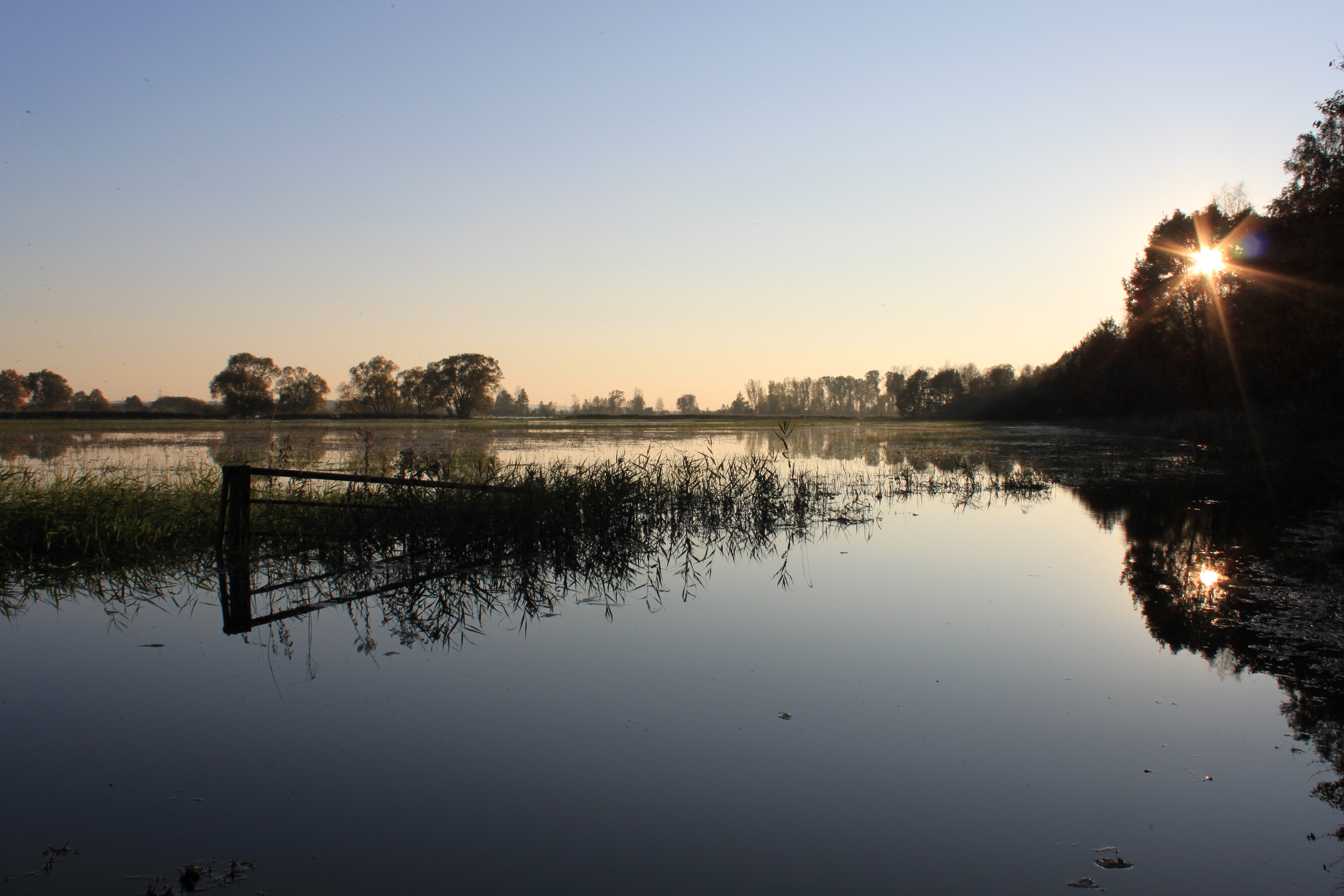
Überschwemmte Wiesen bei Plessa, Oktober 2010

Wassermühlen hatten für die Region des Schradens stets eine besondere Bedeutung, da sie intensiv in die Gewässerverhältnisse durch die Anlage von Wehren sowie Mühl- und Umflutungsgräben eingriffen. Bereits seit dem Mittelalter sind solche Mühlen für den Schraden bekannt. So wurde das Anwesen der Elstermühle in Plessa schon im Jahr 1420 erstmals erwähnt. Die Buschmühle nordwestlich von Lindenau wurde 1610 errichtet. Weitere Mühlen gab es unter anderem mit den Hammermühlen in Krauschütz an der Schwarzen Elster, an der Grenzpulsnitz unterhalb von Ortrand sowie bei Groß- und Kleinkmehlen.
Infolge des Wasserrückstaus durch die Mühlen kam es durch das geringe Geländegefälle in der Niederung zu großflächigen Vernässungen und Versumpfungen des Gebietes, was insbesondere bei den häufig auftretenden Hochwassern für Probleme sorgte und zu großen Schäden führte. Eine besondere Rolle spielten die Buschmühle und die Wassermühle Kleinkmehlen. Die Vernässungen und Versumpfungen des Geländes machten sich bis Ortrand bemerkbar und die Gegend wurde zuweilen auch Froschland genannt, da in den zahlreichen Wasserläufen und Tümpeln so viele Frösche lebten, dass man ihr Quaken an lauen Frühlingsabenden noch stundenlang hören konnte. In der Ortrander Pflege soll es sogar noch bis zum Anfang des 19. Jahrhunderts einen Froschjäger gegeben haben, der die für die Küche dienlichen Frösche auffsuchte.
Im Verlauf der späteren Flussregulierungen wurden diese problematischen Mühlenstaue an der Schwarzen Elster und der Pulsnitz beseitigt.

### Die Regulierungen der Schwarzen Elster und der Pulsnitz im Gebiet des Schradens

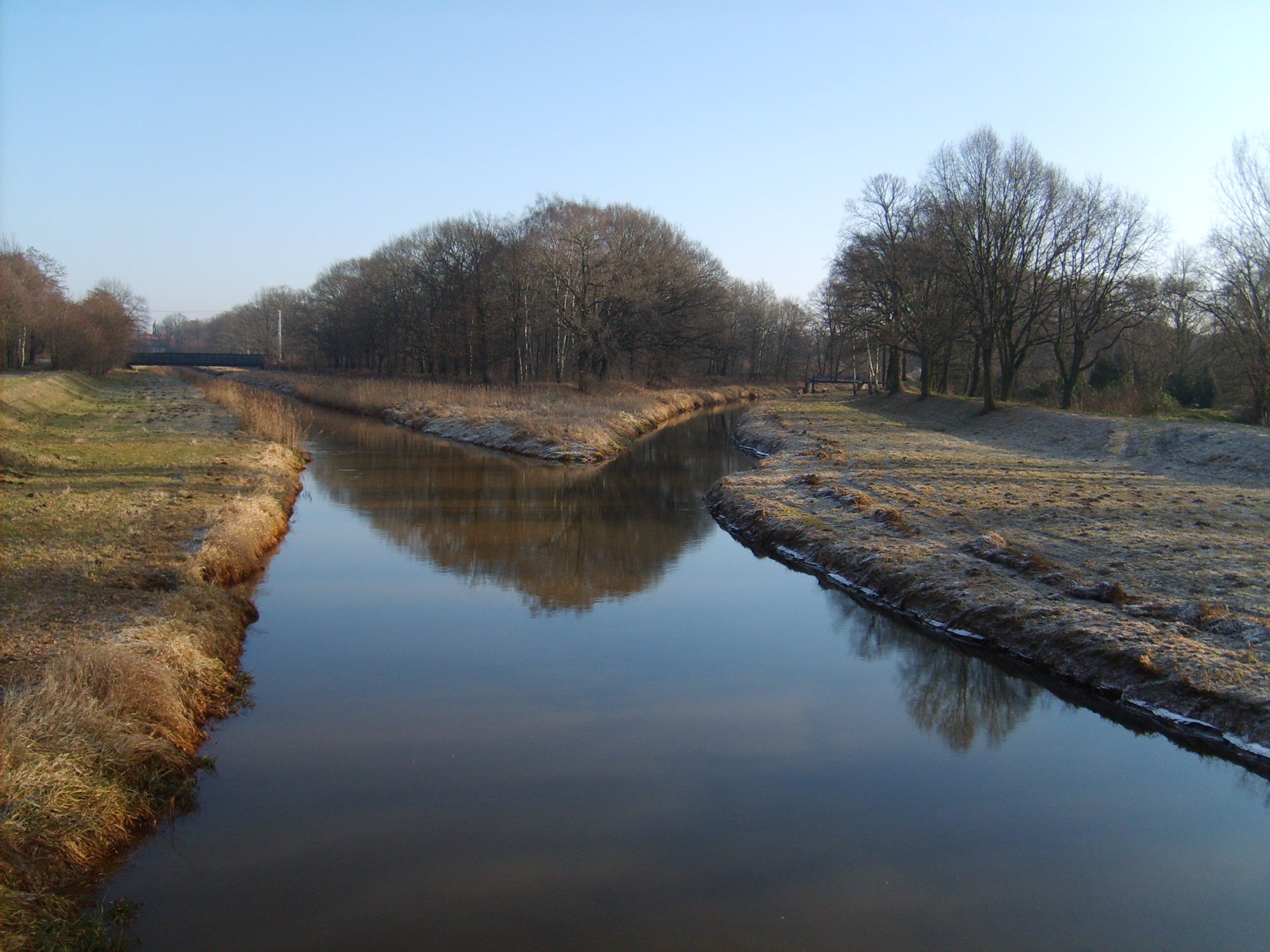
Die Mündung der Pulsnitz in die Schwarze Elster in Elsterwerda

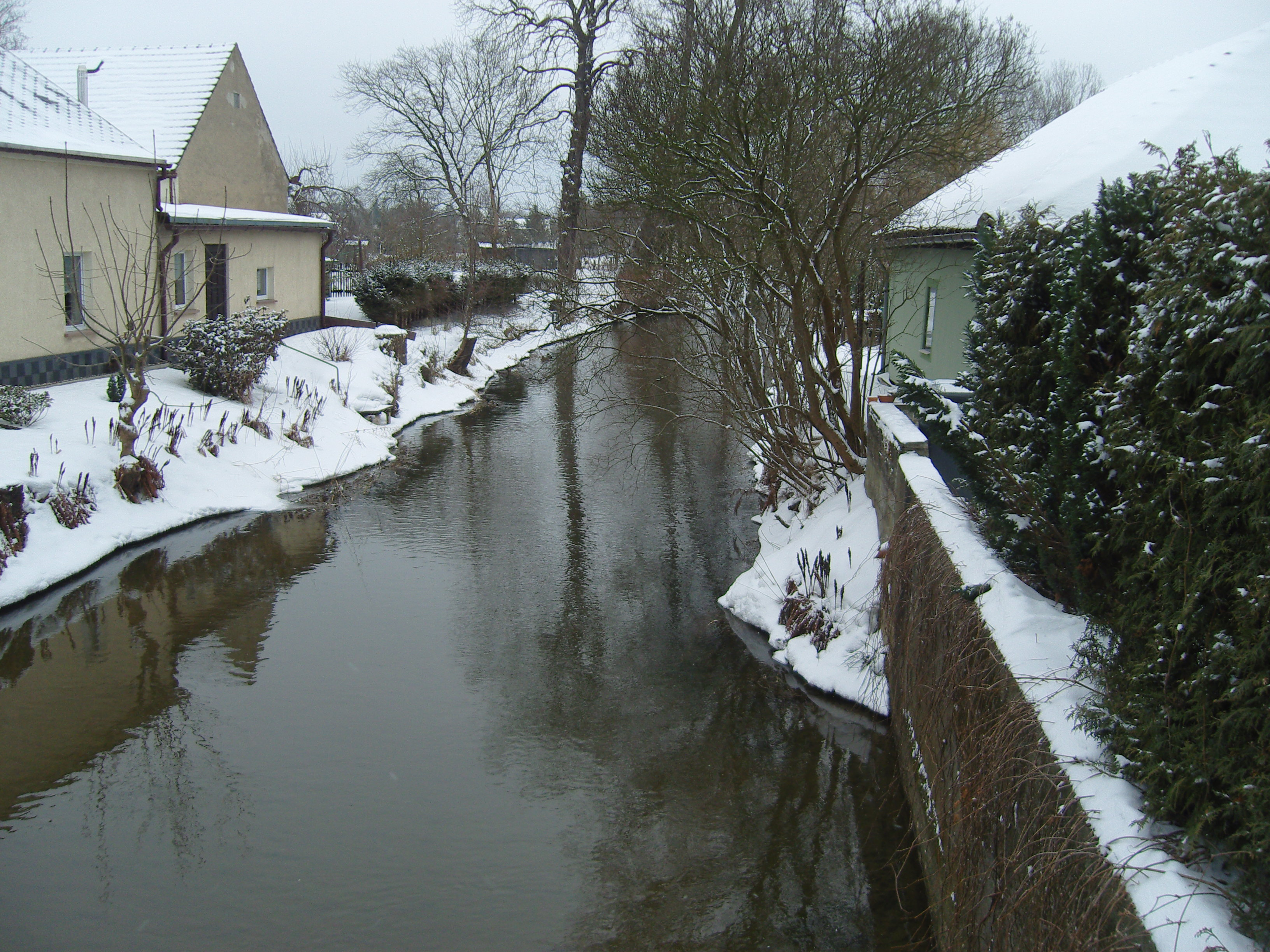
Die Pulsnitz in Ortrand

Mit dem Bau des neuen Pulsnitzgrabens ab Lindenau im Jahr 1584, heute als Pulsnitz oder Neue Pulsnitz bezeichnet, wollte Kurfürst August von Sachsen die Sümpfe im Schraden austrocknen lassen. Während der Herstellung des Grabens, für dessen Gesamtlauf ein Gefälle von acht Ellen vorgesehen war, wurden ungefähr 1900 Arbeitskräfte aus verschiedenen kursächsischen Ämtern eingesetzt. Trotzdem kam es später weiterhin zu Hochwassern im Schraden, da der Wasserlauf nicht immer hinreichend geräumt wurde.
Ab 1817 versuchte die preußische Provinzialregierung, Pläne für eine Regulierung der Schwarzen Elster zu entwickeln, und ließ den Fluss von 1830 bis 1834 auf Staatskosten vermessen. Allerdings wurde erst 1852 der Verband zur Regulierung der schwarzen Elster gegründet.
Bereits der sächsische Kurfürst August von Sachsen hatte versucht, den Fluss mit Hilfe seiner im 1561 Codicis Augustei mitgeteilten Verordnung von Mühlensachen zu regulieren. Mit dieser Verordnung wurde er in 170 Abschnitte eingeteilt und jede Elstermühle erhielt unter anderem genaue Vorschriften, wie weit das Wasser einzudämmen sei und wie hoch die Schutzbretter sein durften, Dies erwies sich aber als ungeeignet, die wiederkehrenden Überschwemmungen zu verhindern. Am 10. Mai 1852 begannen in einem Bauabschnitt in der Nähe des bei Liebenwerda gelegenen Dorfes Zeischa die ersten Erdarbeiten. Es wurden in den folgenden Jahren auf einer neunzig Kilometer langen Strecke bis zu 1200 Arbeiter für die Regulierungsarbeiten eingesetzt, die die Entwicklung der Schradenniederung maßgeblich beeinflussten und veränderten, da nach den abgeschlossenen Wasserbauarbeiten unter anderem der Grundwasserspiegel des Schradens um einen Meter fiel. Im Zuge der Regulierung wurden insgesamt 80.000 Morgen Sumpfgelände nutzbar gemacht. Nach mehr als zehn Jahren waren im Frühjahr 1864 die Bauarbeiten beendet. Die 1849 in einem Gutachten des Wasserbauinspektors Zimmermann bezifferten voraussichtlichen Kosten von 290.000 Taler beliefen sich allein schon bis 1857 auf 766.000 Taler. Die Regulierung der bei Elsterwerda mündenden Neuen Pulsnitz verursachte noch einmal Kosten in Höhe von 30.000 Talern.
1853 ließ der Besitzer des Mückenberger Eisenhüttenwerks, Detlev von Einsiedel, die Plessaer Schifffahrtsschleuse anlegen, um die Strecke Mückenberg–Wahrenbrück schiffbar zu machen. Zwanzig Jahre verkehrten Segelschiffe auf dieser Strecke, um Raseneisenstein für die Verhüttung zu transportieren. Mit zunehmender Versandung wurde der Schiffsverkehr jedoch unrentabel, bald darauf eingestellt und die Plessaer Schleuse 1876 wieder abgebaut.

### Elsterwerda-Grödel Floßkanal

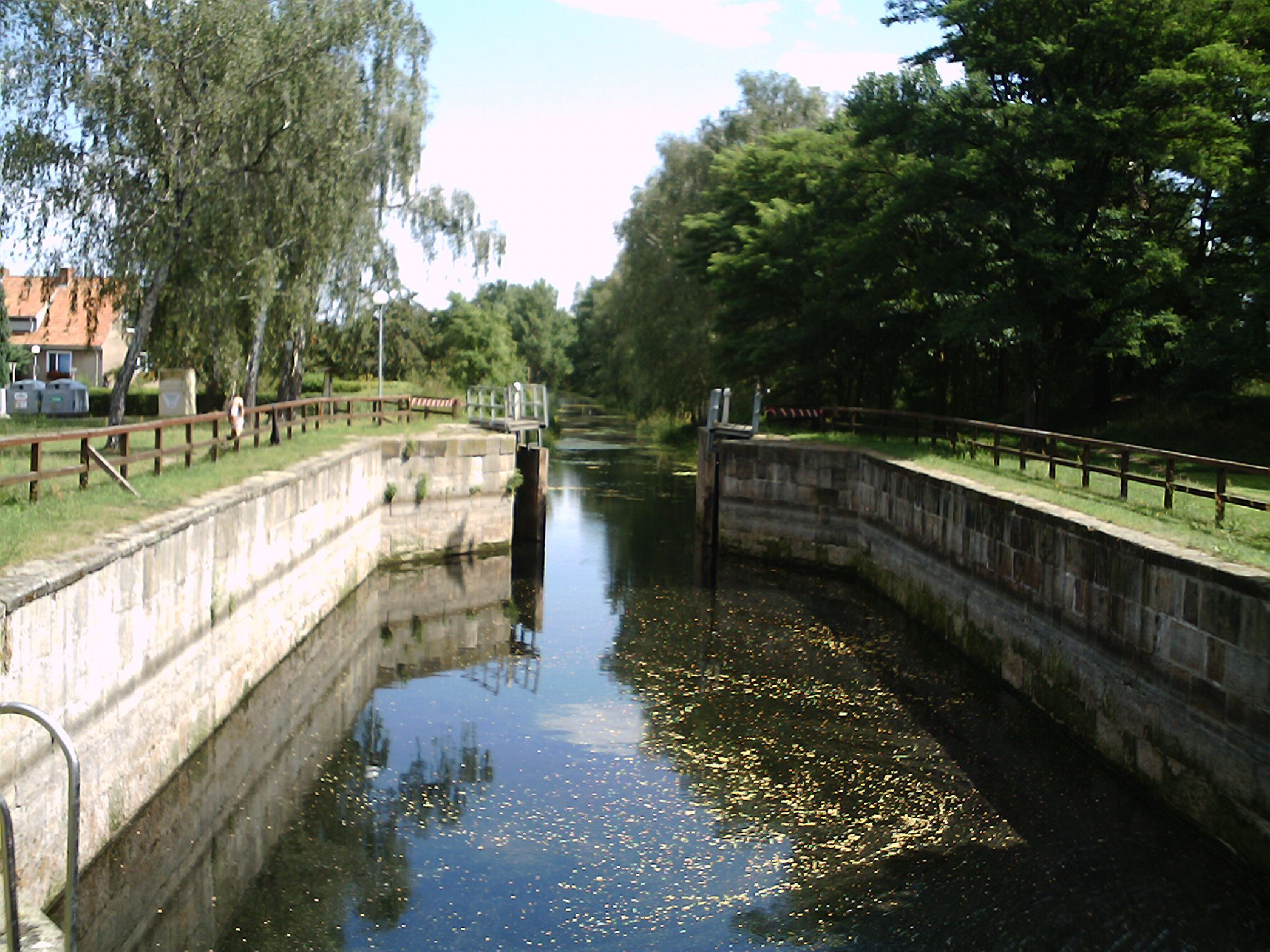
Kanal-Schleuse in Prösen

1702 begannen Planungen, die Elbe und die Schwarze Elster durch einen Kanal zu verbinden. Da das Erzgebirge bereits weitgehend ausgebeutet und das böhmische Holz teuer war, sollte er den hohen Bedarf an Holz im Raum Dresden – Meißen mittels Flößen aus den Niederlausitzer Wäldern befriedigen, die zu diesem Zeitpunkt weitgehend unberührt waren. Daher begann man 1742 unter der Leitung von Johann Müller voller Schwierigkeiten mit dem Bau des Elsterwerda-Grödel-Floßkanals, welcher 1748 eröffnet wurde. Das Stammholz kam dabei über verschiedene Gräben, wie dem bei Plessa in die Schwarze Elster mündenden Floßgraben, die Pulsnitz sowie die Schwarze Elster durch den Schraden zum Holzhof in Elsterwerda, wurde hier in Scheite gespalten und dann auf Kähnen bis Meißen und Dresden getreidelt. Nach der Einstellung der Holztransporte 1833 und dem Bau der Eisenbahnstrecke Elsterwerda–Riesa 1875 verlor der Kanal vor allem auf dem seit 1816 preußischen Abschnitt seine Bedeutung für den Gütertransport. Auch wenn die Schiffbarkeit des Kanals von 1859 und 1869 noch einmal wiederhergestellt wurde, gewann er nie mehr seine vormalige Bedeutung zurück. Der letzte Kahn passierte den Kanal kurze Zeit nach dem Zweiten Weltkrieg am 24. Juli 1947. Er besitzt jetzt den Status eines Baudenkmals.
Am Anfang des 20. Jahrhunderts verfolgte man Pläne, einen Großschifffahrts-Kanal zu bauen, der die Elbe über die Schwarze Elster und die Spree mit der Oder verbinden sollte. Dieser war für bis zu 1000-Tonnen-Lastschiffe (Länge: 80 Meter, Breite: 9,2 Meter, Tiefgang: 1,75 bis 2,00 Meter) und darüber vorgesehen. In den in Erwägung gezogenen Varianten sollten auch Abschnitte des Elsterwerda-Grödel-Floßkanal und das Gebiet des Schradens mit einbezogen werden. Obwohl im Januar 1928 in Senftenberg, dessen Braunkohlenrevier vom Projekt mit am meisten profitiert hätte, ein Kanalbauamt eingerichtet wurde, kam der Bau des Schifffahrtsweges nicht zustande und die Projekte über das Planungsstadium bis zum Zweiten Weltkrieg nicht hinaus.

## Besiedlung

### Ämter und Gemeinden des Schradengebietes

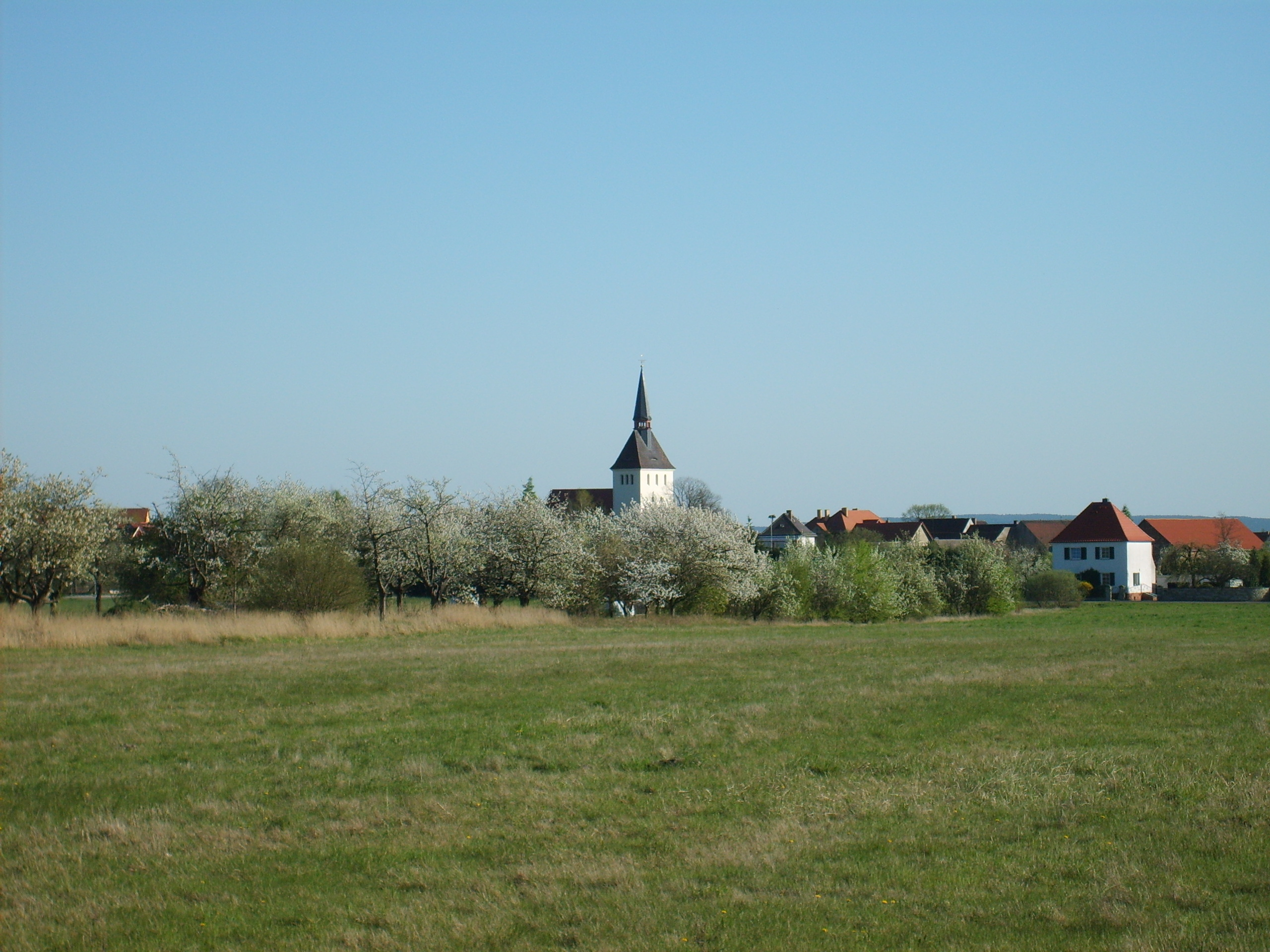
Hohenleipisch zur Kirschblüte

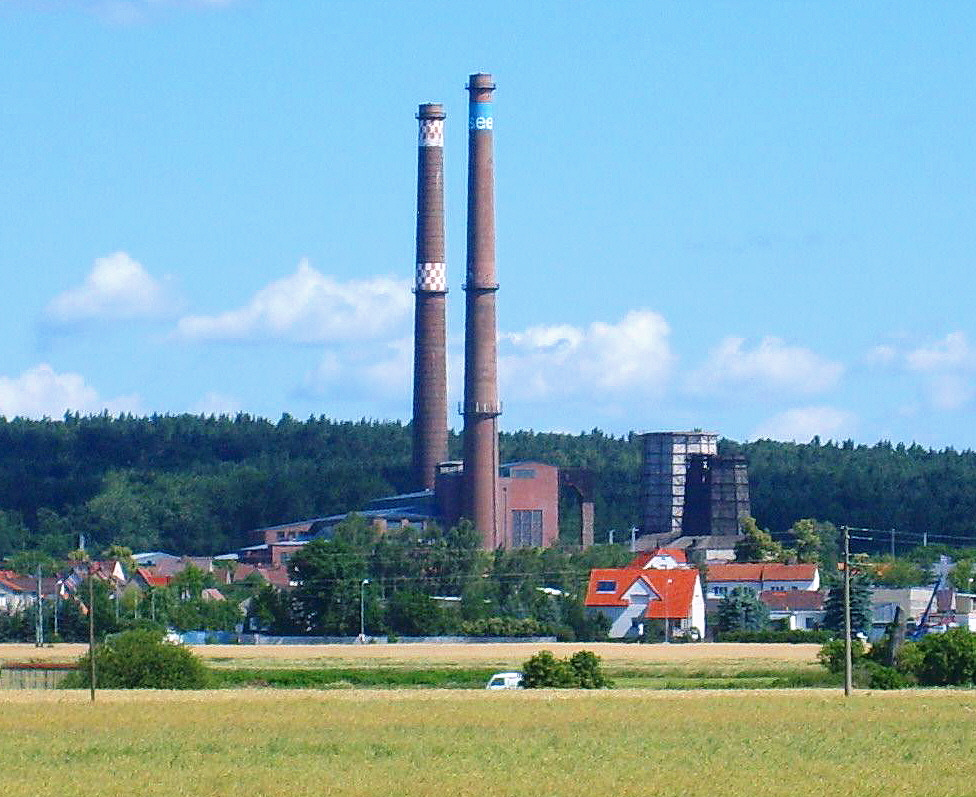
Kraftwerk Plessa

Das Amt Ortrand befindet sich im Osten der Niederung. Es umfasst die urkundlich 1238 erstmals erwähnte Stadt Ortrand mit dem Ortsteil Burkersdorf sowie die Gemeinden Großkmehlen mit den Ortsteilen Frauwalde und Kleinkmehlen, Frauendorf, Kroppen, Lindenau und Tettau.
Im Norden befindet sich das Amt Plessa mit der vom einstigen Braunkohlenbergbau geprägten Gemeinde Plessa und ihren Ortsteilen Plessa-Süd, Kahla und Döllingen. Weiterhin gehört zum Amt die Gemeinde Hohenleipisch. Diese befindet sich mit ihrem Ortsteil Dreska auf der sich nördlich des Schradens erstreckenden Hohenleipisch-Plessaer Endmoräne. Bekannt wurde sie wegen der einstigen Vielzahl von ansässigen Töpferei-Betrieben. Das Dorf ist von zahlreichen Streuobstwiesen umgeben. Erst 1929 entstand die Gemeinde Schraden.
Im Süden befindet sich das Amt Schradenland mit den traditionellen Schradengemeinden Großthiemig, Hirschfeld, Gröden und Merzdorf.
Eine amtsfreie Gemeinde der Niederung ist im Osten die vom Braunkohlenbergbau geprägte Stadt Lauchhammer, welche als Großgemeinde 1950 aus den Orten Naundorf, Bockwitz, Mückenberg und Dolsthaida entstand und erst 1953 das Stadtrecht zugesprochen bekam.
Im Westen befindet sich als amtsfreie Gemeinde die 1211 urkundlich erstmals erwähnte Stadt Elsterwerda mit ihren Ortsteilen Kraupa, Biehla, Krauschütz und Kotschka.
Im Südwesten der Niederung befindet sich der zur Gemeinde Röderland gehörende Ort Wainsdorf. Südlich der auf dem Merzdorf-Ortrander Endmoränenzug verlaufenden Grenze zu Sachsen liegen die Orte Frauenhain (zu Röderaue), Strauch sowie die zur Gemeinde Lampertswalde zählenden Orte Oelsnitz, Brößnitz und Blochwitz.

### Ortsnamen des Schradens
Im Gebiet des Schradens überwiegen Ortsnamen, deren Ursprung im Altsorbischen liegt. Sie sind vor allem dem Naturraum zuzuordnen. Der Ortsname der nördlichen Schradengemeinde Dreska zum Beispiel kommt wohl ursprünglich vom sorbischen Wort drezg(a), das Wald oder Gehölz bedeutet. Andere Ortsnamen geben Hinweise auf ein Gewässer oder einen Sumpf, wie Großthiemig, dessen vermutliches Ursprungswort tymjo Sumpf bedeutet. Das Ursprungswort Kovali (Schmiede) des Ortes Kahla bezeichnet die Tätigkeit der einstigen Einwohner. Außerdem finden sich in den sorbischstämmigen Ortsnamen die Namen von Personen, wie zum Beispiel Tet im östlich gelegenen Tettau. Auf sorbischen Ursprung lassen auch verschiedene Flurnamen dieses Gebietes schließen. Diese konzentrieren sich hauptsächlich rechtsseitig der Schwarzen Elster.
Bei den deutschen Ortsnamen kommt häufig das Grundwort -dorf in Verbindung mit deutschen Personennamen, wie bei Merzdorf, Wainsdorf oder Burkersdorf vor. Weitere deutsche Grundwörter des Gebietes sind -berg (Mückenberg), -walde (Frauwalde) oder -feld im südschradenländischen Hirschfeld.

### Schradenvorwerke

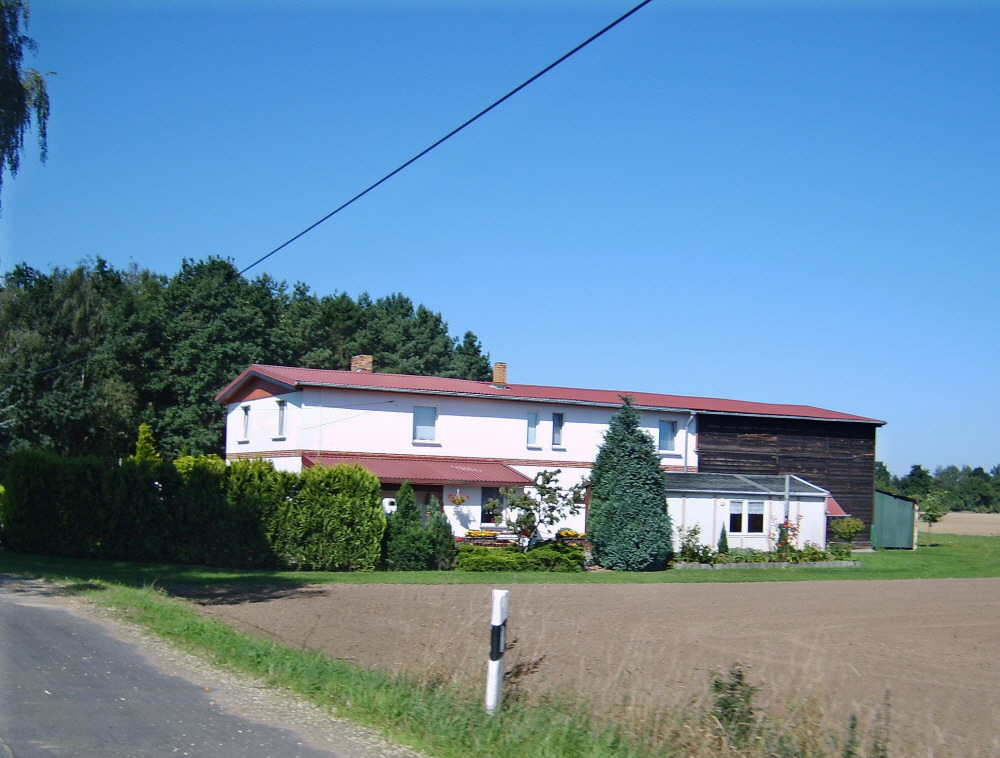
Typisches Anwesen am einstigen Vorwerk Reißdamm

Im Schraden gibt es eine Reihe von einstigen Vorwerken, die sich in der Gegenwart immer noch abseits der Orte als Siedlungen mitten in der Niederung befinden.
Ende des 17. Jahrhunderts wurden als erste die Vorwerke am Reißdamm und das Oberbuschhaus von der Herrschaft Elsterwerda errichtet. Etwa zur gleichen Zeit entstand das Vorwerk Rotes Buschhaus der Herrschaft Großkmehlen. Bald kam es zwischen den beiden Herrschaften wegen ihrer Aktivitäten, wie dem Bau von Gebäuden, dem Anlegen von Gräben oder Rodungen im Schradenwald zu Streitigkeiten, die auch vor Gericht ausgetragen wurden. Die Flächenausdehnung des Vorwerkes Oberbuschhaus, bewirtschaftet durch einen Hofmeister, drei Knechte und drei Mägde, wurde 1727 mit ungefähr 76,37 Hektar angegeben.
Während Vorwerk Buschhaus (Kaupen-Vorwerk) bereits in einem Urmesstischblatt von 1847 verzeichnet ist, entstanden die Vorwerke Schönau und Schradenau (in einigen Karten auch als Lappige Jacke verzeichnet) erst nach den im Schraden erfolgten Separationen.

## Bevölkerung

### Brauchtum

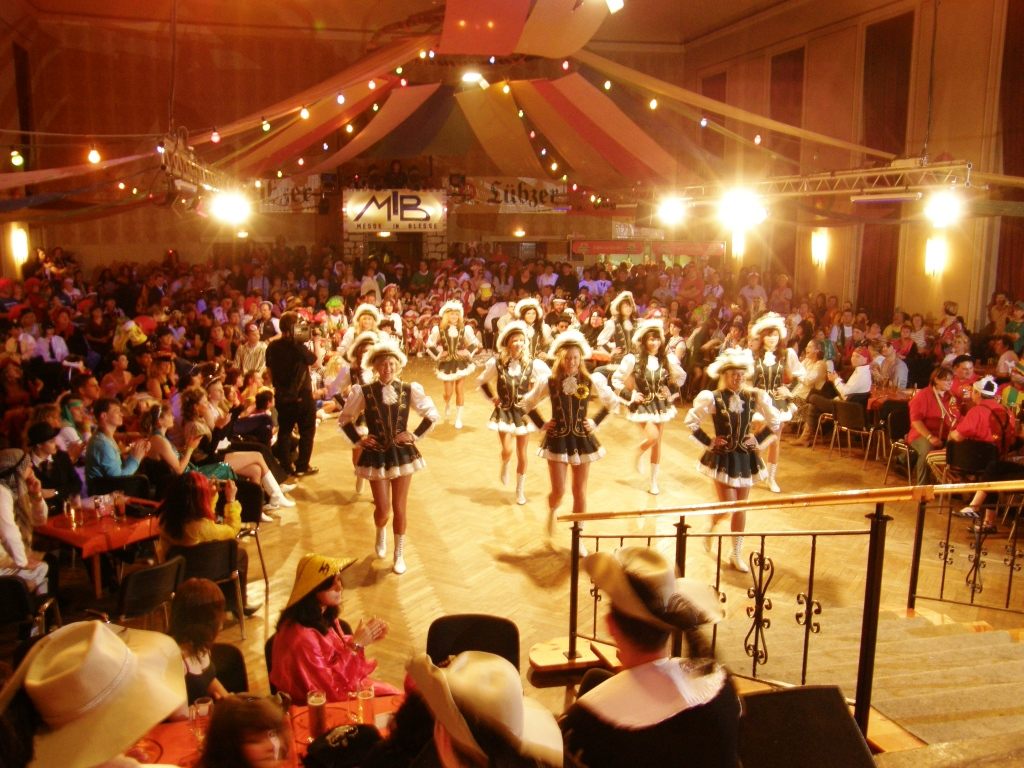
Karneval im Plessaer Kulturhaus

Der Schraden ist Bestandteil der sächsischen Volkskultur, die durch die Grenzlage zur Lausitz und die sorbische Bevölkerung beeinflusst wurde. So hat sich in den Schradengemeinden durch ihre ehemals verkehrstechnische Abgelegenheit bis in die Gegenwart ein bäuerliches Brauchtum erhalten, wobei sich traditionelle sorbische Bräuche mit denen der deutschen Bevölkerung vermischten. Neben den jährlichen kirchlichen Höhepunkten Ostern, Pfingsten und Weihnachten wird in vielen Orten noch gezampert, wobei lustig verkleidete Gruppen von Haus zu Haus ziehen und bei den Bewohnern durch den Vortrag kleiner kultureller Beiträge Geld- und Sachspenden einfordern. Neben Kindergartengruppen und Jugendklubs wird diese Tradition auch wieder von Dorf- und Heimatvereinen gepflegt. Weitere traditionelle Höhepunkte sind das Maibaumstellen, Erntedank- und Kirchweihfeste, die Jugendfastnacht sowie das Ruprechten genannte Verteilen von Geschenken in der Vorweihnachtszeit. In Plessa zählt der alljährliche Karneval zu den größten in der Region und der Ort gilt mit seinen zahlreichen Veranstaltungen in dieser Zeit als regionale Karnevalshochburg.
Alljährliche Höhepunkte sind im Schraden traditionell das Lindenauer Parkfest, das Hirschfelder Musikfest und der Großthiemiger Topfmarkt. Weitere in den letzten Jahren ins Leben gerufene Veranstaltungen sind unter anderem das Frühlingsfest und die Historische Einkaufsnacht in Elsterwerda, das Blütenfest und die Niederlausitzer Apfeltage in Döllingen sowie das Plessaer Mühlenfest.

### Schradentracht

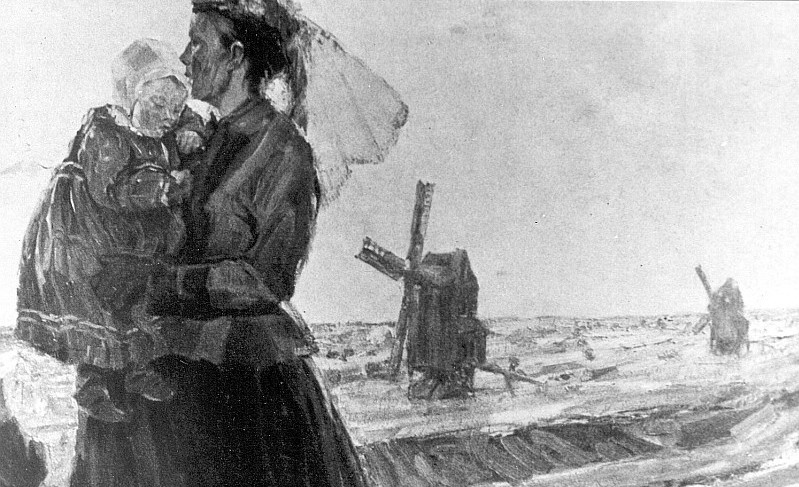
Ausschnitt eines Gemäldes von Hans Nadler im Liebenwerdaer Heimatkalender 1914

Das Gebiet des Schradens besaß einst auch eine eigene Tracht, welche sich bei den Frauen und Mädchen noch bis in die 1930er Jahre vor allem in den Dörfern Gröden, Hirschfeld und Großthiemig teilweise erhalten hatte. Eine Männertracht hatte sich bereits in der Mitte des 19. Jahrhunderts weitgehend verloren. Die verschiedenen Varianten bei Frauen und Männern wiesen in ihren Details Ähnlichkeiten mit der noch in der Gegenwart getragenen sorbischen Tracht der Umgebung von Hoyerswerda auf. Auch zur einstigen Tracht der Umgebung von Großenhain soll es Parallelen gegeben haben.
Die Kopfbedeckung der Frauen und Mädchen, die eine Besonderheit darstellt, bestand aus einem nach oben offenen Pappring, der mit einem diagonal zu einer Binde zusammengelegten Tuch umwunden wurde, welches vorn verknotet war, so dass die Enden wie kleine Flügel abstanden. Die Höhe des Rings war bei den Mädchen sechs bis acht Zentimeter, bei den Frauen vorn elf und hinten zehn Zentimeter hoch. Er wurde mit einem Boden genannten bestickten Läppchen bespannt. Bei den Frauen waren seitlich zwei Rüschen angebracht, welche Ohren genannt wurden. Gehalten wurde die Bedeckung durch ein oben quer übergelegtes Band, das unter dem Kinn zusammengebunden wurde.
Für die Röcke der Trachten waren die drei Stufen als Schmuckelemente kennzeichnend. Je nach Anlass wurden verschiedene symbolische Farben für die einzelnen Elemente verwendet, wobei die Mitglieder der Dorfgemeinschaften eine kollektive Kontrolle der Trachtennormen ausübten.
Die Heimatforscher Ernst Seyler und M. Karl Fitzkow beschäftigten sich später ernsthaft mit der Schradentracht und dokumentierten diese. Der Maler Hans Nadler stellte die Tracht unter anderem in seinem 1951 entstandenen Ölbild „Mädchen in alten Trachten“ bildlich dar.

### Dialekt und Sprachgebrauch

#### Dialekt
Im Schraden gibt es auf Grund der einstigen Grenzlage keine einheitliche Mundart. In den verschiedenen Orten der Niederung werden unterschiedliche Dialekte gesprochen und man kann zuweilen die Herkunft ihrer Bewohner an der Mundart erkennen.
So stand der Westen um Elsterwerda mehr unter dem Einfluss der osterländischen Mundart des alten sächsischen Sprachgebietes, die durch die niederdeutsche Besiedlung Sachsens zwischen dem 11. und 13. Jahrhundert herausbildete und der thüringisch-obersächsischen Dialektgruppe zugeordnet wird. Vom Norden wirkte auf das Gebiet das Brandenburgische. Das Mückenberger Ländchen im Osten wurde vom Lausitzischen beeinflusst und es ist wie die Orte östlich der Grenzpulsnitz der westlausitzischen Mundart zuzurechnen. In Ortrand wird meist Nordmeißnisch gesprochen. In den abgelegenen südlichen Schradendörfern zwischen Großkmehlen und Merzdorf hat sich mit dem Schradenländischen eine eigene Mundart herausgebildet und erhalten, die sich stärker von der Umgebung abhebt und aus dem Zusammentreffen der verschiedenen Dialekte entstanden ist.

#### Sorbisch
Sorbisch wurde bis in die letzten Jahrzehnte des 19. Jahrhunderts im Westen und Norden der Schradenniederung sowie im Mückenberger Ländchen gesprochen, wie Aufzeichnungen des niedersorbischen Sprachforschers Mjertyn Moń aus dem Jahr 1885 belegen. Als dieser den Zug in Plessa verließ und eine Fußwanderung nach Kahla und Dreska unternahm, hatte er oft Gelegenheit, die sorbische Sprache zu verwenden.
Gerade die Umgebung von Elsterwerda galt lange als sorbische Sprachinsel, obwohl 1424 ein Verbot der sorbischen Sprache in der Mark Meißen diese früh verdrängte. Die industriell-wirtschaftliche Erschließung des Gebietes um Elsterwerda setzte aber erst am Ende des 19. Jahrhunderts ein. Deshalb konnte sich die sorbische Sprache lange halten. Sorbisch wurde verstanden, gesprochen und in den benachbarten Dörfern Kahla, Plessa und Dreska gelegentlich gepredigt.

### Einwohnerentwicklung
Die Einwohnerzahl des Schradens stieg infolge der Mitte des 19. Jahrhunderts zunehmenden Industrialisierung der Region stetig an. In den Orten des heutigen Stadtgebietes von Lauchhammer stieg die Einwohnerzahl von 4.627 im Jahr 1875 um 28.130 auf 32.757 im Jahr 1964. Elsterwerda erreichte seine höchste Einwohnerzahl 1981 mit 11.572. Auch in den anderen Schradengemeinden gab eine ähnliche Entwicklung. Nach der Einführung der Antibabypille in den 1960er Jahren in der DDR ging die Einwohnerzahl in den Orten merklich nach unten. Ein weiterer spürbarer Punkt war die politische Wende in der DDR 1989/90, die mit einem wirtschaftlichen Umbruch des gesamten Landes einherging. Es gab einen weiteren Rückgang in der Einwohnerzahl. So verlor die Stadt Lauchhammer von 1989 bis 2005 etwa 7000 Einwohner, Elsterwerda ungefähr 2000 und auch in den meisten Dörfern ist diese Entwicklung zu beobachten.
| Einwohnerentwicklung in einigen Schradengemeinden von 1875 bis 2005 | Einwohnerentwicklung in einigen Schradengemeinden von 1875 bis 2005 | Einwohnerentwicklung in einigen Schradengemeinden von 1875 bis 2005 | Einwohnerentwicklung in einigen Schradengemeinden von 1875 bis 2005 | Einwohnerentwicklung in einigen Schradengemeinden von 1875 bis 2005 | Einwohnerentwicklung in einigen Schradengemeinden von 1875 bis 2005 | Einwohnerentwicklung in einigen Schradengemeinden von 1875 bis 2005 | Einwohnerentwicklung in einigen Schradengemeinden von 1875 bis 2005 |
| Ort                                                                 | 1875                                                                | 1925                                                                | 1946                                                                | 1950                                                                | 1971                                                                | 1989                                                                | 2005                                                                |
| ------------------------------------------------------------------- | ------------------------------------------------------------------- | ------------------------------------------------------------------- | ------------------------------------------------------------------- | ------------------------------------------------------------------- | ------------------------------------------------------------------- | ------------------------------------------------------------------- | ------------------------------------------------------------------- |
| Lauchhammer                                                         | 4.627                                                               | 17.259                                                              | 28.063                                                              | 27.524                                                              | 31.854                                                              | 25.756                                                              | 18.697                                                              |
| Elsterwerda                                                         | 3.193                                                               | 8.359                                                               | 10.966                                                              | 11.461                                                              | 11.443                                                              | 11.255                                                              | 9.456                                                               |
| Ortrand                                                             | 1.739                                                               | 2.288                                                               | 3.268                                                               | 3.259                                                               | 3.152                                                               | 2.946                                                               | 2.504                                                               |
| Gröden                                                              | 1.000                                                               | 1.284                                                               | 1.991                                                               | 1.939                                                               | 1.686                                                               | 1.866                                                               | 1.629                                                               |
| Großkmehlen                                                         | 850                                                                 | 966                                                                 | 1.467                                                               | 1.627                                                               | 1.668                                                               | 1.460                                                               | 1.286                                                               |
| Großthiemig                                                         | 1.200                                                               | 1.516                                                               | 1.776                                                               | 1.742                                                               | 1.568                                                               | 1.462                                                               | 1.203                                                               |
| Hirschfeld                                                          | 1.000                                                               | 1.142                                                               | 1.588                                                               | 1.571                                                               | 1.547                                                               | 1.613                                                               | 1.456                                                               |
| Hohenleipisch                                                       | 1.500                                                               | 2.888                                                               | 4.016                                                               | 3.937                                                               | 3.252                                                               | 2.626                                                               | 2.552                                                               |
| Plessa                                                              | 1.600                                                               | 3.418                                                               | 4.409                                                               | 4.946                                                               | 4.799                                                               | 3.990                                                               | 3.216                                                               |
| Lindenau                                                            | 450                                                                 | 663                                                                 | 867                                                                 | 909                                                                 | 1.032                                                               | 888                                                                 | 773                                                                 |

## Wirtschaft

### Landwirtschaft

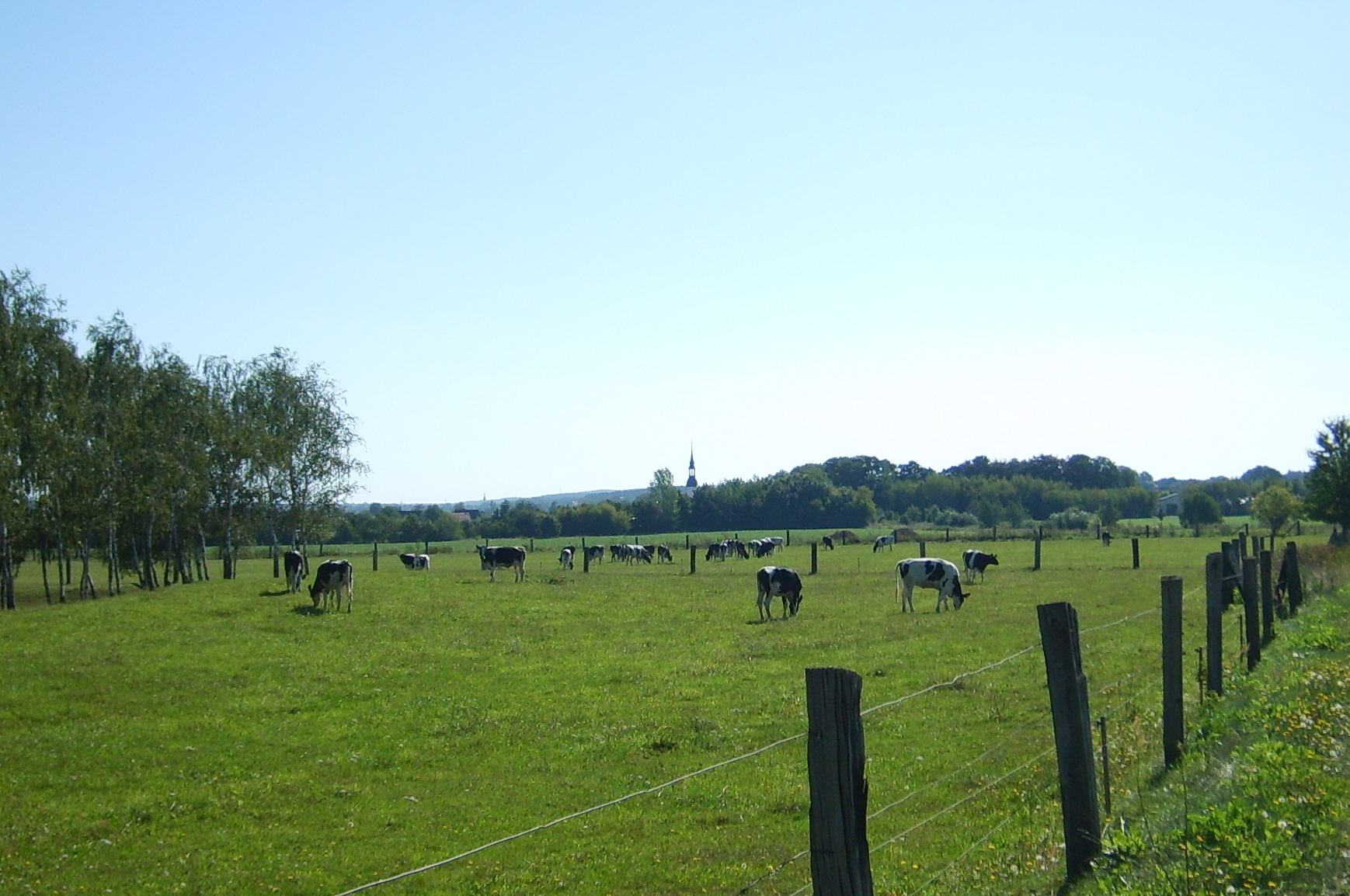
Weide bei Hirschfeld

Traditionell ist die Landwirtschaft im Schraden von großer Bedeutung und nahezu in allen Orten der Niederung sind landwirtschaftliche Betriebe ansässig, die das Aussehen des Schradens vor allem seit dem 19. Jahrhundert gewaltig veränderten. Während die Niederung selbst von Acker- und Weideflächen geprägt ist, befindet sich im Nordwesten auf der Hohenleipisch-Plessaer Endmoräne eines der größten zusammenhängenden Streuobstwiesen-Gebiete Brandenburgs.
Die Bodenreform nach dem Zweiten Weltkrieg, bei der es zu Enteignungen von Ländereien kam, die anschließend an Neubauern übergeben wurden, sollte die Entwicklung der Landwirtschaft im Schraden erheblich beeinflussen. Maschinen-Ausleih-Stationen wurden in Plessa und Merzdorf eingerichtet. Durch die Gründung der Siedlung Plessa-Süd 1947 wurden weitere landwirtschaftliche Flächen der Niederung erschlossen. Ab 1952 kam es zur Bildung von Landwirtschaftlichen Produktionsgenossenschaften, welche die landwirtschaftliche Nutzung des Gebietes weiter intensivierten. 1967 bewirtschaftete die KOG Hirschfeld eine landwirtschaftliche Fläche von 5720 Hektar, wovon 4020 Hektar Ackerfläche waren. Anlagen zur Tier- und Milchviehproduktion entstanden unter anderem in Gröden, wo etwa 8000 Schweine gehalten wurden, sowie in Hirschfeld und Kahla.
Nach der politischen Wende in der DDR änderten sich die landwirtschaftlichen Produktionsstrukturen im Schraden. Die Acker- und Weideflächen werden gegenwärtig im Wesentlichen von Agrargenossenschaften und Privatbetrieben bewirtschaftet. In Gröden entstand eine Biogasanlage, in der bis zu 80.000 t/a Rinder- und Schweinegülle und 30.000 t/a organische Abfälle in Biogas und Energie umgewandelt werden können.

### Industrie und Gewerbe
Industrielle Zentren des Schradens sind die Städte Lauchhammer, Elsterwerda und Ortrand.
Die im Nordosten der Niederung gelegene 14.042 Einwohner(2024) zählende Stadt Lauchhammer ist einer der ältesten und bedeutendsten Industriestandorte der Region. Bereits 1725 bekam Freifrau Benedicta Margareta von Löwendal vom sächsischen Kurfürsten August dem Starken Lehnsrechte zum Betrieb einer Eisengießerei, dem Lauchhammer im heutigen Stadtgebiet, zugesprochen. Nach ihrem Tod im Jahr 1776 vermachte sie ihren gesamten Besitz, darunter die Eisengießerei, ihrem Patenkind Detlev Carl von Einsiedel, der die Stadt zu einer Wiege des Eisenkunstgusses machte. Mit der Entdeckung weitreichender Braunkohlevorkommen in der Umgebung der Stadt entstanden zahlreiche Braunkohlegruben und der Bau der Eisenbahnlinie Kohlfurt–Falkenberg/Elster 1874 durch die Oberlausitzer Eisenbahn-Gesellschaft bewirkte einen deutlichen wirtschaftlichen Aufschwung in den zum heutigen Stadtgebiet zählenden Orten. Kurze Zeit nach der Gründung der Großgemeinde Lauchhammer 1950 begann der Bau einer Braunkohlengroßkokerei, die 1958 im VEB Braunkohlenkombinat Lauchhammer zusammen mit acht Brikettfabriken, den Tagebauen Klettwitz, Kleinleipisch und Grünewalde sowie sechs Kraftwerken mit insgesamt etwa 13.000 Beschäftigten aufging. Einen weiteren industriellen Schwerpunkt bildete in Lauchhammer der Schwermaschinenbau. So wurden in den 1980er Jahren im VEB TAKRAF Förderbrücken der Serie F60 gebaut, die als die größten beweglichen technischen Arbeitsmaschinen der Welt gelten.

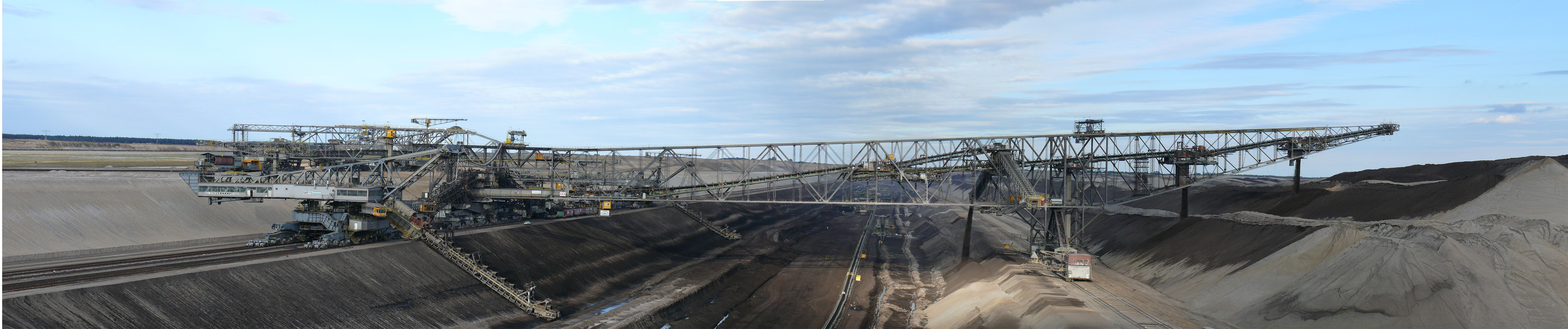
Eine der größten beweglichen technischen Arbeitsmaschinen der Welt, die in Lauchhammer gebaute Abraumförderbrücke F60

Nach der politischen Wende in der DDR erfolgte ein wirtschaftlicher Umbruch. Die Großkokerei, die meisten Brikettfabriken, Kraftwerke und weitere Industriebetriebe mussten auf Grund fehlender Wettbewerbsfähigkeit schließen. Die Einstellung des Tagebaubetriebes erfolgte in Klettwitz 1992 und in Klettwitz-Nord ein Jahr später.
Gegenwärtig ist die Stadt mit über zwölf Gewerbegebieten Bestandteil des Wachstumskerns Westlausitz. Branchen-Schwerpunkte sind Kunststoff-, Maschinen- und Stahlbau. Außerdem ist die Stadt bestrebt, an ihre einstige Bedeutung als Standort der Energie-Erzeugung anzuknüpfen.

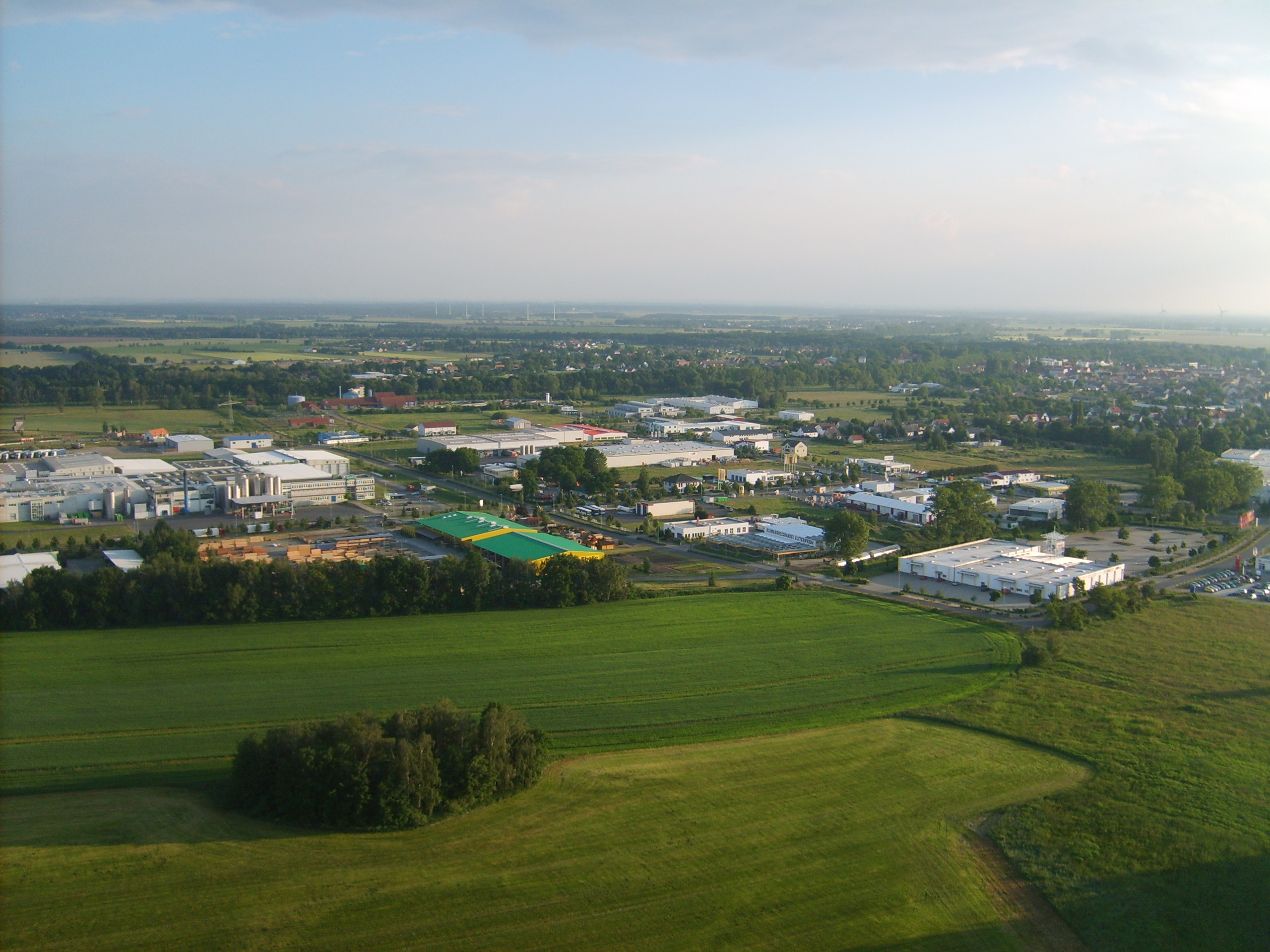
Gewerbegebiet-Ost in Elsterwerda

Die 7663 Einwohner(2024) zählende Stadt Elsterwerda im Westen des Schradens erfüllt seit 1995 gemeinsam mit Bad Liebenwerda die Funktion eines Mittelzentrums. Traditioneller Branchenschwerpunkt des Ortes ist die Metallindustrie mit 15 Unternehmen und etwa 700 Beschäftigten. Die Stadt verfügt über drei Gewerbegebiete und wurde durch den Ostdeutschen Sparkassen- und Giroverband im Jahr 2005 mit dem Unternehmerpreis Kommune des Jahres ausgezeichnet. Auf Grund ihrer Bildungseinrichtungen, wie des Elsterschlossgymnasiums und des Oberstufenzentrums Elbe-Elster ist der Ort auch als Schulstadt für die Region von Bedeutung. Mit den Campina-Milchwerken ist eine der modernsten und leistungsfähigsten Molkereien Europas ansässig. Im Gewerbegebiet-Ost befindet sich ein zum Expo-2000-Projekt Klimaschutzregion Elbe-Elster gehörendes und in den Jahren 2003 bis 2004 errichtetes Biomasseheizkraftwerk.
Die Stadt Ortrand im Südosten des Gebietes verfügt über ein sechs Hektar großes Gewerbegebiet. Branchenschwerpunkt der 1996 Einwohner(2024) zählenden Stadt ist ebenfalls die Metallindustrie, dessen größter Betrieb die Ortrander Eisenhütte ist.
Für die Entwicklung der Wirtschaft in der Region engagiert sich auch der Verein Wirtschaftsraum Schraden e. V., der im Jahr 2000 gegründet wurde. Ziel des Vereins ist die Förderung und Umsetzung verschiedener Projekte zur Entwicklung dieses Wirtschaftsraumes. Mitglieder des Vereins sind verschiedene Ämter, Gemeinden und Unternehmen aus der Region, wie das Amt Schradenland, Elsterwerda, die Kurstadt Bad Liebenwerda und die Gemeinde Röderland.

### Verkehr
Im westlich gelegenen Elsterwerda kreuzen sich die Bundesstraßen 101 und 169. Letztere führt östlich über Plessa und Lauchhammer nach Ruhland, wo ein Anschluss an die BAB 13 besteht, die das Niederungsgebiet in nordsüdlicher Richtung tangiert. Ein weiterer Autobahnanschluss befindet sich in Ortrand.
Der Schraden wird in nordsüdlicher Richtung von der Eisenbahnstrecke Berlin–Dresden tangiert, in die bei Elsterwerda die Bahnstrecke Zeithain–Elsterwerda mündet und dort gemeinsam mit der Bahnstrecke Węgliniec–Roßlau, die in ostwestlicher Richtung durch das Gebiet verläuft, einen Eisenbahnknotenpunkt bildet. Durch den östlichen Schraden verläuft die Bahnstrecke Großenhain–Cottbus und berührt die Stadt Ortrand.

## Kultur und Sehenswürdigkeiten im Gebiet des Schradens

### Freizeit und Tourismus

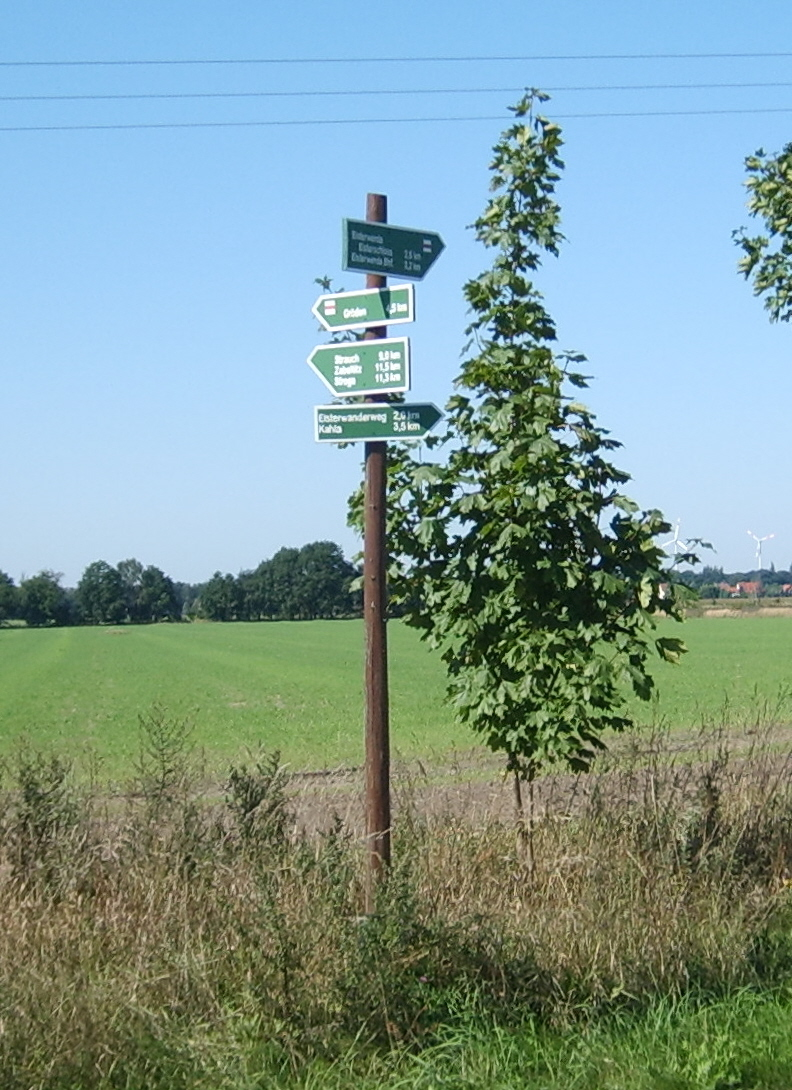
Wegweiser am Reißdamm

Mehrere Radwege durch das Gebiet des Schradens verbinden die Orte und die Sehenswürdigkeiten der Niederung miteinander, mit dem Naturpark Niederlausitzer Heidelandschaft und dem Umland. Mit der 2007 eröffneten 1111 Kilometer langen Radroute Tour Brandenburg führt der längste Radfernweg Deutschlands durch das Niederungsgebiet. Weitere Radrouten sind der Fürst-Pückler-Radweg, der 108 Kilometer lange Schwarze-Elster-Radweg, die Fürstenstraße der Wettiner und die 2007 eröffnete Route Kohle-Wind & Wasser.
In den Schradenbergen sind einige Wanderwege und Naturpfade bezeichnet. Der Wassertourismus auf der Schwarzen Elster ist mit mehreren Anlegestellen und Bootsstationen im Aufbau.
In Elsterwerda befindet sich ein 30.000 Quadratmeter großer Erlebnis-Miniaturenpark in unmittelbarer Nähe der Bockwindmühle. Er bietet neben maßstabsgetreuen Miniaturen von Sehenswürdigkeiten der Region unter anderem ein Rosarium mit circa 500 verschiedenen Rosensorten, eine 400 Quadratmeter große LGB-Gartenbahnanlage, eine 680 Meter lange Parkeisenbahn Spur 7¼ Zoll, einen Mini-Lausitzring mit einer 170 Meter langen Rennstrecke für Modellautos sowie eine Abenteuerritterburg.
Freibäder befinden sich in Merzdorf, Großthiemig, Ortrand und Lauchhammer. Eine Schwimmhalle ist in Lauchhammer zu finden. In der etwa zehn Kilometer westlich des Schradens gelegenen Kurstadt Bad Liebenwerda besteht mit den Fontana-Kliniken und der Lausitztherme Wonnemar ein Kur-, Gesundheits-, Erholungs-, Wellness- und Tourismuszentrum.

### Museen

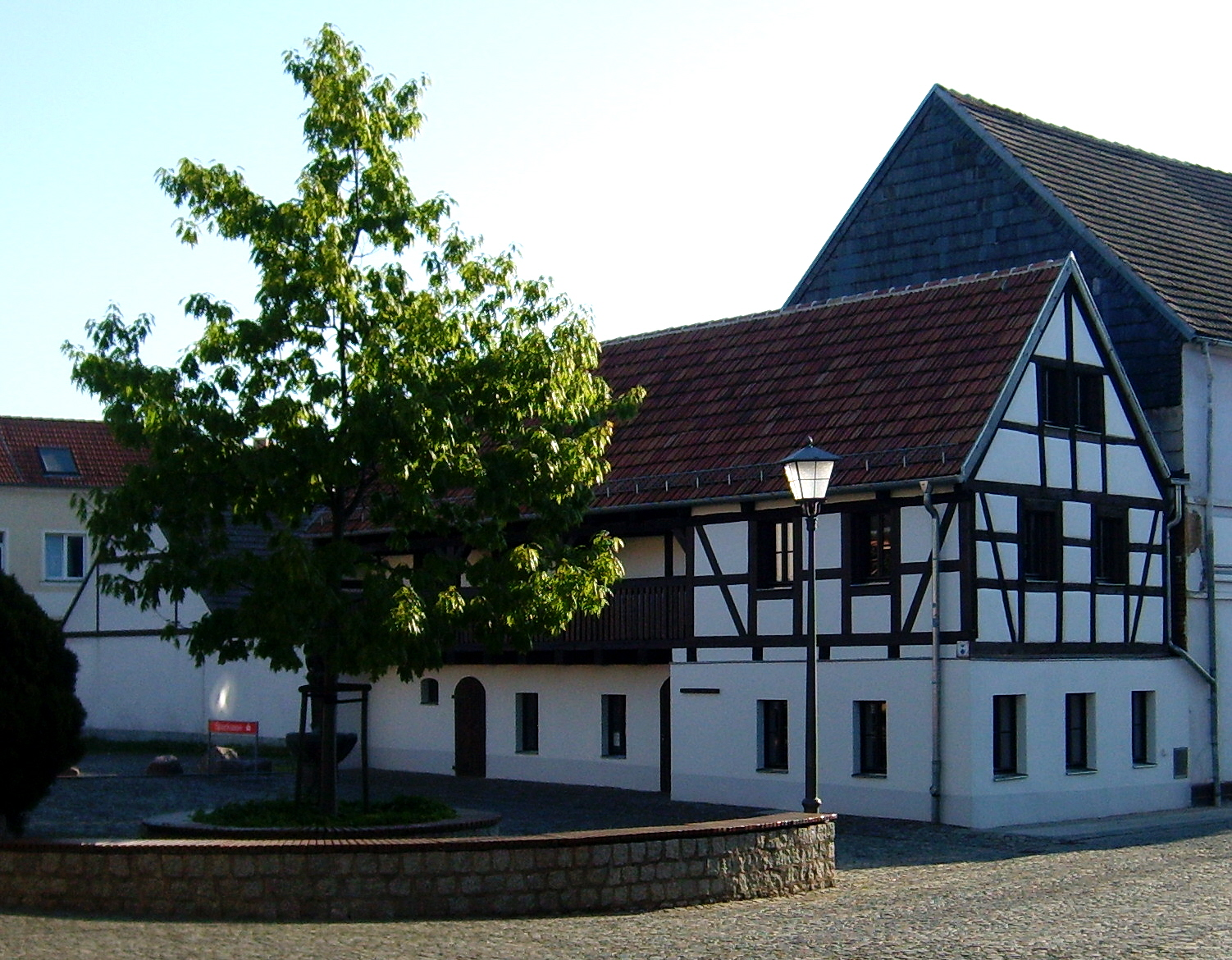
Kleine Galerie „Hans Nadler“

Das 1993 eröffnete Kunstgussmuseum Lauchhammer befindet sich in unmittelbarer Nachbarschaft zu Deutschland ältester Kunstgießerei. Neben Eisen- und Bronzegüssen werden Modelle und historische Dokumente aus der Geschichte der Kunstgießerei gezeigt, die 1776 in der Stadt durch Detlev Carl von Einsiedel begründet wurde. 1784 gelang es im Gräflich-Einsiedelschen Eisenwerk Lauchhammer, erstmals eine figürliche Statue in Eisen zu gießen.
Das historische, um 1720/25 erbaute Laubenganghaus der Kleinen Galerie Hans Nadler ist eines der ältesten Gebäude in Elsterwerda. Eine ständige Ausstellung im Obergeschoss des Fachwerkhauses würdigt das Schaffen des 1879 in Elsterwerda geborenen Malers Hans Nadler und hebt seine enge Beziehung zur Stadt und zur angrenzenden Landschaft des Schradens hervor. Im Untergeschoss finden Ausstellungen regionaler Künstler und andere kulturelle Veranstaltungen statt. Unmittelbar vor dem Gebäude befindet sich auf einem kleinen Platz mit dem Eulenspiegelbrunnen eine aus dem Jahr 1980 stammende Plastik des einheimischen Künstlers Hans Eickworth.

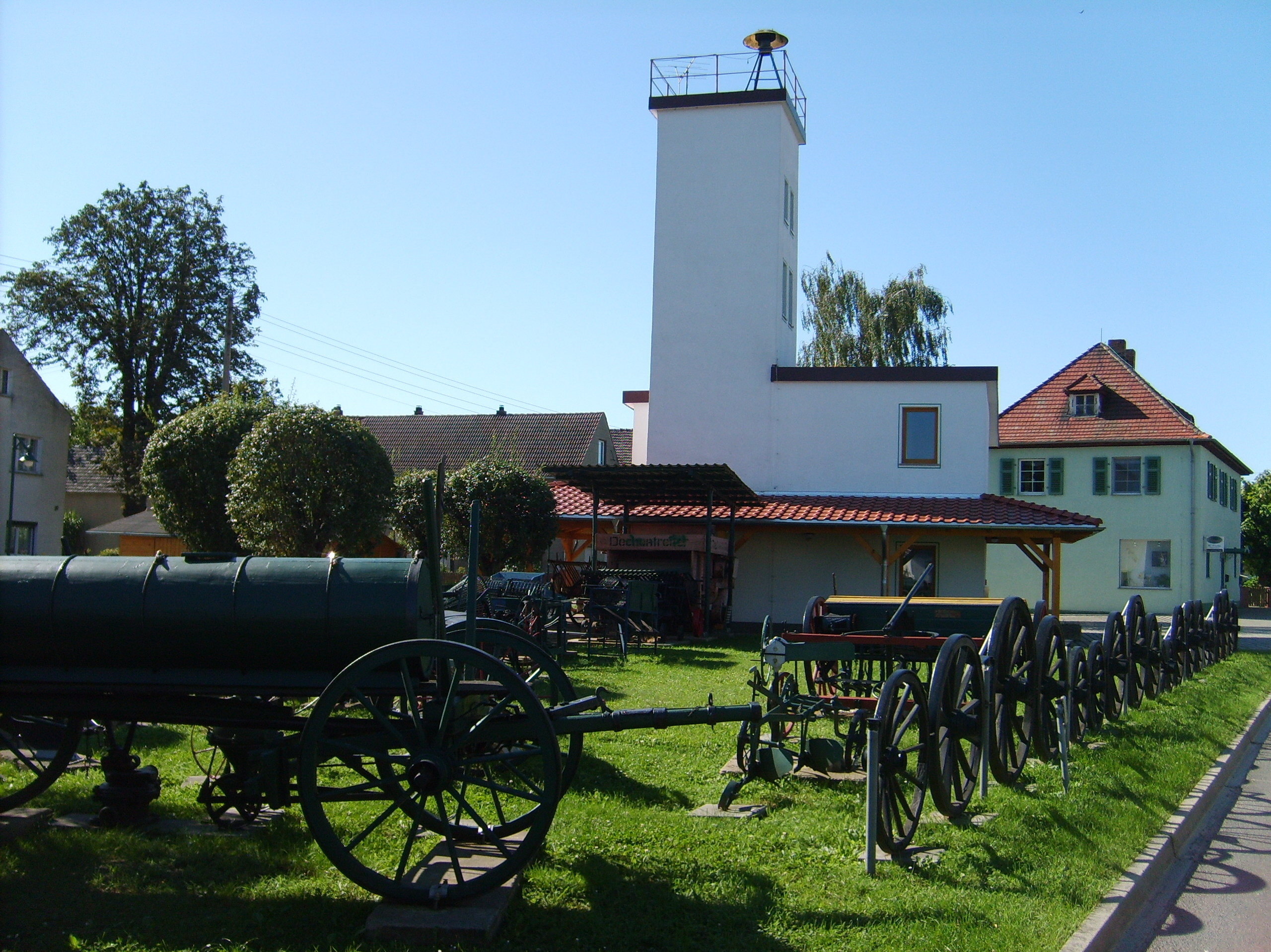
Heimatstube Hirschfeld

In den Räumlichkeiten des Stadtgeschichts- und Schradenmuseums in Ortrand befindet sich eine Kabinettausstellung mit Werken des in Ortrand geborenen Künstlers Joachim Schmidt.
Das Kreismuseum Bad Liebenwerda zeigt eine Dauerausstellung zur Verwurzelung des historischen mitteldeutschen Wandermarionettentheaters mit der Liebenwerdaer Umgebung, eine Dauerausstellung über die in Wahrenbrück geborenen Komponisten Gebrüder Graun sowie Sonderausstellungen zu verschiedenen historischen und kulturellen Themen. Außerdem beschäftigt es sich mit Geschichte und Kultur im Gebiet des einstigen Landkreises Bad Liebenwerda zu dem der Schraden zu einem Großteil gehörte. Eine Vielzahl von Schriften, die sich mit der Kultur und der Geschichte dieser Landschaft beschäftigen, wurde vom Museum selbst, auf dessen Anregung oder mit dessen Hilfe herausgegeben.
Das Torhausmuseum Lindenau ist in den Räumen des Torhauses von 1690 untergebracht, das sich zwischen Schloss und Kirche mit einer stichbogigen Durchfahrt mit Kreuzgratgewölbe befindet. Neben einer Heimatstube kann dort auch ein Uhrenmuseum besichtigt werden.
Weitere Heimatstuben befinden sich in Hirschfeld mit einer landwirtschaftlichen Ausstellung und in Gröden.

### Bauwerke

#### Schlösser und Parkanlagen im Gebiet des Schradens

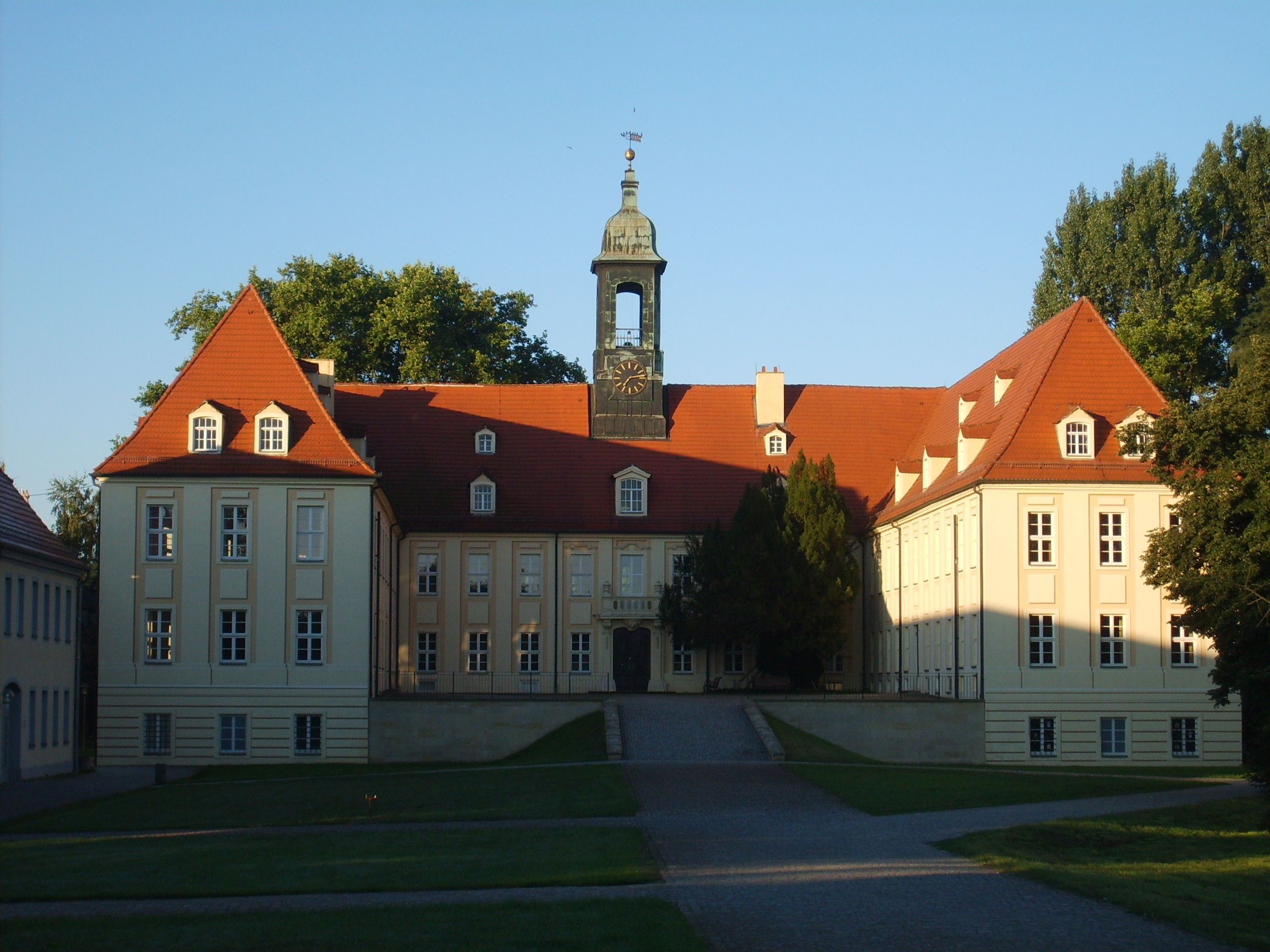
Schloss Elsterwerda

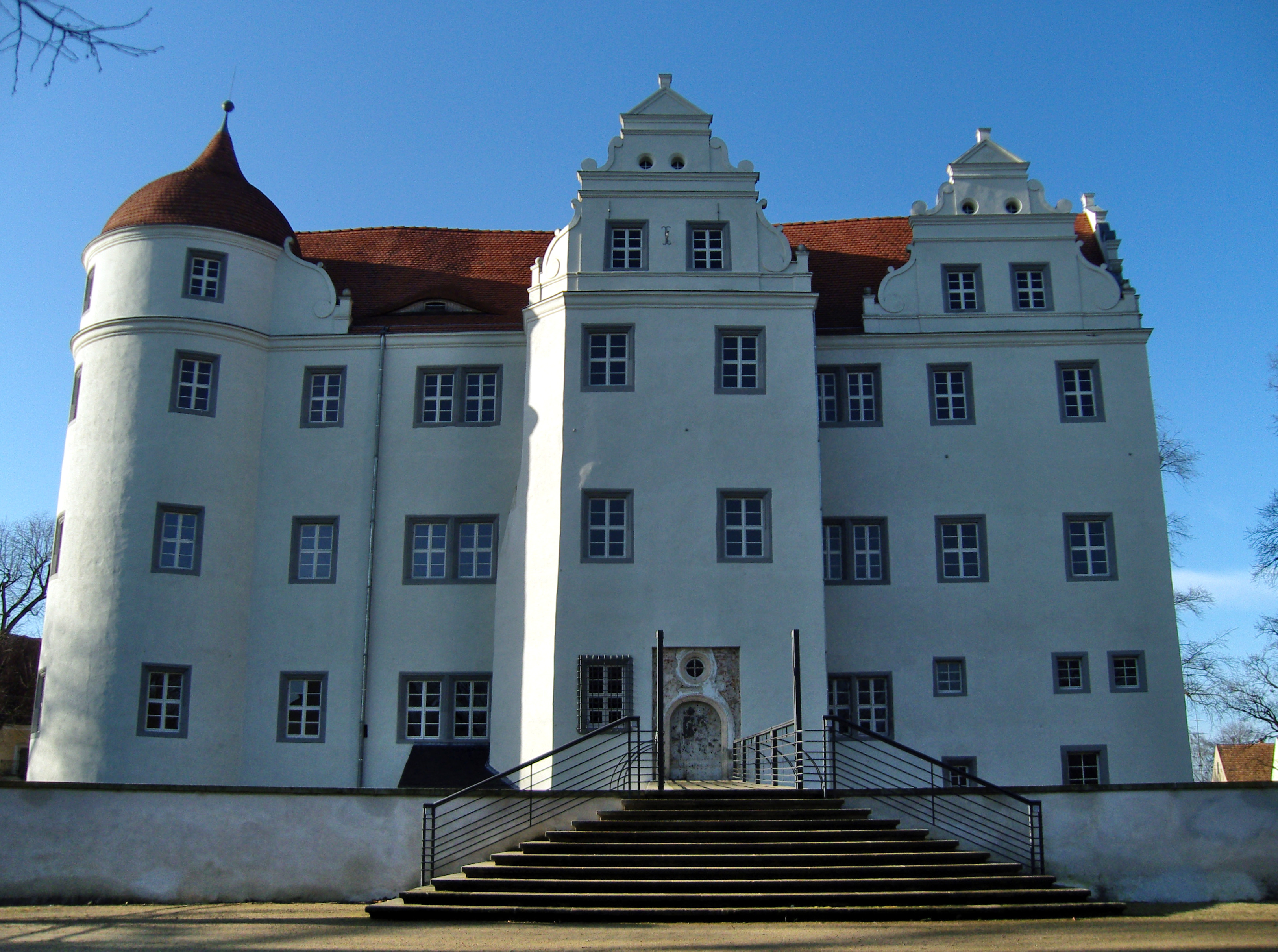
Schloss Großkmehlen

Das Elsterschloss in Elsterwerda entstand Anfang des 18. Jahrhunderts als Jagdschloss am Standort einer vermutlich im 13. Jahrhundert errichteten Burg und war einst Ausgangspunkt vieler Jagden im Schraden. Der königlich-polnische und kurfürstlich-sächsische Oberhofmarschall Freiherr Woldemar von Loewendahl ließ Umbauarbeiten an einer im 16. Jahrhundert erbauten vierflügeligen Schlossanlage vornehmen. August der Starke, der 1727 in den Besitz des Schlosses kam, veranlasste nach Plänen seines Hofbaumeisters Matthäus Daniel Pöppelmann weitere Umbauten, mit denen das Schloss seine gegenwärtige Gestalt erhielt. Das Schloss diente ab 1858 als Lehrerseminar, an dessen Stelle später andere schulische Einrichtungen traten. An das Schloss schließt sich eine im 18. Jahrhundert ursprünglich als Barockgarten angelegte Parkanlage und ein aus dem 19. Jahrhundert stammender Landschaftspark an.
Im Lauchhammerer Stadtteil West befindet sich der unter Denkmalschutz stehende Schlosspark des einstigen Mückenberger Schlosses, das kurz nach Beendigung des Zweiten Weltkrieges durch einen Brand völlig zerstört wurde. Im Park ist die 1746 errichtete Mückenberger Schlosskirche zu finden. Der Schlosspark wurde im Januar 2007 durch den Orkan Kyrill, der in der Umgebung starke Zerstörungen verursachte, schwer in Mitleidenschaft gezogen. Gelegentlich finden dort Open-Air-Konzerte statt.
Schloss Lindenau wurde 1584 von Lothar von Minckwitz vermutlich auf den Fundamenten einer alten Wasserburg errichtet. Nach dem Dreißigjährigen Krieg erfolgte 1690 der Bau des Torhauses, das dem Schloss den Charakter einer Burg verlieh. Der Barockgarten wurde ab 1736 von Familie von Gersdorff angelegt. Bereits 1744 erwarb der sächsische Minister Heinrich Graf von Brühl das Schloss. 1833 verkauften dessen Nachkommen das Gebäude an Rochus Ernst zu Lynar, das 1917 durch Heirat an die Fürsten zu Lynar kam. 1920 wurde das Schloss durch die Besitzer um zwei Seitenflügel erweitert. 1945 erfolgte die Enteignung der Fürstenfamilie. Das Gebäude diente zunächst zur Lehrerausbildung, von 1953 bis 1998 als Kinderheim. Schloss Lindenau wurde 1998 an die einen privaten Investor verkauft. Die von ihm beabsichtigte Einrichtung einer Seniorenresidenz im Schloss, ließ sich jedoch nicht realisieren. An die Schlossanlage schließt sich ein 23 Hektar großer englischer Landschaftspark an, der in seinen wesentlichen Grundzügen um 1881 entstand.
Das sich gegenwärtig im Besitz der Brandenburgischen Schlösser GmbH befindliche Wasserschloss Großkmehlen entstand im 16. Jahrhundert unter Einbeziehung eines älteren Vorgängerbaus. Ein das Schloss umgebender trockengefallener Graben und eine sich anschließende etwa 400 Jahre alte Parkanlage sind weitgehend erhalten.

#### Kirchen

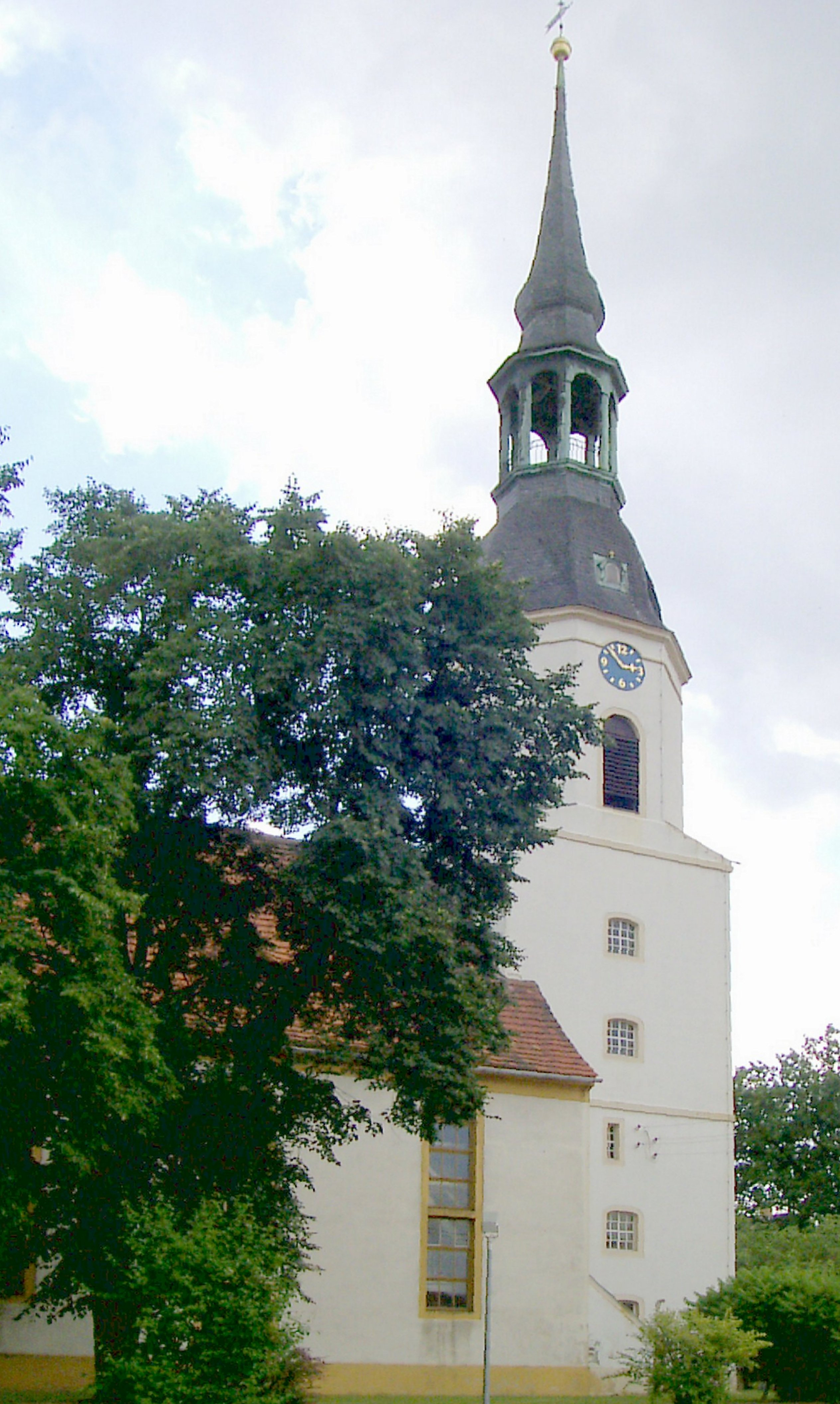
Hirschfelder Kirche

In Großkmehlen befindet sich der in seinem Kern spätgotische Bau der St.-Georgs-Kirche. Die im 15. Jahrhundert erbaute Kirche erhielt ihr heutiges Aussehen nach Umbauarbeiten in den Jahren 1716 bis 1718. Aus dieser Zeit stammt auch eine von 1995 bis 1996 restaurierte Silbermann-Orgel, die 1718 eingeweiht wurde. Eine Quittung über 1000 Taler für die Orgel ist eines von zwei erhalten gebliebenen eigenhändigen Schriftstücken Gottfried Silbermanns. Das älteste Ausstattungsstück der Kirche ist eine Sakramentsnische in der Ostwand aus der ersten Hälfte des 15. Jahrhunderts. Sagenumwoben ist ein aus der Zeit um 1500 stammender Altar.
Die aus dem 15. Jahrhundert stammende evangelische Kirche St. Katharina befindet sich im Stadtzentrum von Elsterwerda. Hier befinden sich zwölf von Maltitzsche Bildnisgrabsteine, von denen neun aus dem 16. und die übrigen aus dem 17. Jahrhundert stammen. Aus der Mitte des 18. Jahrhunderts stammt der Kanzelaltar. Das achteckige Taufbecken mit gekreuztem Maßwerk wurde etwa in der Zeit von 1520 bis 1530 geschaffen und trägt am Schaft drei Lilien des alten Elsterwerdaer Adels-Geschlechtes von Köckritz. Im Vorraum der Kirche befindet sich ein Ehrenmal für die Toten des Ersten Weltkrieges, das 1922–23 mit Sgraffito-Wandbildern von Hans Nadler gestaltet wurde.
Die weithin sichtbare spätbarocke Hirschfelder Kirche wurde 1786 erbaut und hatte mehrere Vorgängerbauten. Ihre in Lauchhammer gegossenen Glocken stammen aus dem Jahr 1997. Eine weitere spätbarocke Kirche befindet sich auf dem Dorfanger in Kahla. Aus dem 13. Jahrhundert stammt die Feldsteinkirche in Hohenleipisch. Im Grödener Unterdorf ist der Feldsteinbau der Martinskirche zu finden, der zwischen 1582 und 1594 erbaut wurde. Im Chor verbergen sich vermutlich die Überreste einer spätromanischen Kapelle.
In Ortrand befindet sich die spätgotische dreischiffige Hallenkirche St. Barbara, deren Grundsteinlegung 1563 erfolgte. Ihre heutige Gestalt erhielt sie zwischen 1728 und 1732 durch den Erbauer der Dresdner Frauenkirche, George Bähr. Bereits 1432 wurde die romanische Saalkirche St. Jacobi in Ortrand erwähnt. In ihrem Inneren befinden sich ein gotischer Flügelaltar und ein Epitaph aus dem Jahr 1543 für Heinrich und Margarethe von Lüttichau.
Weitere Kirchen befinden sich in Plessa, Lauchhammer, Dreska und anderen Orten des Schradengebietes.

#### Technische Bauwerke

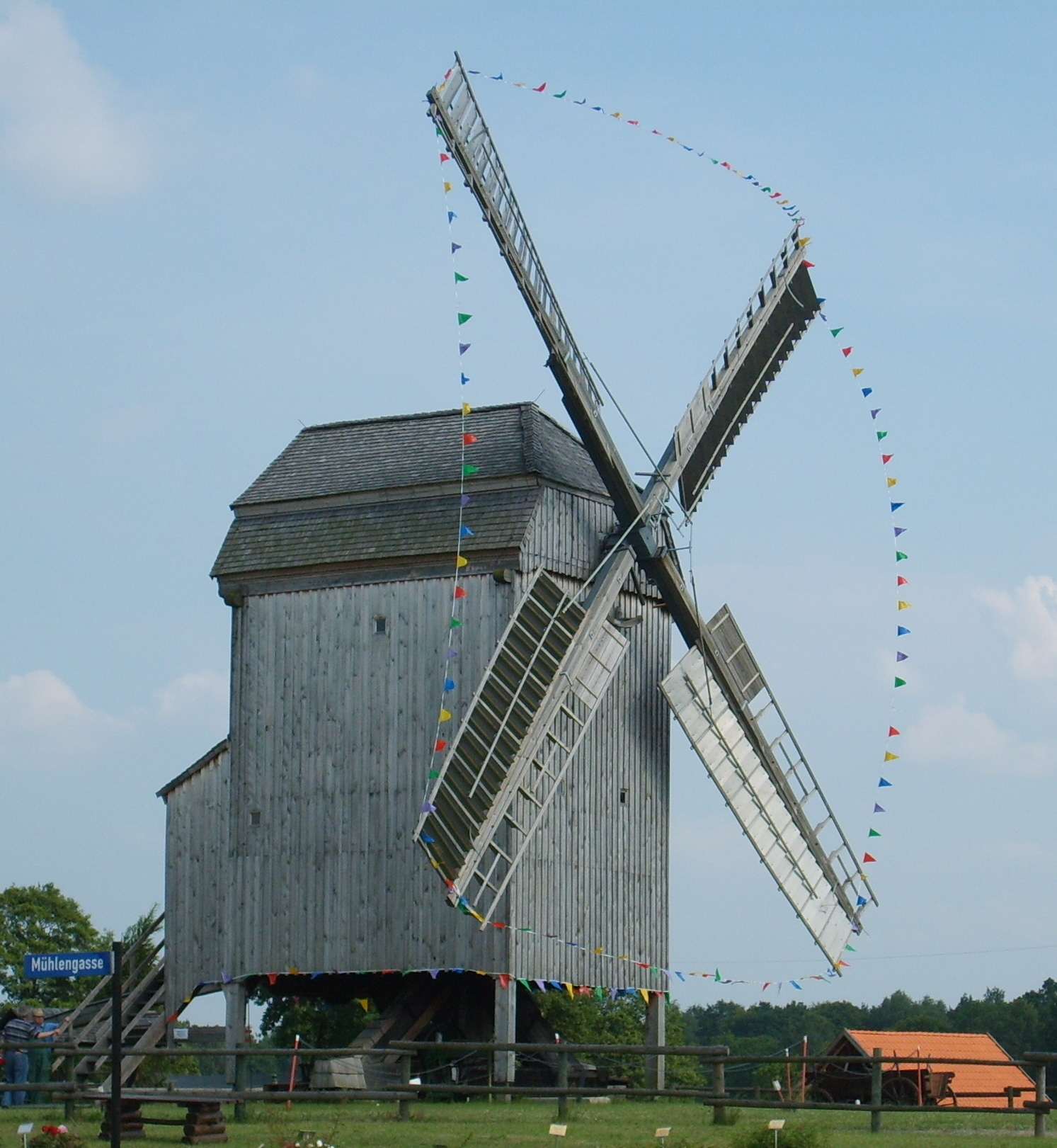
Bockwindmühle Elsterwerda

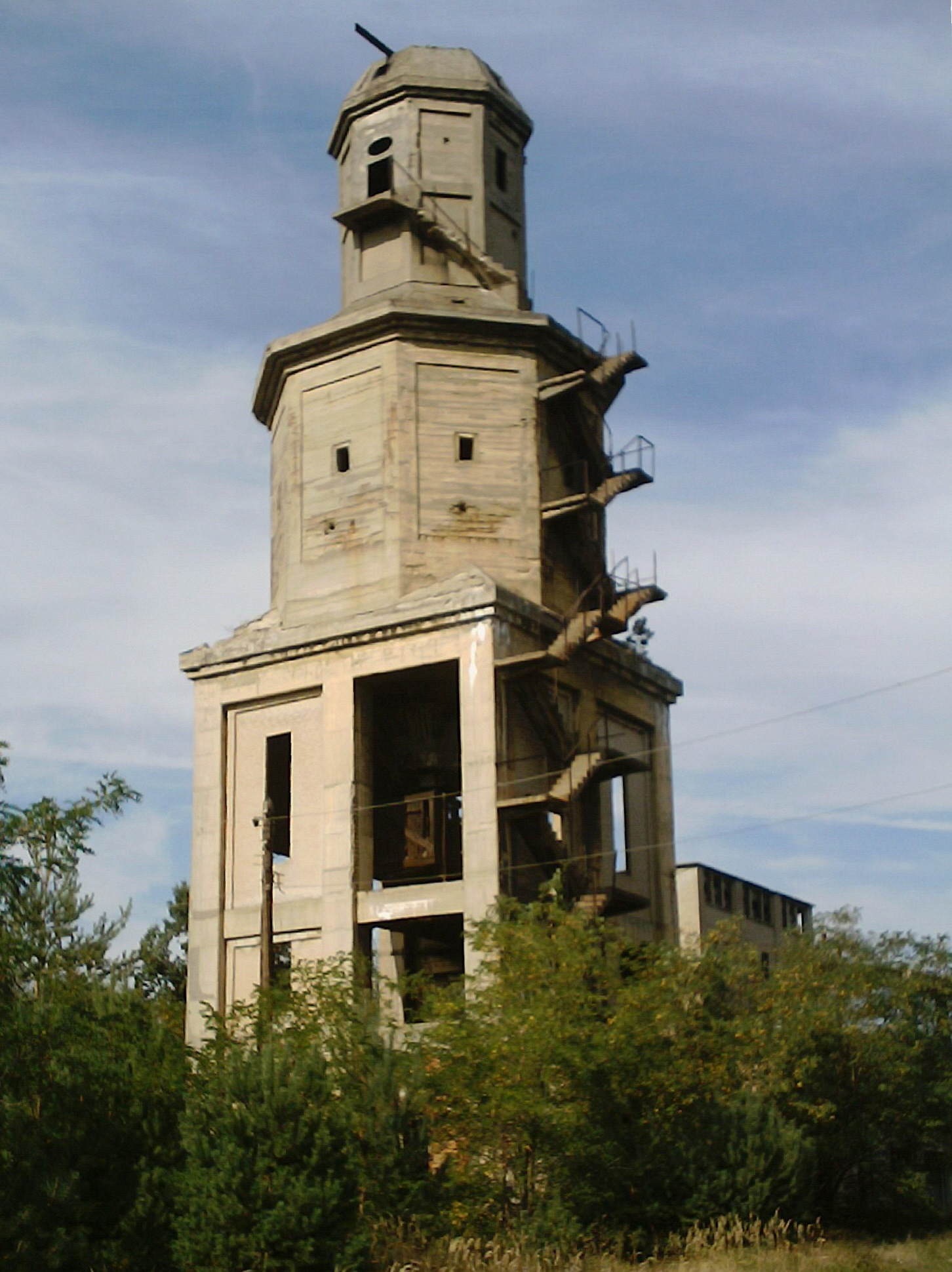
Bertzitturm Kahla

Die Bockwindmühle Elsterwerda befindet sich unweit der Schwarzen Elster im Gewerbegebiet-Ost von Elsterwerda in unmittelbarer Nähe des 2007 entstandenen Miniaturen- und Erlebnisparks. Sie ist die letzte Bockwindmühle, die in der Stadt erhalten geblieben ist und steht unter Denkmalschutz. Im Innenraum der Mühle ist eine Schauanlage mit Gefäßen, Erzeugnissen und Handwerkszeug aus dem Alltag des Mühlenbetriebes zu finden.
Etwa acht Kilometer flussaufwärts befindet sich rechtsseitig der Schwarzen Elster die Elstermühle Plessa, eine Wassermühle, die ursprünglich aus zwei Mühlen, einer Schneide- und einer Getreidemühle bestand. Sie besitzt eine leerlauffähige Schauanlage und ein kleines Museum, im Nebengebäude befindet sich ein kleines Sägewerk. Im Mühlengebäude befindet sich das Büro des Fördervereins Naturpark Niederlausitzer Heidelandschaft e. V., ein Stützpunkt der Naturwacht sowie das Restaurant Mühlenschänke.
Ebenfalls in der Gemeinde Plessa befindet sich das Kraftwerk Plessa. Das Industriedenkmal ist eines der ältesten, in seiner ursprünglichen Bausubstanz erhaltenen Braunkohlekraftwerke Europas. Das Kraftwerk wurde 1927 durch den Elektrizitätsverband Gröba in Betrieb genommen und gehörte in den 1920er und 1930er Jahren zu den modernsten Spitzenlastkraftwerken jener Zeit. 1992 wurde das Kraftwerk abgeschaltet und vom Netz genommen. Als Erlebnis-Kraftwerk wurde es 1998 unter dem Motto Kraftwerk im Wandel in die Projektliste der Internationalen Bauausstellung Fürst-Pückler-Land (IBA) aufgenommen und sein Abriss verhindert.
In Lauchhammer befindet sich mit den Biotürmen ein weiteres IBA-Projekt. In den 1958 erbauten Türmen wurden phenolhaltige Abwässer der einstigen Braunkohlenkokerei durch Verrieseln über Schlacke biologisch behandelt. Diese letzten Relikte der örtlichen Koksproduktion, die noch bis 1993 in Betrieb war, sind seit dem Sommer 2008 öffentlich zugänglich. Besucher können einen der Türme besteigen und über verglaste Aussichtskanzeln weit über das ehemalige Industrieareal und den südlich angrenzenden Schraden schauen.
Eine weithin sichtbare Landmarke ist der 35 Meter hohe Bertzit-Turm in Kahla. Der Stahlskelettbau ist eine Investitionsruine der Braunkohleveredlung aus dem Jahre 1920. Geplant war nördlich von Kahla eine Tieftemperaturverkohlung der Braunkohle aus der nahe gelegenen Grube Ada in einer Fabrikanlage, in der das sogenannte Berzitverfahren, ein Verfahren zur Kohletrocknung, zur Anwendung gelangen sollte.

#### Weitere Bauwerke
Das 1553 erbaute und 1690 erweiterte Pfarrhaus in Hirschfeld wurde in die Denkmalliste des Landes Brandenburg aufgenommen. Die Lehmverbindungen im Bruchsteinmauerwerk des Fachwerkhauses sind immer noch gut zu erkennen. Nachdem 1936 bereits der Abriss des Gebäudes beschlossen war und es durch einen Neubau ersetzt werden sollte, wurde es noch einmal repariert, da die Gelder für den Neubau nicht freigegeben wurden. Weitere Sanierungsmaßnahmen folgten nach 1967, als das Gebäude erneut aufgegeben werden sollte. Im Pfarrhaus wurde 1998 durch Umbaumaßnahmen ein Archiv eingerichtet. Die Räume im Erdgeschoss werden gegenwärtig für Gemeindeveranstaltungen genutzt.
Das alte Gebäude des Kommunalen Backhauses in Großthiemig stand auf Grund seines schlechten Zustandes Mitte der 1970er Jahre bereits kurz vor dem Abriss. Daraufhin setzte sich der damalige Denkmalschutzbeauftragte des Kreises Bad Liebenwerda für dessen Erhalt ein, mit dem Verweis darauf, dass es eines der letzten kommunalen Backhäuser des einstigen Sachsens sei. Es wurde bis Ende 1975 wieder instand gesetzt.

### Sächsisch-Preußische Grenzsteine

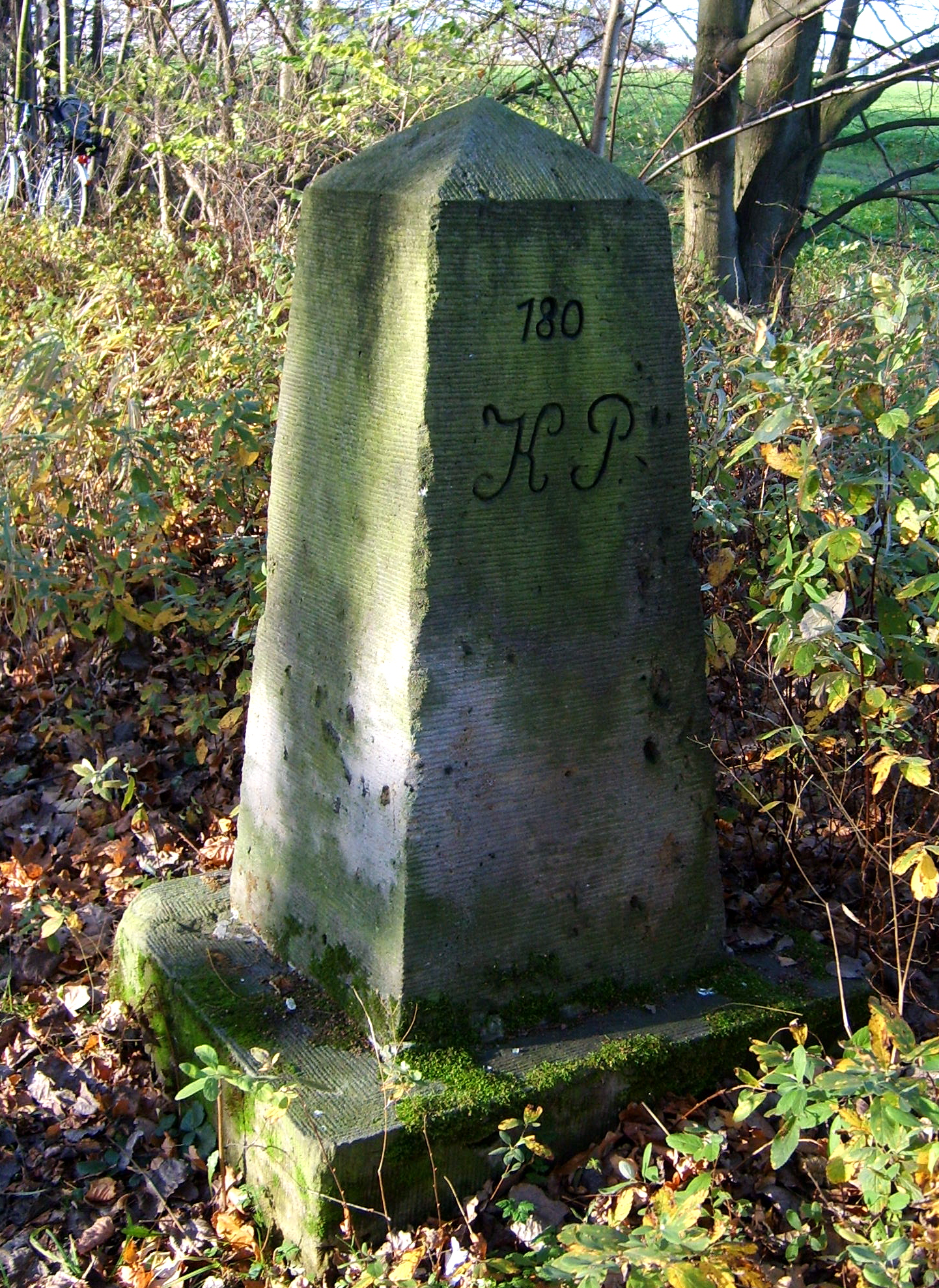
Grenzstein Nr. 180 am Elsterwerda-Grödel-Floßkanal zwischen Prösen und Gröditz

Entlang der 1815 infolge des Wiener Kongresses entstandenen ehemaligen sächsisch-preußischen Grenzlinie wurden zur Markierung zwischen 1817 und 1818 Grenzsteine aufgestellt, die unter Denkmalschutz stehen. Von den ehemals 28 Exemplaren im Bereich des Schradens zwischen Heinersdorf im Osten und Wainsdorf im Westen sind laut einer Bestandsaufnahme aus den Jahren 1997 und 1998 noch 22 vorhanden. Die Steine in diesem Bereich, die einst aus sogenanntem Postaer Sandstein in Gestalt von Prismen oder Pyramidenstümpfen gefertigt wurden, sind auf jeweils zwei Seiten mit den Buchstaben KS für das Königreich Sachsen und KP für das Königreich Preußen und einer Nummerierung versehen. In den Jahren 2010/2011 wurde entlang der historischen Grenze ein ca. 25 km begehbarer Wanderweg erstellt. Seit 2009 wird jedes Jahr am ersten Septemberwochenende eine geführte Grenzsteinwanderung angeboten.

### Darstellung des Schradens in der Kunst

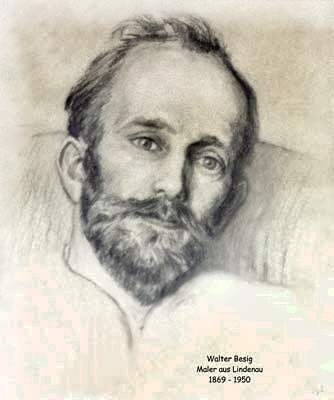
Porträt des Malers Walter Besig, gezeichnet von seiner Frau Mary Lloyd

Vor allem die beiden als Schradenmaler bekannt gewordenen einheimischen Künstler Walter Besig und Hans Nadler hielten diese Niederungslandschaft und die dort lebenden Menschen in ihren zahlreichen Bildern fest. In der Kleinen Galerie Hans Nadler in Elsterwerda finden seit 1980 Ausstellungen regionaler Künstler und andere kulturelle Veranstaltungen statt. Eine ständige Ausstellung im Obergeschoss des Fachwerkhauses würdigt das Schaffen des 1879 in der Stadt geborenen Malers und hebt seine enge Beziehung zur Stadt Elsterwerda und zum angrenzenden Schraden hervor.
Der Maler Erich Kunisch wuchs in der kleinen Schradengemeinde Frauwalde auf. Hier traf er in früher Kindheit auf Besig und den kriegsverwundeten Heimatmaler Joseph Stoll. Kunisch, der in der Jugend an Epilepsie litt, verbrachte auf Grund von verordneten Naturaufenthalten seine Freizeit meistens mit Stoll. Durch die beiden Maler bekam er Zugang zur Malerei und lernte das genaue Beobachten der Natur kennen.
Der Maler Franz Schreyer beschäftigte sich mit den im Norden angrenzenden Heide- und Moorlandschaften. Ein weiterer Künstler war Johann Karl Gottlieb Kahlau (1791–1856), von dem zahlreiche Zeichnungen erhalten geblieben sind. Auch sein Sohn Karl Christoph Kahlau (1824–1880) wurde Maler, von dem es ebenfalls noch zahlreiche Arbeiten gibt. Eine Zeichnung mit dem Ortrander Topfmarkt und seinem Geburtshaus hinterließ Herbert Grauel (1905–1949), der als Porzellanmaler in der Meißener Porzellanmanufaktur tätig war. Außerdem war er der Verfasser der 1936 erschienenen Reisebeschreibung Zwischen Schlesien und Sachsenland-Ausflug ins Grenzgebiet der Alten Mark Meißen. Das dreibändige Werk Flora im Schraden des Porträt- und Genremalers sowie Schülers der Dresdner Kunstakademie Adolf Theodor Werner gilt als verschollen. Weitere Heimatmaler des Schradens waren Erich Thieme (1913–1944), Rudolf Hermann Erdmann Mischke (1893–1971) und Edgar Walter Schmidt (1901–1971).

### Der Schraden in der Literatur

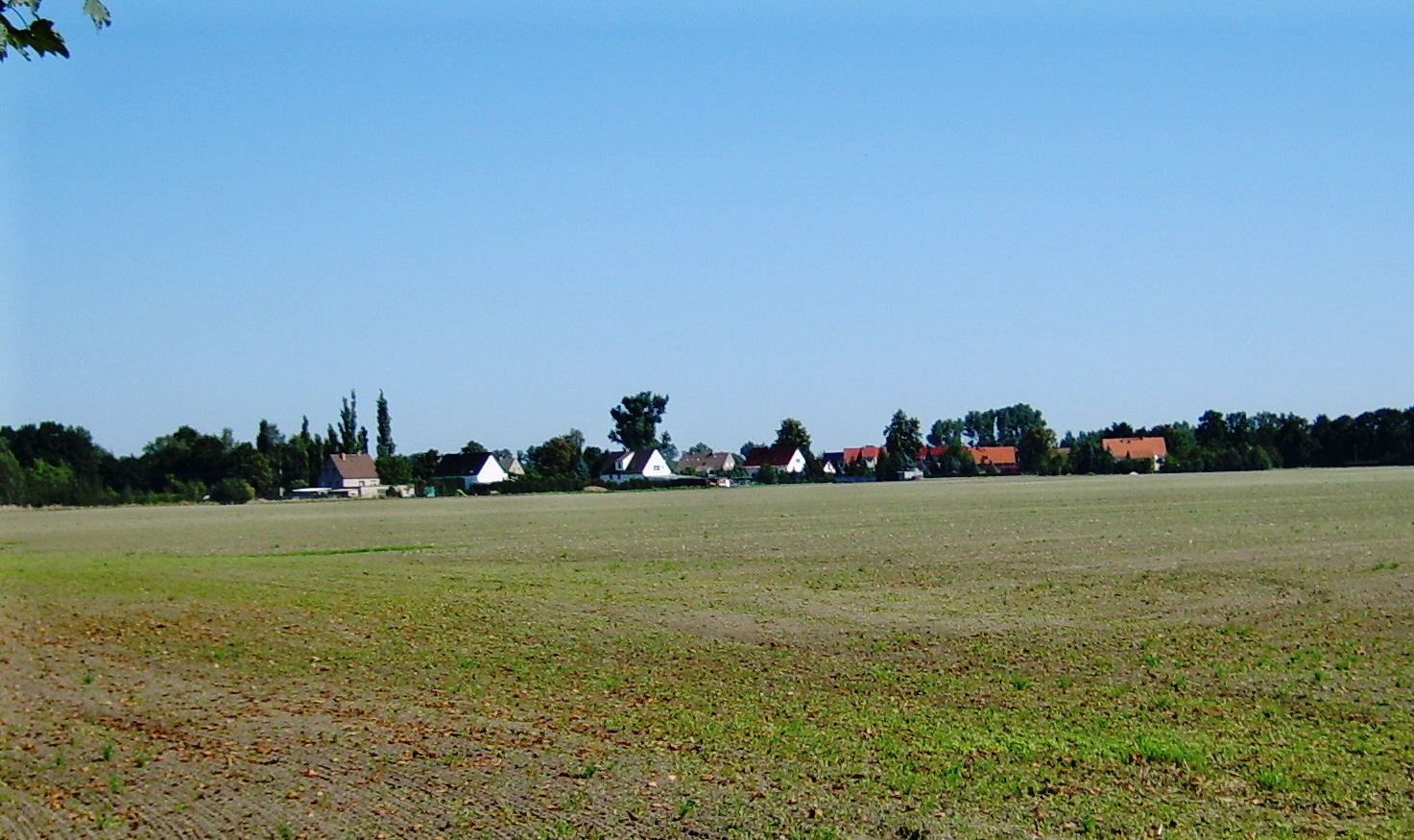
Siedlung Plessa-Süd, Sujet des Buches „Das Dorf in der Wildnis“

Aus dem Gebiet des Schradens, wo ein literarisches Wirken bereits für das 17. Jahrhundert nachgewiesen ist, sind Schriftsteller bekannt, die in enger Verbindung mit dieser Region standen oder sich mit ihr beschäftigten. Mit „Dankgesinnter Abschied von Ortrant“ aus dem Jahr 1675 ist Tobias Petermann bekannt. Der Großkmehlener Diakonus Knoll verfasste um 1750 eine große Anzahl von Texten mit Bezug auf den Schraden und der auf dem väterlichen Schloss in Elsterwerda aufgewachsene Julius Bernhard von Rohr war am Anfang des 18. Jahrhunderts einer der bekanntesten Autoren der deutschen Hausväterliteratur, die als Ratgeberliteratur unter anderem als Vorläufer der modernen Kochbücher gilt. Später spielte das von 1856 bis 1925 eingerichtete Lehrerseminar eine große Rolle im Geistes- und Kulturleben der Region. Es wirkten dort Seminarlehrer und Schüler, die durch schriftstellerische und wissenschaftliche Veröffentlichungen bekannt wurden, wie Hermann Kahle, Ulrich Kleist, Wilhelm Teschner, Johannes Gillhoff und der Schriftsteller Klaus Beuchler. Dieser beschrieb 1955 in seinem Buch „Das Dorf in der Wildnis“ den dramatischen Ablauf der Gründung von Plessa-Süd mitten in der Schraden-Niederung nach dem Zweiten Weltkrieg. Sein Schwager, der in Mückenberg geborene Benno Pludra wurde zu einem der bekanntesten Kinderbuch-Autoren der DDR. Außerdem gibt es zahlreiche Veröffentlichungen in Periodika, die sich mit diesem Gebiet beschäftigen, wie der seit 1913 herausgegebene „Liebenwerdaer Heimatkalender“ und andere heimat- und naturkundliche Schriften. Der Hirschfelder Lehrer Ernst Seyler schrieb über die Mundart und Brauchtum des Schradens. Der Würdenhainer Heimatforscher und Lehrer Rudolf Matthies (1909–1996) veröffentlichte unter anderem Sagen aus der Region des Schradens. In der Gegenwart tritt vor allem Dietrich Hanspach mit seinen zahlreichen Veröffentlichungen über die Region hervor. Unter seiner Leitung entstand 2001 das Buch „Der Schraden. Eine landeskundliche Bestandsaufnahme im Raum Elsterwerda, Lauchhammer, Hirschfeld und Ortrand“.

### Sagen des Schradens

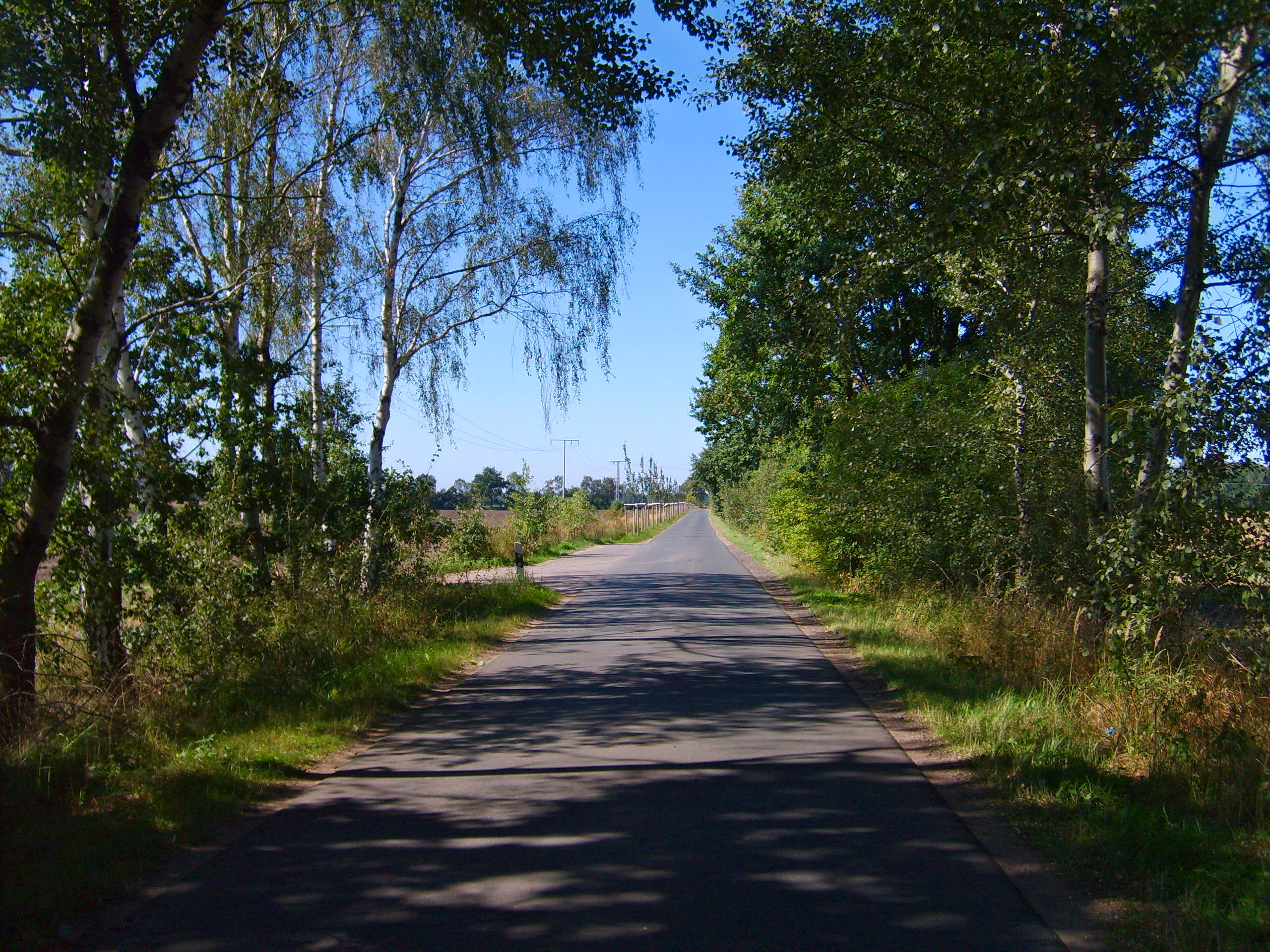
Reißdamm

Die sumpfige Niederung und die einst dichten einsamen Wälder des Schradens boten Stoff für eine ganze Reihe von Sagen, von denen einige in den Liebenwerdaer Heimatkalendern und in der Schwarzen Elster, einer heimatkundlichen Beilage des Liebenwerdaer Kreisblattes, veröffentlicht wurden.
Die Sage vom Reißdamm erzählt vom Bau des mitten durch die sumpfige Niederung führenden Reißdammes. Einst soll dort ein Ritter in seiner Burg gehaust haben, dem jährlich eine Jungfrau geopfert werden musste, bis die Bauern der Umgebung seinem Treiben ein Ende bereiteten.
Um einen geraubten Altar geht es in einer Großkmehlener Sage, von der es verschiedene Versionen gibt. Ein Ritter soll einst einen Flügelaltar zur Geisterstunde aus einer fremden Kirche gestohlen und in sein Schloss gebracht haben. Um ihrem Sohn die damals übliche Strafe für Kirchenräuber, in Öl gesiedet zu werden, zu ersparen, ermordete die Mutter des Ritters ihn schließlich hinterrücks mit einem Dolch. Ein nichtentfernbarer Blutfleck im Putz soll jahrhundertelang von dieser Tat gezeugt haben.
Von einem ermordeten Reisenden handelt die Sage vom Steinkreuz von Elsterwerda, das sich in Richtung Großenhain am Ortsausgang des Ortes befindet. Im Wald zwischen Plessa und Döllingen soll es einst eine mit einem Kreuz aus Waldmoos gekennzeichnete Stelle gegeben haben, an der ein Gutsbesitzer begraben wurde, der aus Gram über eine gestohlene Egge gestorben sein soll.
Weitere Sagen sind: Das Steinerne Kreuz und die Pestilenz in Mückenberg (Lauchhammer), Die Nixen von Seifertsmühl, Die Merzdorfer Brautfahrt, Der Fuhrmann von Plessa, Die Mordgrubenbrücke (Krauschütz), Der Teufel im Schäferhaus (Dreska) und Der böse Jäger (Lindenau).

## Persönlichkeiten des Schradens (Auswahl)
→ Siehe auch: Listen der Persönlichkeiten in den Ortsartikeln des Schradens

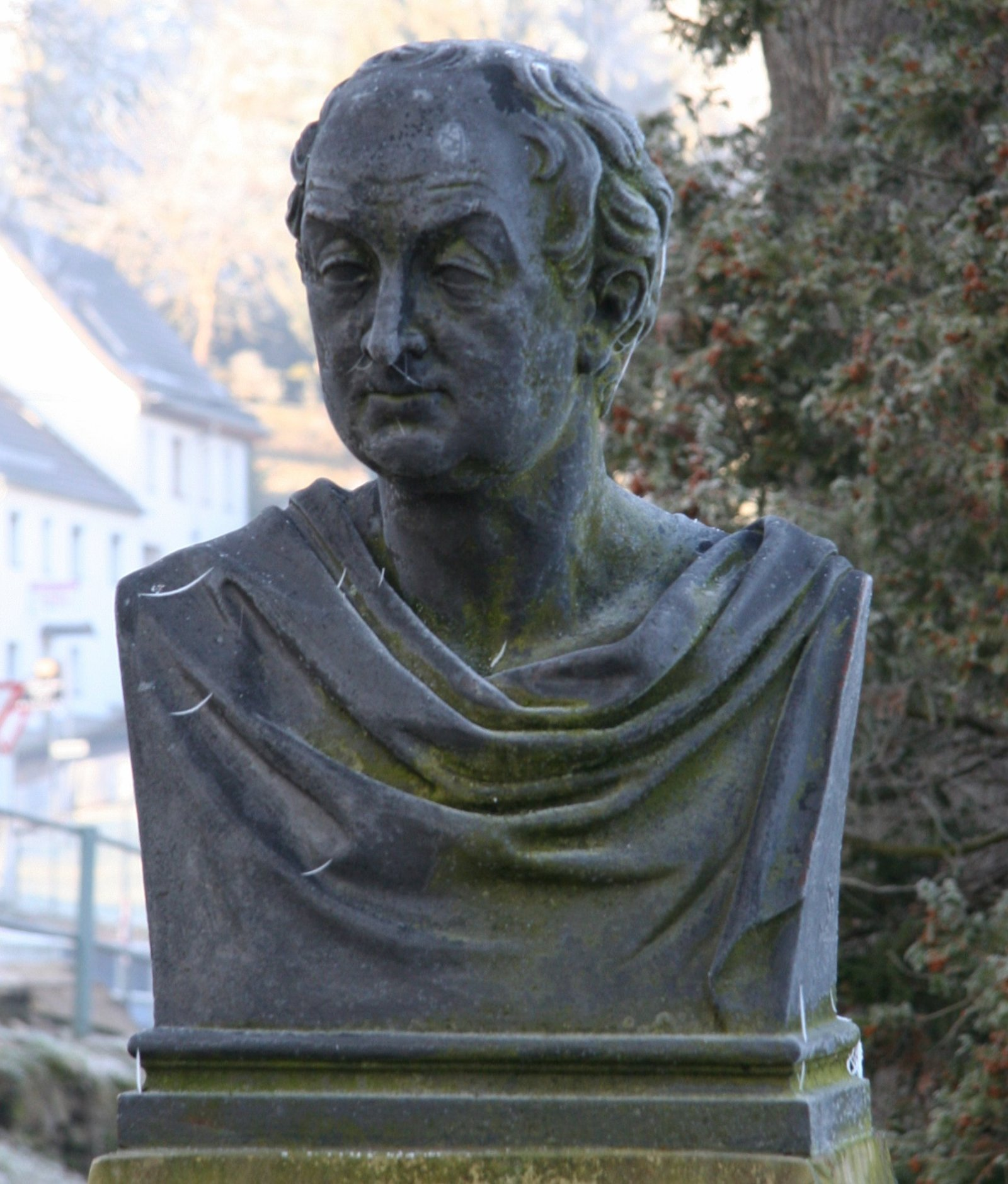
Büste von Detlev Carl Graf von Einsiedel vor der St. Mauritiuskirche in Wolkenburg

- Detlev Carl von Einsiedel (1737–1810): Der einstige kursächsische Kabinettsminister gilt unter anderem als Begründer des Kunstgusses in Lauchhammer.
- Detlev von Einsiedel (1773–1861): Der sächsische Kabinettsminister und Staatssekretär für auswärtige Angelegenheiten begleitete König Friedrich August I. von Sachsen nach der Völkerschlacht bei Leipzig in die Gefangenschaft. Als dessen Bevollmächtigter nahm er am Wiener Kongress teil.
- Carl Adolph Terscheck (1782–1869): Terscheck war ein sächsischer Botaniker und Mitbegründer des Botanischen Gartens in Dresden. Als Hofgärtner legte er mehrere Gartenanlagen in der Stadt und ihrer Umgebung an. Bekannt wurde er durch die von ihm gepflanzte Pillnitzer Kamelie.
- Karl Eduard Zachariae von Lingenthal (1812–1894): Von Lingenthal war einer der bedeutendsten deutschen Rechtshistoriker mit dem Fachgebiet byzantinische Rechtsgeschichte. 1845 erwarb einen Teil des Ritterguts Großkmehlen und richtete dort eine landwirtschaftliche Versuchsstation ein, die später nach Halle umsiedelte. Er war Mitglied des Vorstandes des Elsterregulierungsverbandes. Außerdem war Lingenthal Begründer und Direktor der Oberlausitzer Eisenbahn-Gesellschaft sowie der Cottbus-Großenhainer Eisenbahn-Gesellschaft.[54]
- Friedrich von Delius (1881–1967): Der langjährige Direktor der Plessaer Braunkohlenwerke ließ nach seinen Plänen 1924 die erste Abraumförderbrücke der Welt bauen, welche 1925 im Tagebau Plessa in Betrieb ging. Diese Technologie, der von seinen Zeitgenossen keine Zukunft zugesprochen wurde, revolutionierte den Braunkohletagebau.
- Ernst Seyler (1878–1947): Heimatforscher mit zahlreichen Veröffentlichungen über Sitten, Gebräuche und Mundart des Schradens.[64]
- Ernst von Delius (1912–1937): Der in Plessa geborene Autorennfahrer der Auto Union AG galt als großes Nachwuchstalent. Nach einer Kollision mit Richard Seaman beim „Großen Preis von Deutschland“ auf dem Nürburgring am 25. Juli 1937, erlag er einen Tag später in Bonn seinen schweren Verletzungen.
- Thilo Koch (1920–2006): Der in Plessa aufgewachsene deutsche Fernsehjournalist belegte 1939 als Jahrgangsbester sein Abitur am Elsterschloß-Gymnasium in Elsterwerda.
- Lutz Heßlich (* 17. Januar 1959 in Ortrand): Der ehemalige Bahnradsportler ist mehrfacher Olympiasieger und Weltmeister.